# Agen
Pour les articles homonymes, voir Agen (homonymie).
Cet article possède un paronyme, voir Agent.
Pour l’article ayant un titre homophone, voir Ajain.
Agen (prononcé /a.ʒɛ̃/ en français standard et /a.ˈʒɛŋ/ localement) est une commune du Sud-Ouest de la France, préfecture du département de Lot-et-Garonne, en région Nouvelle-Aquitaine.
Avec ses 32 193 habitants en 2022, elle est la 254e commune de France par sa population. La ville est le siège de l'agglomération d'Agen, structure intercommunale regroupant 96 662 habitants (2022). Son unité urbaine compte 16 communes et rassemble, selon la définition de l'Insee, 80 666 habitants (2022) et se classe au 85e en France métropolitaine. Son aire d'attraction compte 120 653 habitants 2022.
Cité bimillénaire établie au pied du coteau de l'Ermitage, qui fut le siège de l'oppidum gaulois des Nitiobroges, Agen a une histoire intimement liée à celle de « Garonne », comme les Agenais nomment leur fleuve en le personnifiant. S'il fut nourricier et permit le développement du commerce, ses nombreuses crues redoutables ont donné à la ville la réputation d'être la plus inondée de France. Aujourd'hui protégées par des digues, la ville et son agglomération se sont largement étendues dans la vallée.
Agen a conservé de son passé médiéval un important patrimoine architectural civil et religieux, enrichi à la fin du XIXe siècle par la construction d'immeubles de type haussmannien et de maisons Art nouveau et Art déco lors du percement de larges boulevards.
Le nom d'Agen est couramment associé au pruneau, dont la zone de production est essentiellement située en Lot-et-Garonne et qui était autrefois expédié depuis le port de la ville sur la Garonne, ainsi qu'au rugby à XV par son club emblématique, le SU Agen, qui détient notamment huit titres de champion de France.
L'activité d'Agen est aujourd'hui essentiellement tertiaire, administrative et commerçante. La ville entend cependant jouer son rôle de « capitale » de la moyenne Garonne, idéalement située à mi-chemin entre les métropoles de Bordeaux et Toulouse, en développant et favorisant le commerce (Parc commercial O'green, rénovation du centre-ville), le tourisme familial (Walygator Sud-Ouest, navigation sur le canal latéral) et les affaires (construction d'un centre des congrès) et les zones d'activité industrielle et commerciale (Agropole, Technopole Agen-Garonne).

## Géographie

### Localisation
Agen est située dans la vallée de la Garonne qui borde la commune à l'ouest. Celle-ci reçoit le ruisseau de la Masse (arrivant de Monbalen) au nord de la ville, au niveau du pont-canal. Au nord et à l'est, on retrouve les premières collines du pays de Serres (coteau de l'Ermitage, côte de Gaillard au nord, côte du Fromage à l'est). Au sud et à l'ouest, en revanche, on se situe dans la plaine de la Garonne, large d'environ 6 km à ce niveau.
Agen est situé dans le Sud-Ouest de la France, dans le sud-est du département de Lot-et-Garonne, sur la rive droite de la Garonne et au bord du canal latéral à la Garonne. La ville se trouve entre Toulouse (115 km) et Bordeaux (140 km).
Sur le plan historique et culturel, Agen fait partie de l'Agenais, une ancienne circonscription de la province historique de Gascogne.

### Communes limitrophes
Les communes limitrophes sont Boé, Bon-Encontre, Colayrac-Saint-Cirq, Foulayronnes, Le Passage et Pont-du-Casse.
| Colayrac-Saint-Cirq | Foulayronnes | Pont-du-Casse |
| Le Passage          | Agen         | Bon-Encontre  |
|                     | Boé          |               |

### Hydrographie
Le territoire communal est bordé à l'ouest par la Garonne qui y reçoit deux de ses affluents, la Masse d'Agen (au Nord) et le Mondot (au Sud). La commune est également traversée par le canal de Garonne qui franchit le fleuve par un pont-canal.

### Climat
Pour des articles plus généraux, voir Climat de la Nouvelle-Aquitaine et Climat de Lot-et-Garonne.
Historiquement, la commune est exposée à un climat océanique aquitain.
En 2020, Météo-France publie une typologie des climats de la France métropolitaine dans laquelle la commune est exposée à un climat océanique altéré et est dans la région climatique Aquitaine, Gascogne, caractérisée par une pluviométrie abondante au printemps, modérée en automne, un faible ensoleillement au printemps, un été chaud (19,5 °C), des vents faibles, des brouillards fréquents en automne et en hiver et des orages fréquents en été (15 à 20 jours).
Le 23 août 2023 la ville bat son record de chaleur qui datait de 1947 (41 °C) en atteignant les 41,3 °C. Ce record ne tiendra qu'un jour puisque le lendemain, la ville connait une température de 42,4 °C!
Pour la période 1971-2000, la température annuelle moyenne est de 13,8 °C, avec une amplitude thermique annuelle de 15,6 °C. Le cumul annuel moyen de précipitations est de 766 mm, avec 9,7 jours de précipitations en janvier et 6,6 jours en juillet. Pour la période 1991-2020, la température moyenne annuelle observée sur la station météorologique la plus proche, située à Estillac à 6,9 km à vol d'oiseau, est de 13,8 °C et le cumul annuel moyen de précipitations est de 708,2 mm,. Pour l'avenir, les paramètres climatiques de la commune estimés pour 2050 selon différents scénarios d’émission de gaz à effet de serre sont consultables sur un site dédié publié par Météo-France en novembre 2022.

## Urbanisme

### Typologie
Au 1er janvier 2024, Agen est catégorisée centre urbain intermédiaire, selon la nouvelle grille communale de densité à sept niveaux définie par l'Insee en 2022. Elle appartient à l'unité urbaine d'Agen, une agglomération intra-départementale regroupant 16  communes, dont elle est ville-centre,,. Par ailleurs la commune fait partie de l'aire d'attraction d'Agen, dont elle est la commune-centre,. Cette aire, qui regroupe 81 communes, est catégorisée dans les aires de 50 000 à moins de 200 000 habitants,.

### Occupation des sols

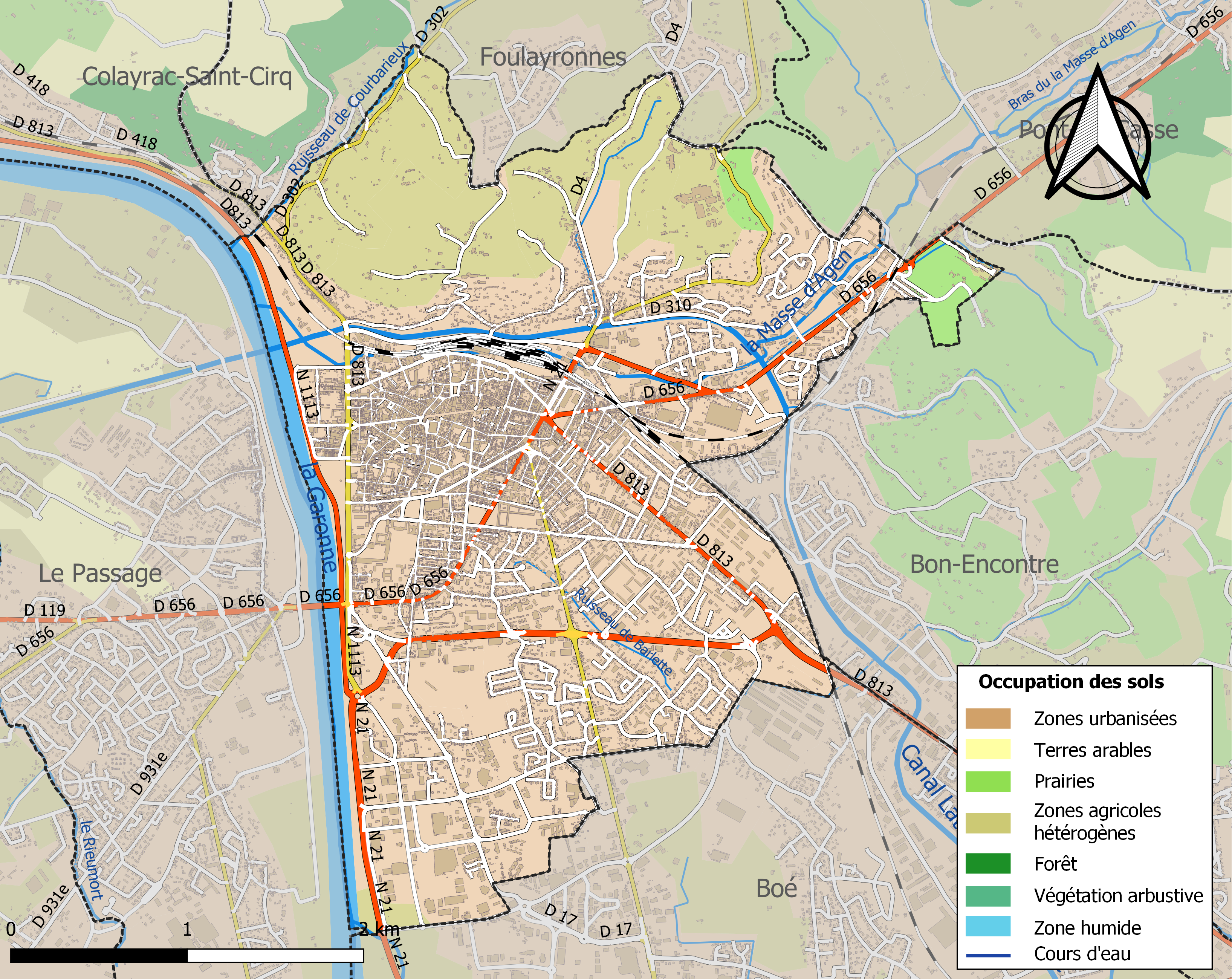
Carte des infrastructures et de l'occupation des sols de la commune en 2018 (CLC).

L'occupation des sols de la commune, telle qu'elle ressort de la base de données européenne d’occupation biophysique des sols Corine Land Cover (CLC), est marquée par l'importance des territoires artificialisés (76,7 % en 2018), en augmentation par rapport à 1990 (73 %). La répartition détaillée en 2018 est la suivante : 
zones urbanisées (62,8 %), zones agricoles hétérogènes (17,9 %), zones industrielles ou commerciales et réseaux de communication (9,1 %), espaces verts artificialisés, non agricoles (4,8 %), eaux continentales (3,1 %), prairies (2,3 %). L'évolution de l’occupation des sols de la commune et de ses infrastructures peut être observée sur les différentes représentations cartographiques du territoire : la carte de Cassini (XVIIIe siècle), la carte d'état-major (1820-1866) et les cartes ou photos aériennes de l'IGN pour la période actuelle (1950 à aujourd'hui).

### Logement
Agen compte 21 629 logements en 2015. Les constructions neuves sont peu présentes puisqu'en 2013, seulement 22,8 % des résidences principales étaient postérieures à 1991. A contrario, les constructions antérieures à 1971 représentaient 54,5 % du parc.
82,6 % des logements sont des résidences principales, réparties à 29,7 % en maisons individuelles et à 69,7 % en appartements (respectivement 71,2 % et 27,6 % dans la région). La ville possède donc une majorité de logements collectifs contrairement au reste de la région. 31,3 % des habitants sont propriétaires de leur logement, contre 66 % qui sont locataires (respectivement 62,2 % et 35,5 % dans la région),.
À noter qu’avec 3 059 logements HLM soit 19,7 % du parc en 1999 (10 % dans la région), la ville ne respecte pas tout à fait les dispositions de l’article 55 de la loi solidarité et renouvellement urbain (SRU) de décembre 2000 fixant à 20 % le taux minimum de logements sociaux pour les communes les plus importantes. On peut noter en outre que le nombre de logements vacants était assez important en 2015 avec 14,5 % du parc contre seulement 8,5 % dans la région,.
La plupart des habitations possèdent 4 pièces ou plus (37,7 %), ou 3 pièces (29,2 %), puis 2 pièces (22,1 %). Les petits logements sont assez nombreux (studios : 11 %). La ville possède par conséquent des logements de taille modeste. Enfin il faut préciser que ces logements sont bien dotés puisque 98 % ont le chauffage central même si seuls 53,8 % des ménages possèdent un garage, box ou parking (respectivement 83 % et 71,1 % pour la région).

### Projets d'aménagement

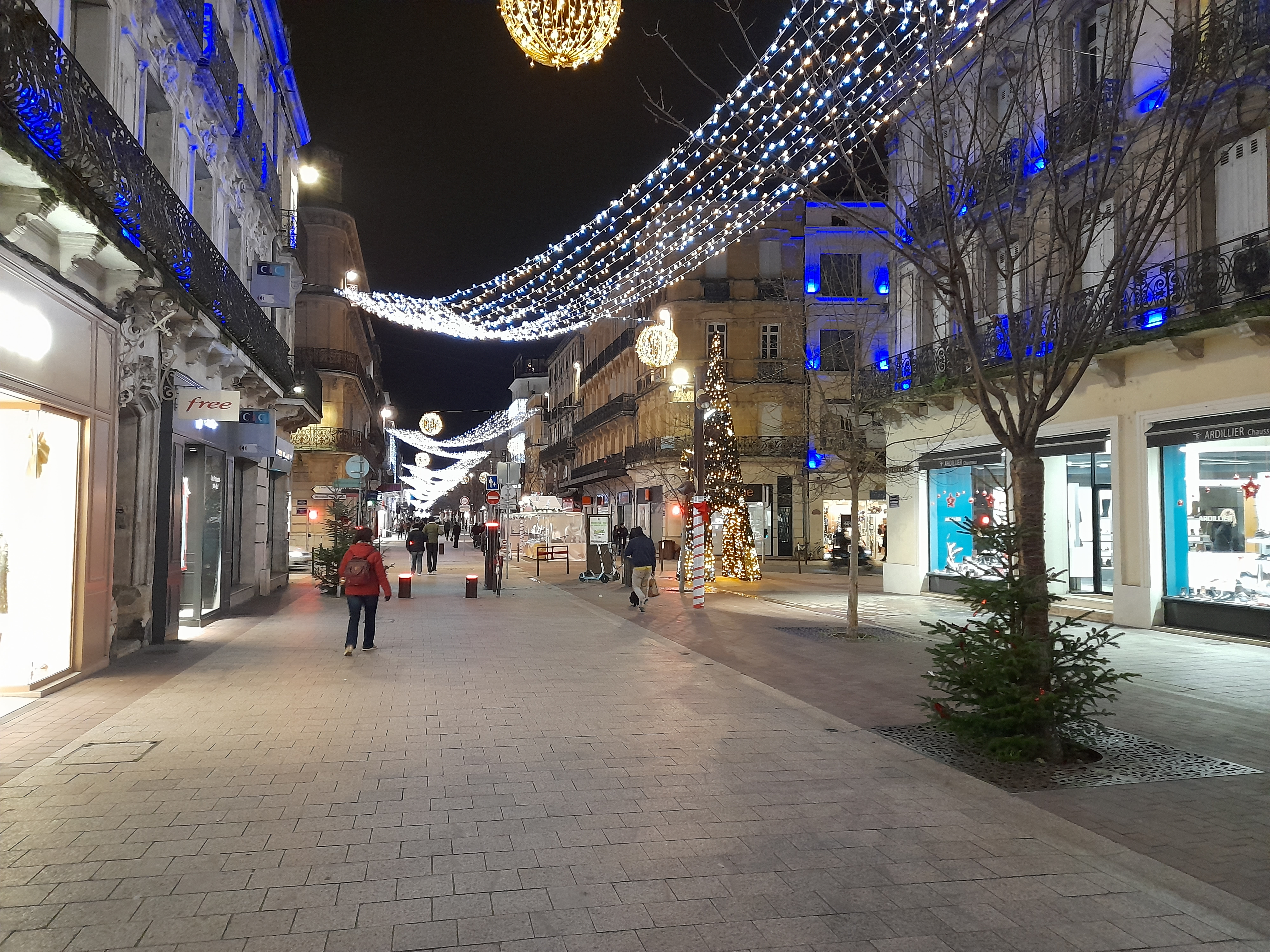
Le boulevard de la République, principale rue commerçante, en décembre 2024.

Depuis les élections de mars 2008, la nouvelle équipe municipale conduite par Jean Dionis du Séjour a entrepris un programme de revitalisation du centre-ville : création de places de stationnement en périphérie avec navettes gratuites vers le centre-ville, piétonnisation du boulevard de la République (principale artère commerçante) et de ses rues adjacentes, création d'un multiplexe cinema aux portes du centre-ville dans le quartier du Pin, création d'une zone 30. Ces aménagements ont été poursuivis par la réfection du boulevard Carnot, autre axe majeur de la ville. Depuis début octobre 2013, une zone commerciale de 29,4 ha est en activité au sud de la commune.
La commune, irriguée de voies cyclables, s'équipe de zones vertes ceinturant la ville le long de Garonne, et par le biais d'un parc naturel sur les lieux-dits de Passeligne et de Pélissier autour des lacs du même nom.

### Voies de communication et transports

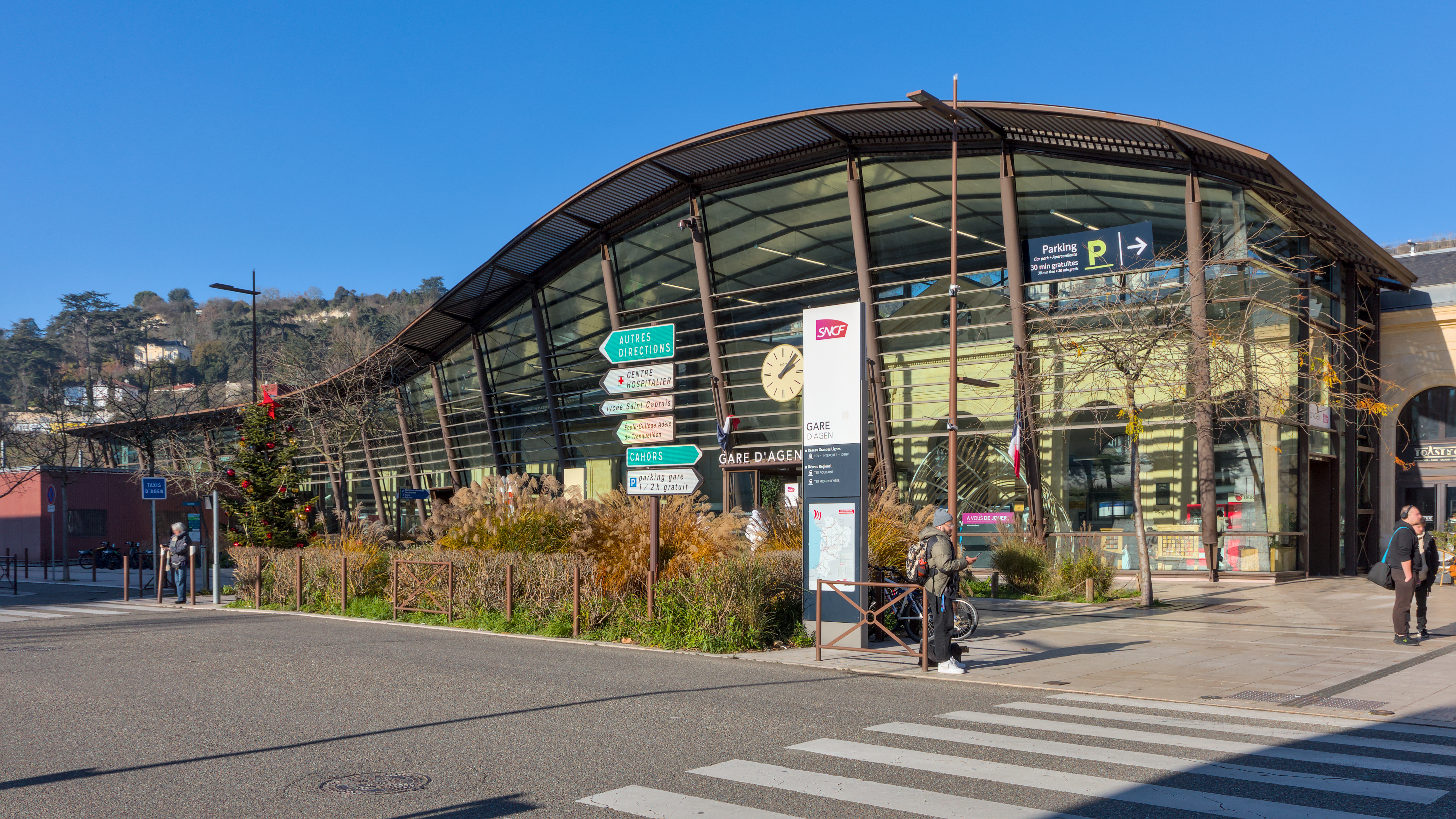
La gare d'Agen.

#### Distance des grandes villes françaises
| Ville                | Toulouse    | Bordeaux    | Périgueux  | Montpellier   | Marseille   | Nantes        | Lyon        | Nice       | Paris         |
| -------------------- | ----------- | ----------- | ---------- | ------------- | ----------- | ------------- | ----------- | ---------- | ------------- |
| Distance Orientation | 115 km (SE) | 140 km (N-) | 139 km (N) | 360 km (E-SE) | 593 km (SE) | 529 km (N-NO) | 518 km (NE) | 673 km (E) | 622 km (N-NE) |

Agen est situé à mi-chemin entre Bordeaux et Toulouse, sur un axe majeur de la vallée de la Garonne, emprunté depuis plusieurs milliers d'années. Aujourd'hui, la commune est traversée par la RD 813 (ancienne RN 113) menant au sud-est vers Toulouse et au nord-ouest vers Bordeaux. Un deuxième axe principal, l'autoroute A62, passe au sud de la ville. Ces deux axes de communication longent la Garonne et le canal latéral de la Garonne. Un troisième axe principal, la route nationale 21, mène au nord à Villeneuve-sur-Lot puis à Bergerac dans le département de la Dordogne et enfin Limoges en Haute-Vienne. Au sud, cette même nationale permet de rejoindre Auch dans le Gers, Tarbes et Lourdes (Hautes-Pyrénées). Les principales routes départementales sont, au nord-est, la route départementale 656 qui rejoint Tournon-d'Agenais puis Cahors dans le département du Lot, et au sud, la route départementale 931 qui rejoint au sud-ouest Condom et Eauze dans le département du Gers.
L'aéroport Agen-La Garenne est situé dans la commune du Passage, à 3 km au sud-ouest d'Agen sur un ancien terrain militaire. Il est géré par le syndicat mixte pour l'aérodrome départemental de Lot-et-Garonne, composé du conseil général de Lot-et-Garonne, de la communauté d'agglomération d'Agen, de la Chambre de commerce et d'industrie et de la Chambre des métiers. La compagnie Chalair Aviation permettant de rejoindre l'aéroport d'Orly à bord d'un ATR 42 de 48 sièges opérait quotidiennement depuis l’aéroport d’Agen jusqu’en 2020. En 2018, le nombre de passagers était de 31 371. L'aéroport n'assure pas le transport de marchandises.

#### Transports urbains

Logo de Tempo.

Le réseau Tempo est exploité par la société Keolis Agen et dessert 29 des 31 communes de l'agglomération d'Agen soit un total de 94 000 habitants depuis le 30 mars 2013, en remplacement du réseau Transbus. En 2018, le nombre de voyageurs annuels s'élève à 2 700 000 pour plus de 1 800 000 kilomètres parcourus.

### Risques majeurs
Le territoire de la commune d'Agen est vulnérable à différents aléas naturels : météorologiques (tempête, orage, neige, grand froid, canicule ou sécheresse), inondations, mouvements de terrains et séisme (sismicité très faible). Il est également exposé à deux risques technologiques, le transport de matières dangereuses et le risque nucléaire. Un site publié par le BRGM permet d'évaluer simplement et rapidement les risques d'un bien localisé soit par son adresse soit par le numéro de sa parcelle.

#### Risques naturels
La commune fait partie du territoire à risques importants d'inondation (TRI) d’Agen, regroupant 20 communes concernées par un risque de débordement de la Garonne, un des 18 TRI qui ont été arrêtés fin 2012 sur le bassin Adour-Garonne. Les événements antérieurs à 2014 les plus significatifs sont les crues de 1435, 1875, 1930, 1712, 1770 et 1952. Des cartes des surfaces inondables ont été établies pour trois scénarios : fréquent (crue de temps de retour de 10 ans à 30 ans), moyen (temps de retour de 100 ans à 300 ans) et extrême (temps de retour de l'ordre de 1 000 ans, qui met en défaut tout système de protection). La commune a été reconnue en état de catastrophe naturelle au titre des dommages causés par les inondations et coulées de boue survenues en 1982, 1993, 1997, 1999, 2009 et 2021,.
Les mouvements de terrains susceptibles de se produire dans la commune sont des affaissements et effondrements liés aux cavités souterraines (hors mines), des glissements de terrain et des tassements différentiels. Afin de mieux appréhender le risque d’affaissement de terrain, un inventaire national permet de localiser les éventuelles cavités souterraines localisées sur le territoire de la commune.

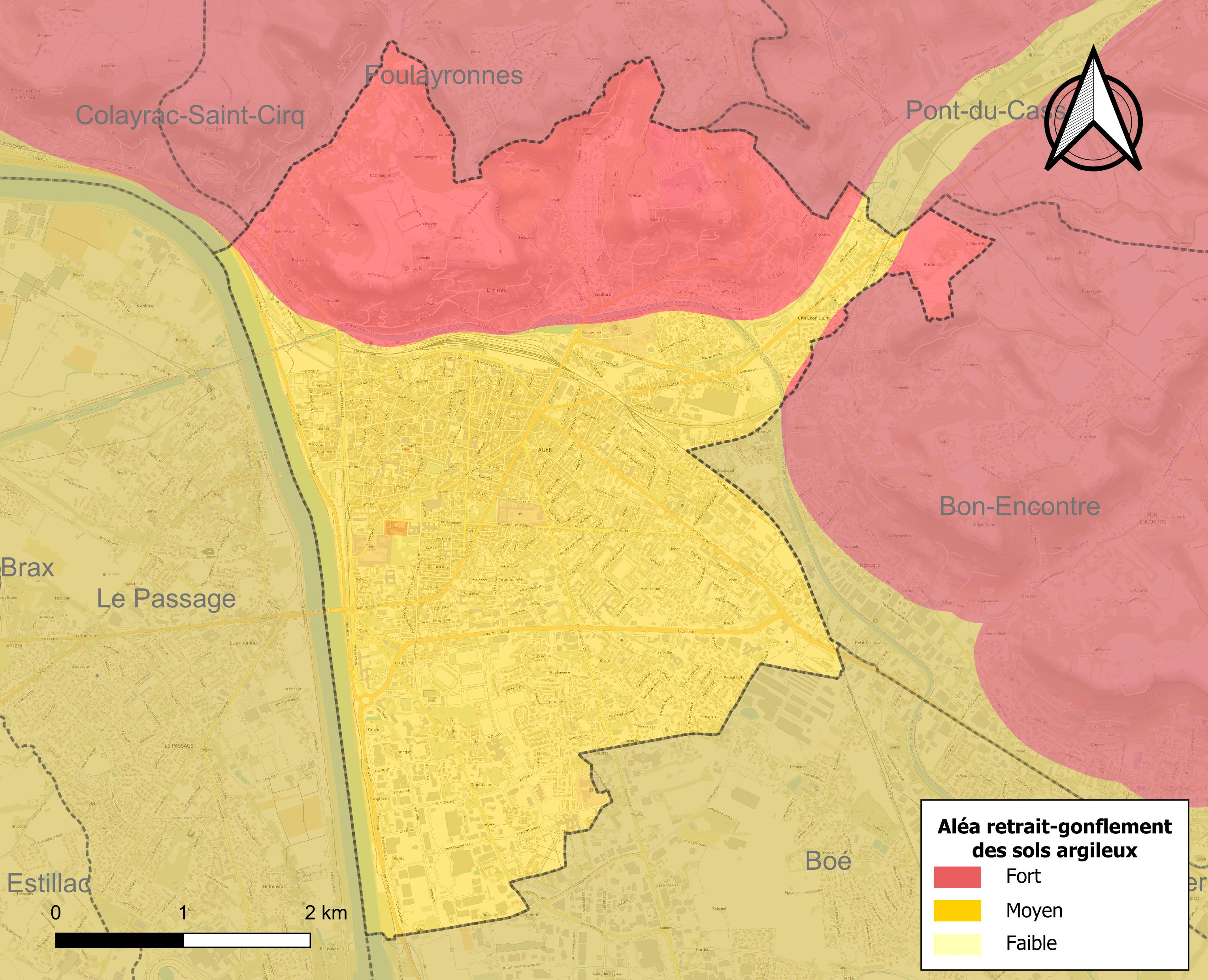
Carte des zones d'aléa retrait-gonflement des sols argileux d'Agen.

Le retrait-gonflement des sols argileux est susceptible d'engendrer des dommages importants aux bâtiments en cas d’alternance de périodes de sécheresse et de pluie. La totalité de la commune est en aléa moyen ou fort (91,8 % au niveau départemental et 48,5 % au niveau national). Depuis le 1er octobre 2020, en application de la loi ELAN, différentes contraintes s'imposent aux vendeurs, maîtres d'ouvrages ou constructeurs de biens situés dans une zone classée en aléa moyen ou fort,.
Concernant les mouvements de terrains, la commune a été reconnue en état de catastrophe naturelle au titre des dommages causés par la sécheresse en 1989, 2002, 2003, 2005, 2009, 2011, 2012 et 2017 et par des mouvements de terrain en 1999.

#### Risque technologique
La commune étant située dans le périmètre du plan particulier d'intervention (PPI) de 20 km autour de la centrale nucléaire de Golfech, elle est exposée au risque nucléaire. En cas d'accident nucléaire, une alerte est donnée par différents médias (sirène, SMS, radio, véhicules). Dès l'alerte, les personnes habitant dans le périmètre de 2 km se mettent à l'abri. Les personnes habitant dans le périmètre de 20 km peuvent être amenées, sur ordre du préfet, à évacuer et ingérer des comprimés d’iode stable,,.

## Toponymie
Le toponyme Agen est documenté  au XVIIe siècle. Il est issu d'un ancien Aginnon (IIe siècle, Ptolémée), Aginnum (IIIe siècle, Itinéraire d'Antonin), basé sur un nom préceltique ou celtique aginno signifiant « rocher, hauteur » et s'appliquant à l'oppidum de l'Ermitage, lui-même basé sur le radical oronymique *ag-.
Cet étymon se retrouve dans les noms d'Ayen, Ayn ou encore Agino (Alava).

## Histoire

### Les origines
Le site d'Agen fut vraisemblablement peuplé au moins dès le Néolithique mais il est difficile d'en dater l'origine exacte. Les vestiges que nous avons actuellement à notre disposition témoignent d'un peuplement d'origine ibère aux VIIIe et VIIe siècles av. J.-C. Cependant, le site occupé à cette époque était différent de celui que nous connaissons aujourd'hui : c'est le plateau de l'Ermitage. C'est d'ailleurs cette situation (sur un éperon rocheux) qui donnerait la clé de la toponymie de la cité.
Le site, bien que se trouvant à la confluence de la vallée de la Masse et de la Garonne, n'est pas un des endroits les plus stratégiques de la vallée. Il est donc difficile d'expliquer par la seule géographie la raison pour laquelle les Nitiobroges (peuple Celte arrivé vers 400 avant Jésus-Christ) ont choisi cet endroit pour en faire la capitale de leur royaume. Ils avaient édifié sur ce site une place forte d'environ 50 hectares, située à 100 mètres au-dessus du lit de la Garonne. On a trouvé des traces de cette occupation du sol au XIXe siècle et plus récemment, grâce au travail de l'équipe des archéologues de l'Agenais.
Le déplacement de la ville vers les terrasses de la Garonne est sans doute antérieur à l'occupation romaine. Il faut mettre en relation ce transfert avec la richesse des échanges commerciaux qui avaient lieu le long du fleuve ainsi que vers les Pyrénées et le Massif central. La découverte de la très riche tombe à char de Boé atteste l’opulence des élites locales à la fin du Ier siècle av. J.-C.

### Une ville gallo-romaine
La ville gallo-romaine a laissé d'importantes et assez nombreuses traces. Mais elles ont pour la plupart été détruites et en particulier les plus intéressantes. Tout d'abord le théâtre, chose assez rare pour une ville de moyenne importance, d'autant plus qu'Aginnum était aussi doté d'un amphithéâtre (daté de 215 après Jésus-Christ[réf. nécessaire]) pouvant accueillir 10 000 à 15 000 personnes, nombre considérable. On a également des indices concernant l'existence d'au moins une nécropole. La ville s'étendait sur 80 hectares et était donc assez riche et surtout peuplée. Mais la prospérité était davantage liée à une activité de transit qu'à un véritable rôle de pôle commercial. Ce passage intense est à mettre en relation avec l'implantation précoce de la religion chrétienne. Dès la fin du IIIe siècle, les chroniques relatent les martyres de saint Caprais et sainte Foy, qui seraient enterrés à l'emplacement de l'actuelle église du Martrou. Au siècle suivant, l'Église chrétienne s'organise avec son premier évêque connu, Phébade, dont les travaux théologiques lui valurent un prestige dans toute la chrétienté.

### Le Moyen Âge

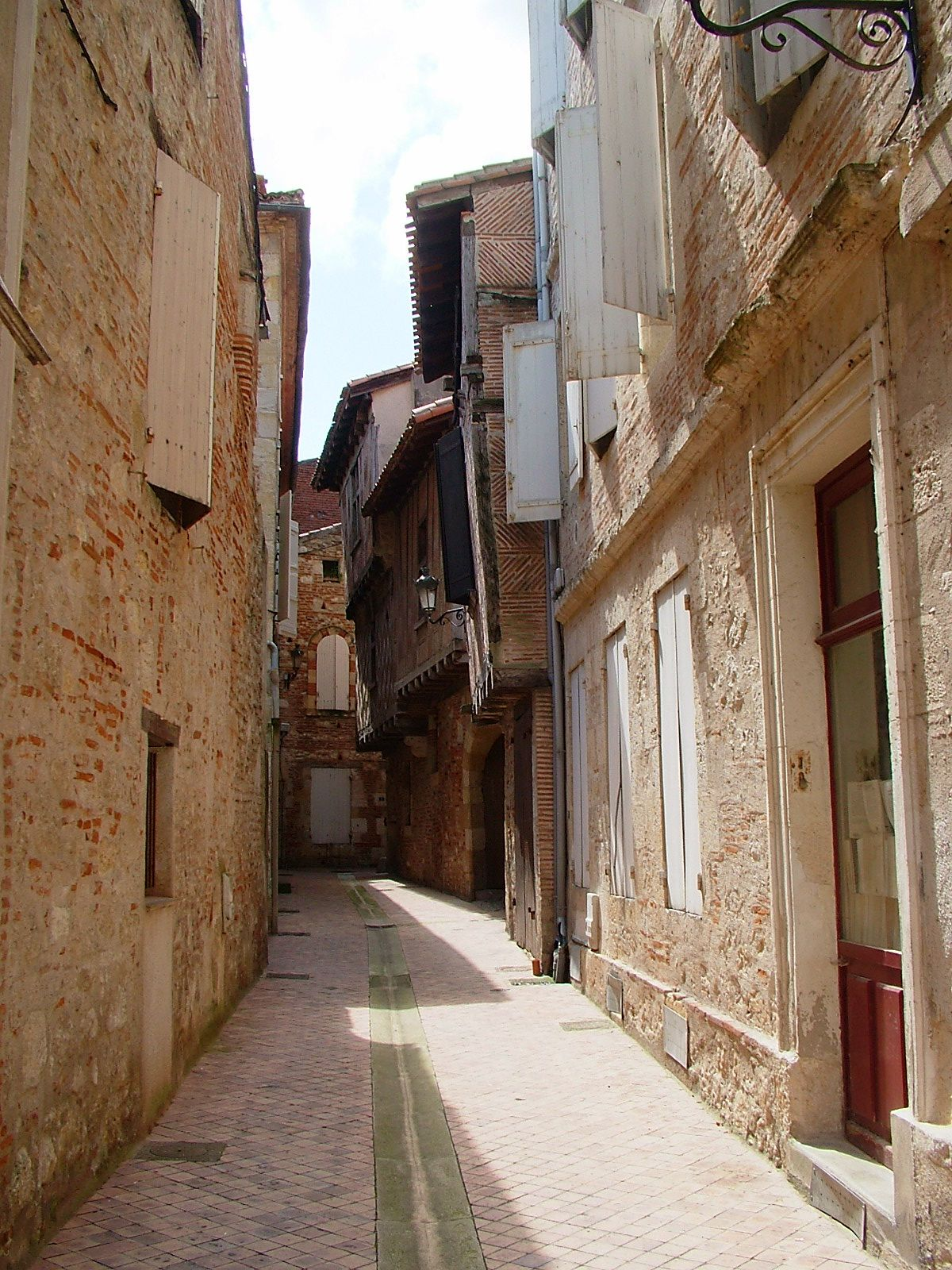
Une image du parcellaire médiéval : la rue Beauville.

Comme pour beaucoup de cités, nous avons peu de documents concernant l'époque des Grandes Invasions. Pendant quatre siècles, Agen vit passer les Vandales, les Wisigoths puis les Francs avant de subir les assauts des Vikings au IXe siècle. Les historiens ont noté trois invasions : en 843, en 853 et la dernière en 922. L'invasion la plus destructrice est celle de 853. C'est après cette attaque que les reliques de sainte Foy ont été emportées à Conques, probablement entre 877 et 884.
Pendant le haut Moyen Âge, Agen restait en Aquitaine aux abords de la Novempopulanie puis du duché de Vasconie. Après l'an 660, la Vasconie et l'Aquitaine sont devenues indépendantes des Francs et parviennent à leur apogée avec Eudes d'Aquitaine. En 732, les Sarrasins envahissent la Vasconie et Bordeaux, mais leur progression est arrêtée par Charles Martel et Eudes entre Poitiers et Tours. Pépin le Bref poursuit la conquête de toute l'Aquitaine et, en 766, les Vascons, ancêtres des Basques (appelés Wascones) se rendirent auprès de Pépin à Agen. La ville se replia sur elle-même et se fortifia dans sa première enceinte (une dizaine d'hectares) autour de la cathédrale Saint-Étienne (emplacement de l'actuel marché-parking couvert) et dont la fondation est difficile à dater. N'ayant jamais été totalement terminé, l'édifice s'est détérioré et menaçant de s'effondrer il a été démoli au début du XIXe siècle.

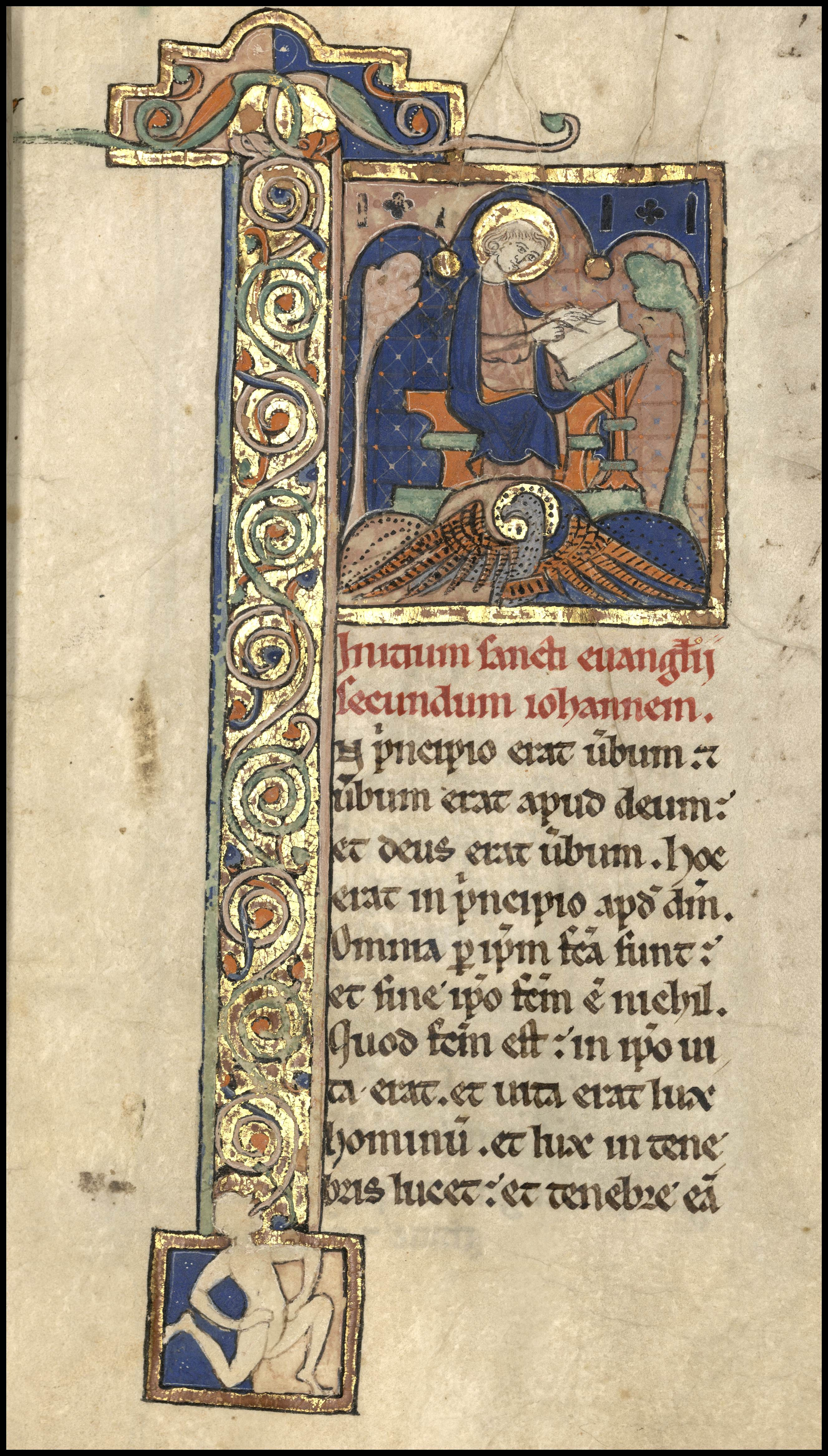
Miniature représentant saint Jean du Livre des statuts et coutumes de la ville d'Agen. Manuscrit sur parchemin, Agen, XIIIe siècle. Archives départementales de Lot-et-Garonne.

C'est autour de ce noyau que s'est développée la ville médiévale dont la trame urbaine était organisée à partir de la rue des Cornières (dont il reste une partie) qui aboutissait place du Marché (aujourd'hui place des Laitiers) c'est-à-dire au pied de l'ancienne cathédrale. Les principaux vestiges de l'Agen médiéval sont des édifices religieux. On a déjà vu que la cathédrale Saint-Étienne a disparu. Mais le monument le plus magnifique est sans conteste l'église des Jacobins (aujourd'hui transformée en centre culturel). L'église est le dernier vestige du couvent des Jacobins (ou Dominicains) et date du XIIIe siècle. La construction, à l'exception des trois piliers centraux (en pierre) qui séparent le vaisseau en deux nefs, est réalisée en brique. Les récents travaux de restauration ont dégagé des peintures murales où figure Alphonse de Poitiers (seigneur de la ville et protecteur du couvent à sa construction). Elle fut le lieu de grands événements locaux ou régionaux : en 1354, le Prince noir y reçut l'hommage de 40 barons et en particulier celui de Gaston Fébus.

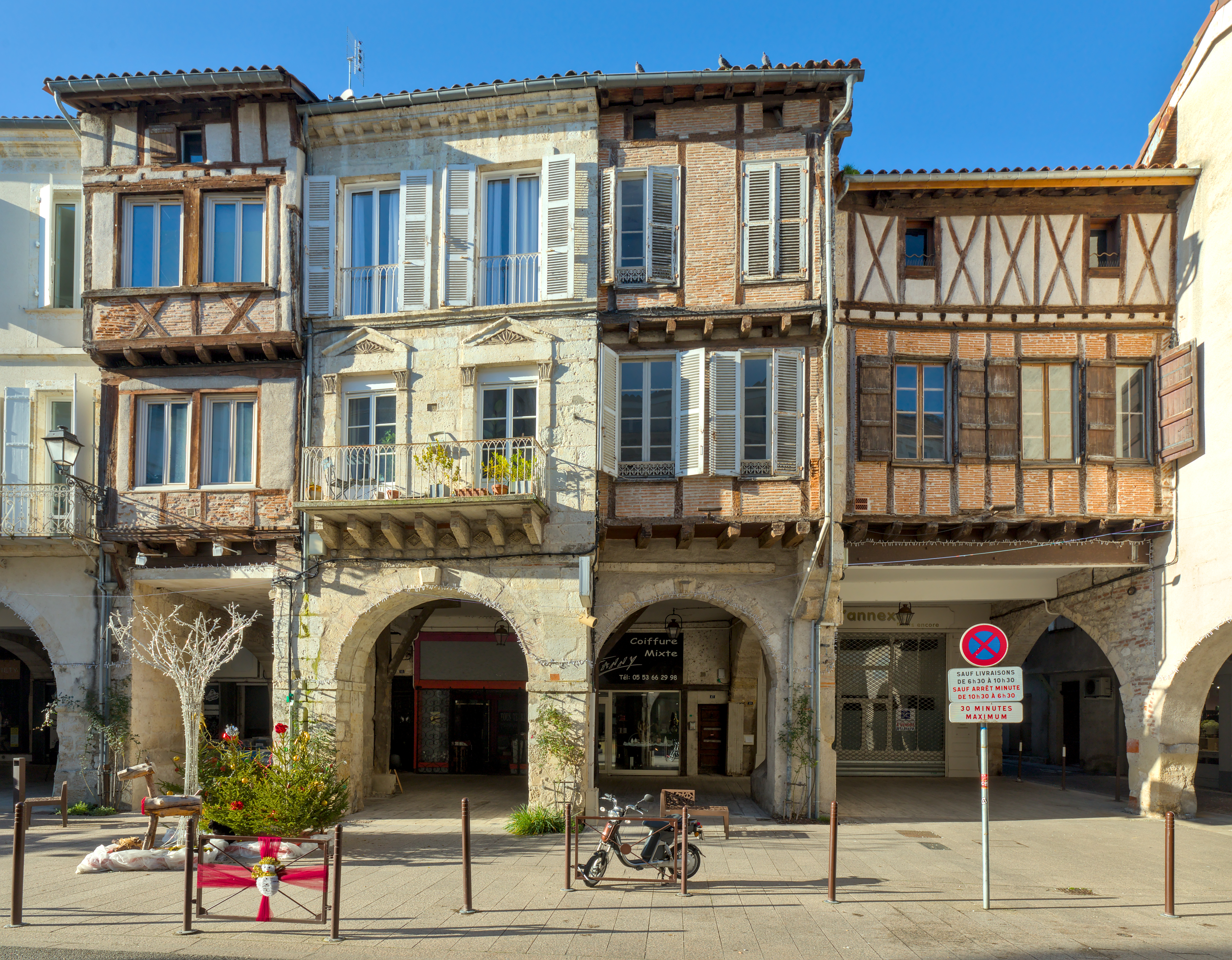
Maisons médiévales à colombages, rue des Cornières.

La ville comptait un grand nombre d'autres édifices à caractère religieux, couvents ou églises comme l'actuelle cathédrale : la collégiale Saint-Caprais, en grande partie de style roman. Autour de l'église se trouvait un ensemble architectural servant à accueillir les chanoines : monastère, cloître… dont il ne reste que la salle capitulaire. Exploitant les rivalités féodales entre Plantagenêts (succédant aux comtes de Poitiers) et comtes de Toulouse puis entre rois d'Angleterre et Capétiens, évêques et habitants surent échapper à la tutelle de leurs seigneurs.
Dès le XIIe siècle, la ville jouit d'une certaine autonomie, elle possède une coutume, des libertés et des franchises. Cette autonomie s'affirme au XIIIe siècle (la charte date de 1248) et la tutelle du roi (ou du comte) et de l'évêque est de plus en plus lâche. La ville est administrée par des consuls qui apposent sur les actes solennels le grand sceau de la cité représentant sur l'avers une ville fortifiée avec à l'intérieur un clocher et au revers un aigle. Mais l'administration consulaire n'a rien de démocratique, c'est une oligarchie qui abusa souvent de ses pouvoirs, entraînant plusieurs révoltes populaires aux siècles suivants.
La ville s'est en effet notablement agrandie au cours du Moyen Âge : elle atteint désormais 60 hectares. Agen était une cité prospère et peuplée (peut-être 10 000 habitants alors que Toulouse en comptait moins de 40 000) vivant en particulier des activités liées à la Garonne : commerce, pêche, minoterie. Cependant, bien que la ville n'ait pas trop souffert directement des terribles affrontements de la guerre de Cent Ans (elle y a même gagné un peu plus d'autonomie) elle a subi les conséquences des ravages des contrées environnantes. De plus, XIVe et XVe siècles connurent la terrible épidémie de peste noire aggravée par des intempéries nombreuses et dévastatrices. La Garonne en particulier frappa par des crues meurtrières.

### L'époque de la Renaissance
De la fin de la guerre de Cent Ans aux premiers troubles des guerres de Religion, Agen connut une renaissance autant matérielle qu'intellectuelle. Une vague d'immigration venue du Massif central, de l'Ouest et des Pyrénées repeupla la région. En outre, le diocèse fut dirigé par cinq évêques italiens successifs dont plusieurs issus de la famille La Rovère, apparentée au pape Jules II. Ils étaient de fins lettrés, comme Matteo Bandello, auteur de nouvelles. C'est l'une d'elles, écrite probablement à Bazens, résidence des évêques d'Agen, qui inspira à Shakespeare Roméo et Juliette. Ils vinrent accompagnés de toute une suite composée de gens obscurs mais aussi très brillants comme le médecin et humaniste Jules César Scaliger, connu dans toute l'Europe, ou son fils, Joseph-Juste, acquis à la Réforme (c'est l'un des « illustres » Agenais). Agen, cité catholique (et rivale de Nérac, capitale politique et intellectuelle des Réformés), fut à plusieurs reprises occupée et pillée par les troupes protestantes durant cette période dramatique. Elle abritera quelque temps la reine Marguerite de Valois, dite reine Margot.
La paix revenue, la ville connut un regain de prospérité après un Grand Siècle difficile, comme le reste du pays, en raison de conditions climatiques préjudiciables à l'agriculture, activité dont la ville était fort dépendante. Séditions populaires, pestes et famines font que le retour véritable à la prospérité n'eut lieu qu'au XVIIIe siècle, ce qu'attestent les nombreux édifices civils : hôtels particuliers des riches familles nobles ou bourgeoises enrichies dans l'activité commerçante et textile. Ce n'est qu'à la fin du siècle que fut bâti le magnifique palais épiscopal devenu par la suite siège de la préfecture. Agen est à cette époque une ville manufacturière spécialisée dans la toile à voile mais aussi les draps, cordes et tissus divers. La ville sort de plus en plus de ses remparts. Elle ne craint plus les troubles politiques mais seulement les humeurs de la Garonne. On n'hésite cependant pas à embellir les bords du fleuve en aménageant la promenade dite « du Gravier » plantée d'ormeaux (aujourd'hui amputée et défigurée par la voie sur berge et le mur qui sépare désormais la ville de son fleuve). Cet endroit accueillait les grandes foires, en particulier celle de juin où les chalands venaient de toute l'Europe. La ville dépend en effet de plus en plus de son fleuve qui exporte vers les Amériques la farine du Haut Pays que l'on échange là-bas contre du sucre. On vend aussi aux marins les prunes séchées qui durant la traversée permettent d'éviter le scorbut. Le commerce du vin était aussi très important mais gêné par le privilège des vins de Bordeaux interdisant la vente des vins de l'amont jusqu'à Noël, une partie de la production était transformée en eau-de-vie.

### LeXIXesiècle
La Révolution puis le blocus continental et les débuts de la révolution industrielle vont porter de rudes coups aux activités agenaises. Mais cet engourdissement économique que l'on constate au XIXe siècle est aussi à mettre au compte de la bourgeoisie locale, qui a perdu son dynamisme et se replie sur une rente foncière de moins en moins lucrative : le comice agricole d'Agen de 1855 cherche encore à démontrer la supériorité de la faux sur le volant ! Comme l'a écrit Peter Weissberg dans l'histoire d'Agen parue chez Privat en 1991 : « Agen n'a pas manqué sa révolution industrielle : elle ne l'a même pas tentée ». Ainsi, les atouts que constituaient le chemin de fer et le canal latéral de la Garonne, qui devait, après transformation en « canal des deux mers », selon les militaires « prendre la moitié du trafic de Gibraltar et éviter à notre flotte l'humiliation de passer sous les canons anglais », furent insuffisamment utilisés ou ne virent pas le jour. L'apport de populations venues du Massif Central, des Pyrénées et d’Espagne, compensa le très important déficit de main-d’œuvre dans une région en grave déclin démographique mais essentiellement absorbé par la construction et l’agriculture.

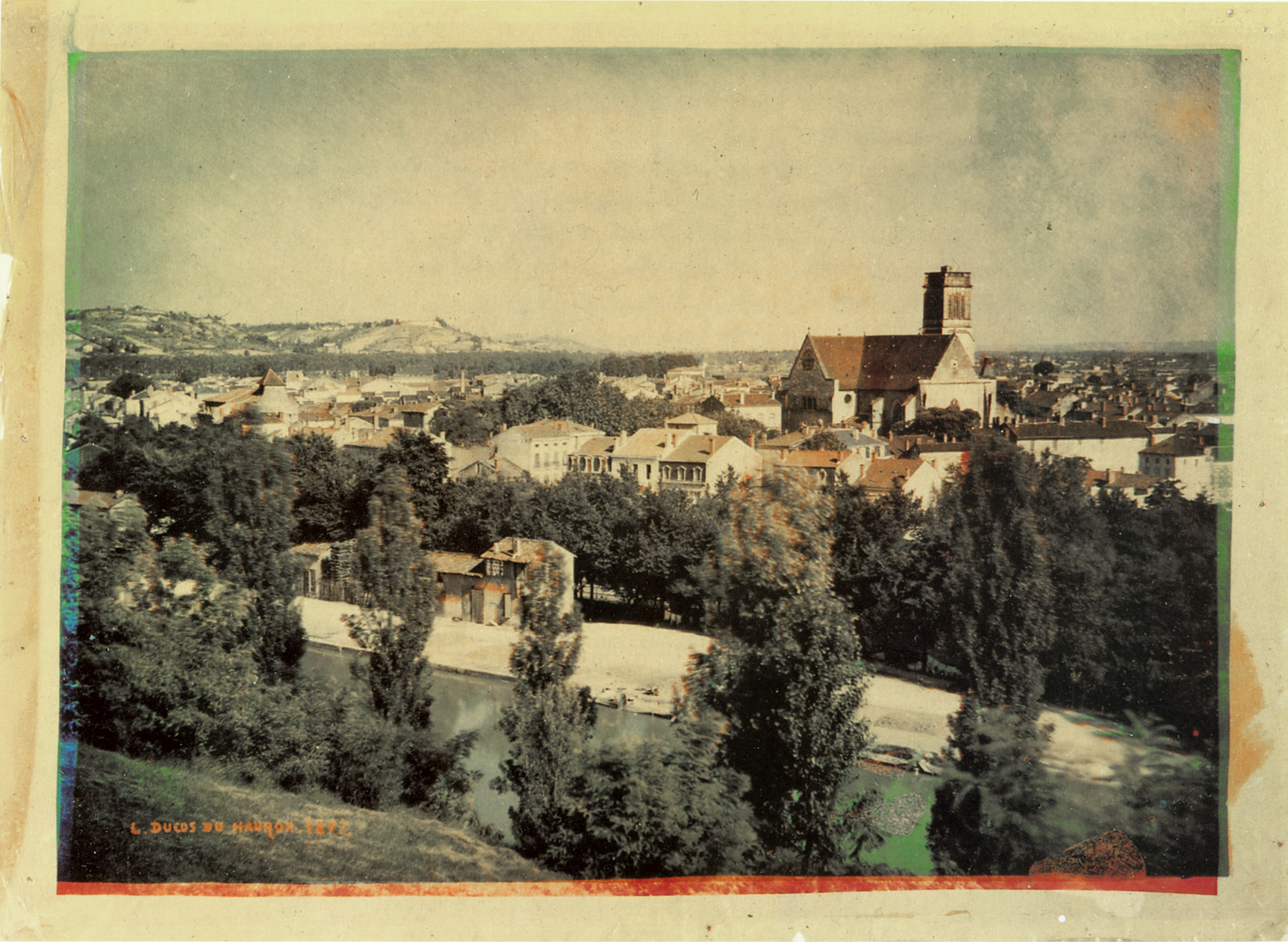
Agen en 1877.

Le XIXe siècle fut cependant celui des grandes réalisations édilitaires. Dès 1827, Agen a enfin un pont (plusieurs tentatives ont avorté, du Moyen Âge au XVIe siècle et pendant 300 ans on traversa la Garonne par le bac), doublé par la passerelle suspendue en 1839 et enfin le pont-canal, achevé en 1843, véritable chef-d'œuvre doté de 23 arches qui enjambent le fleuve et son lit majeur. C'est en 1875 que la Garonne connut sa crue la plus dramatique (elle fit 500 morts à Toulouse[réf. nécessaire] et 8 à Agen) mais le pont-canal avait résisté.
Les véritables transformations de la trame urbaine agenaise n'eurent lieu que sous le mandat de Jean-Baptiste Durand, entre 1880 et 1895 (la ville comptait à cette époque 20 000 habitants). On perça les deux grands boulevards actuels : République et Carnot, ce dernier aboutit à la gare, nouvellement construite (le bâtiment principal est achevé en 1858 et deux ailes latérales sont ajoutées en 1886 puis détruites en 1981). Sur le tracé des anciens remparts, démantelés à la Révolution, on réalisa des boulevards de ceinture. Ces grands chantiers détruisirent cependant des témoignages du passé comme la majeure partie de l'église Sainte-Foy. C'est en 1888 qu'est inauguré le nouveau lycée Bernard-Palissy d'Agen, construit sur un tertre afin d'être à l'abri des crues. Le second lycée de la ville (lycée technique Jean-Baptiste-de-Baudre, du nom de l'ingénieur concepteur du canal latéral) occupe les murs du grand séminaire, imposante bâtisse de la fin du XVIIe siècle, construit par l'évêque Mascaron pour parfaire l'œuvre de la Contre-Réforme.
C'est enfin Jean-Baptiste Durand qui fait édifier sur l'emplacement de l'ancienne cathédrale le marché couvert, dans le style des halles de Baltard, lui aussi disparu.
Fort heureusement, à l'écart de ces grands travaux subsistent encore de petites artères, rues et venelles aux maisons à colombages et en encorbellement ou vieux hôtels de pierre ou de brique. Ces constructions, dont les plus anciennes sont datées du XIVe siècle, donnent à Agen un cachet particulier que l'on retrouve dans d'autres cités de moyenne importance, à l'abri d'une trop boulimique expansion.

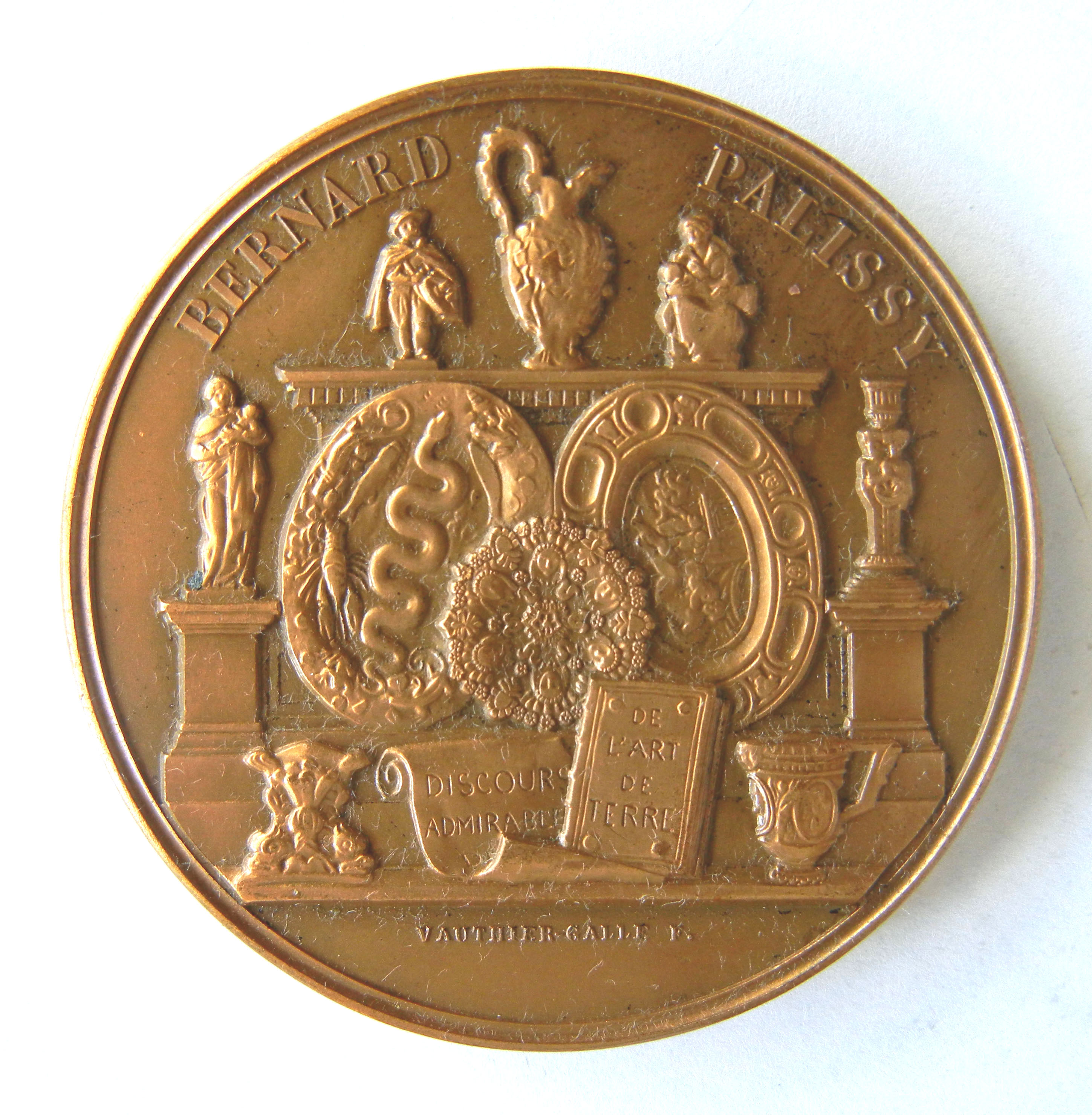
Médaille du lycée Bernard-Palissy d'Agen, centenaire de l'association des anciens élèves (1880 - 1980). Graveur : André Vauthier-Galle (1818-1899), recto.
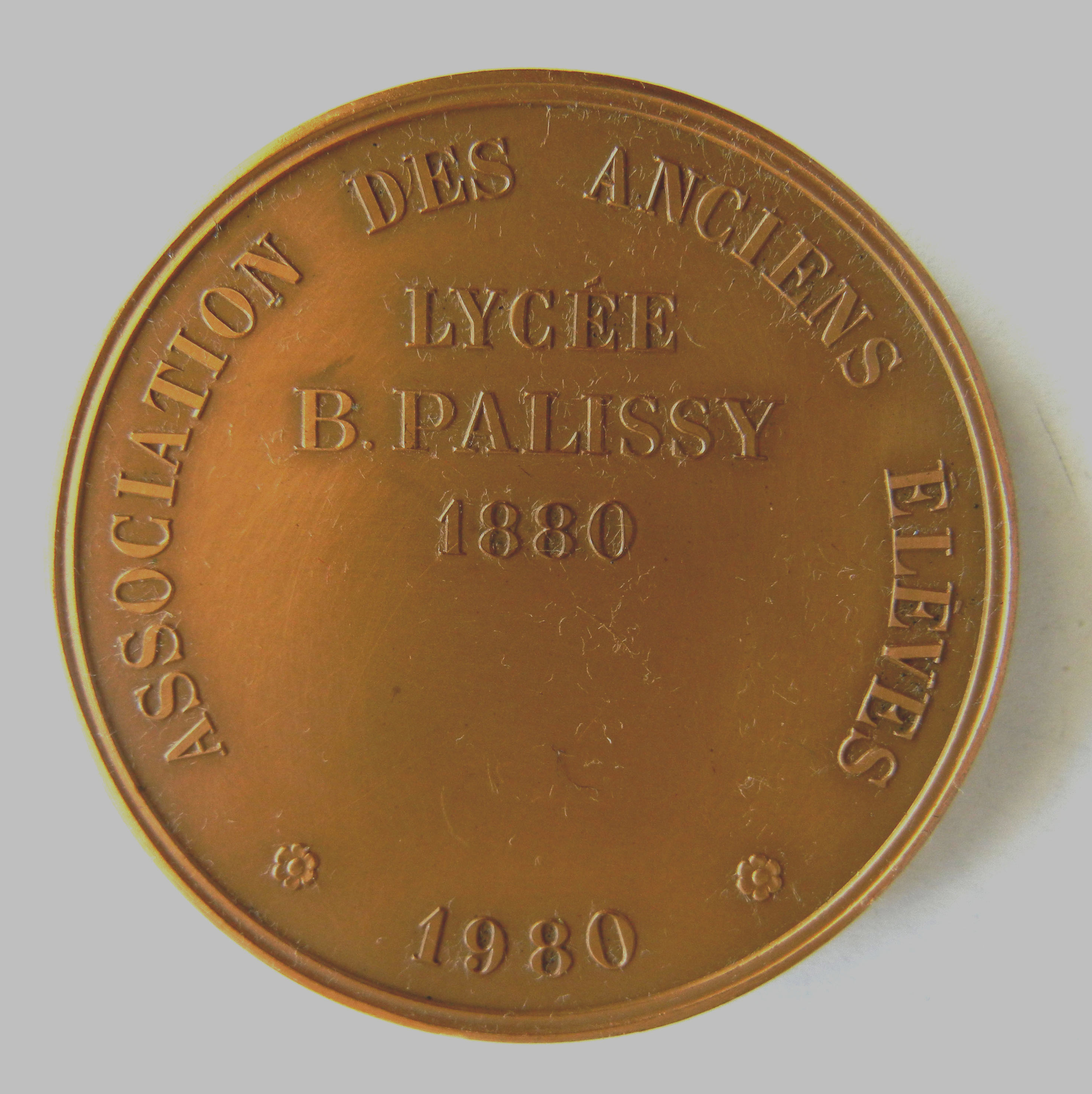
Médaille du lycée Bernard-Palissy d'Agen, centenaire de l'association des anciens élèves (1880 - 1980). Graveur : André Vauthier-Galle (1818-1899), verso.

### Époque contemporaine

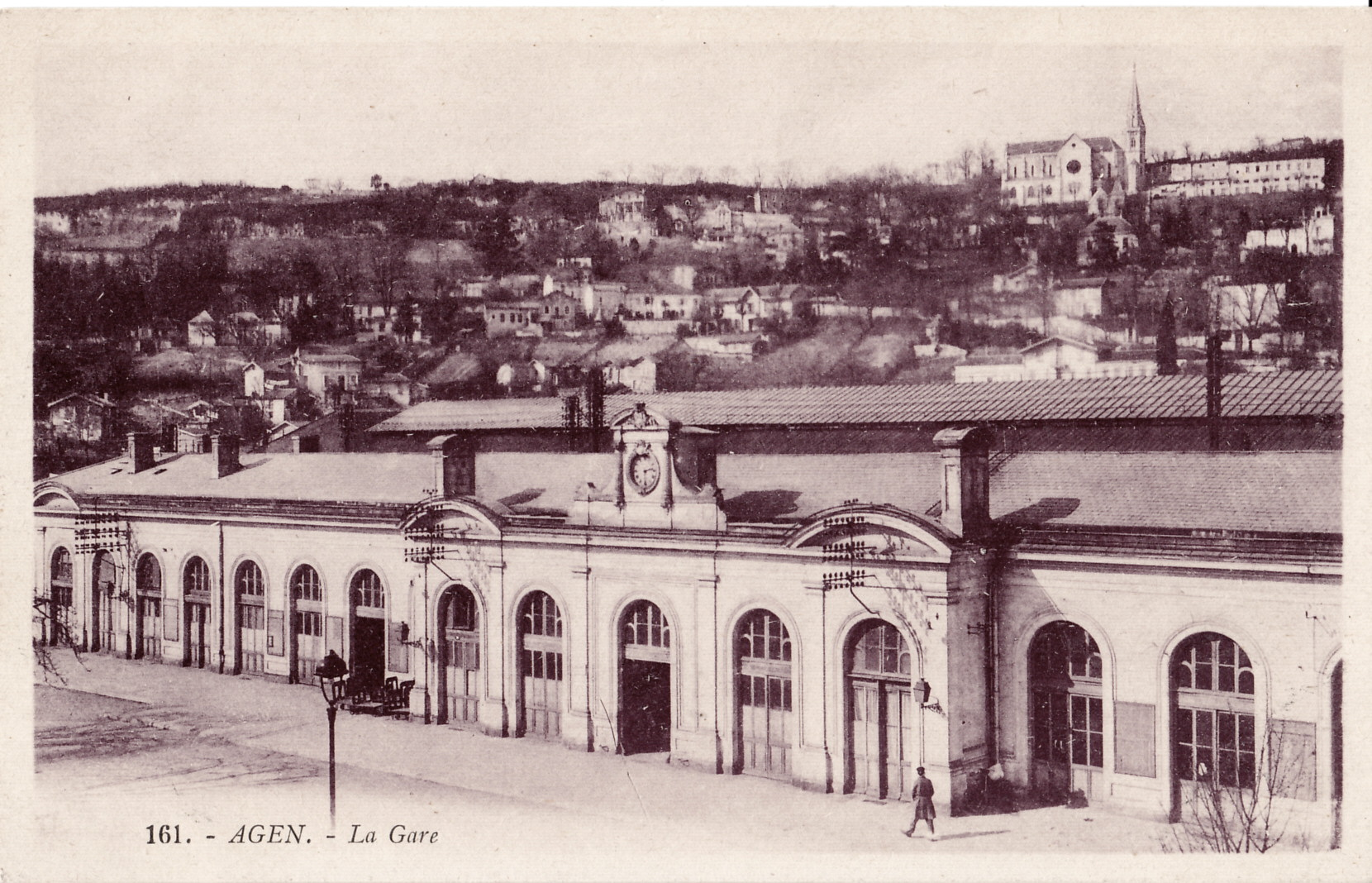
La gare d'Agen, vue ici au début du XXe siècle, a été édifiée de 1854 à 1858.

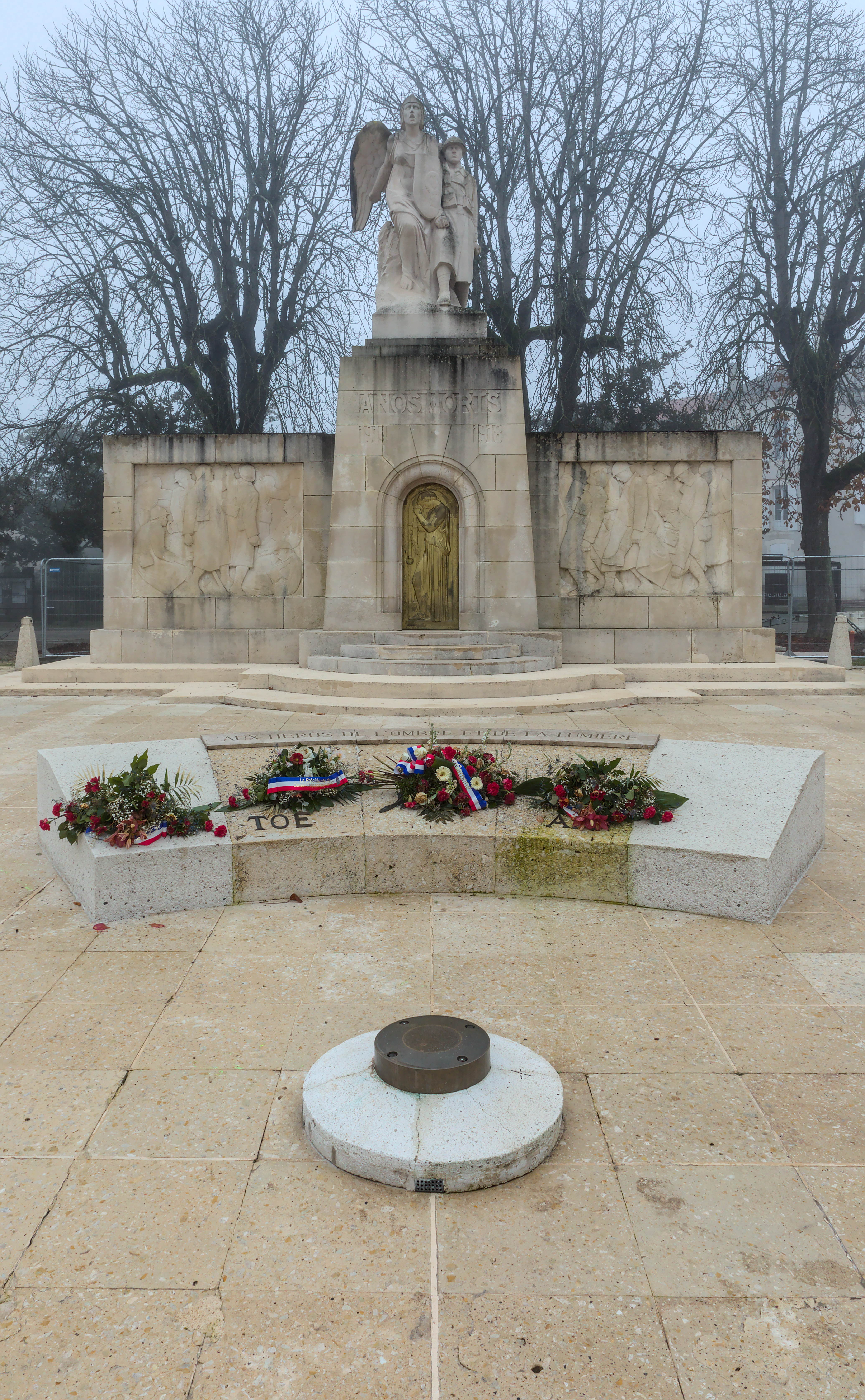
Monument aux morts, place de la Préfecture.

Aujourd'hui, la ville s'est considérablement étendue, bien au-delà du noyau primitif, seul endroit à l'abri des inondations. Les travaux d'endiguement du fleuve doivent protéger le lit majeur des crues dévastatrices (le siècle a connu deux crues « centenaires » : 1930 et 1952 et la dernière inondation importante eut lieu en décembre 1981). Si la population de la ville stagne à un peu plus de 30 000 habitants, l'agglomération s'est étendue vers le sud et l'est, profitant aux communes de Bon-Encontre, Boé et Le Passage. Selon l'INSEE, l'unité urbaine compte actuellement près de 80 000 habitants (81 266 en 2015).
La ville d'Agen a aussi souffert des 2 Guerres Mondiales en 1914-1918 et en 1939-1945. On peut d'ailleurs voir sur la Place de la Préfecture une œuvre monumentale : le "Monument aux morts" réalisé par le sculpteur Bacquié en marbre et bronze. Pour ce qui est de la Seconde Guerre mondiale, Agen a été occupée dès 1942, les Allemands avaient alors encadré la caserne Toussaint puis avaient installé leur quartier général dans la ville. Mais Agen était aussi une des villes situées "à l'arrière du combat", on y a soigné de nombreux blessés de guerre, notamment dans les locaux du collège Chaumié et du lycée Palissy.
la Kommandantur, se situer rue Lafayette, les locaux de la Gestapo rue Louis-Vivent sous les ordres de Johann Freidrich Zorn et les adjoints Erwin Klahr et Erwin Fritsch. la Gestapo française, notamment Prosper Delpuch dit Bouboule ou Henri Hanack dit le balafré logée à l'hôtel Continental, face à la gare, à l'endroit actuel d'un restaurant.
Au sein d'un environnement essentiellement rural et agricole, Agen doit tirer ses richesses du secteur agro-alimentaire. C'est pour cela qu'a été créé en 1990, l'Agropole, situé à côté de l'échangeur autoroutier, dans la commune d'Estillac. Cependant, la plus grande entreprise agenaise est la firme UPSA, laboratoire pharmaceutique fondé en 1935 par le docteur Bru et rachetée par le groupe américain Bristol-Myers Squibb, qui possède deux sites sur l'agglomération (un à Agen et un au Passage). Le tissu industriel est aujourd'hui très diffus, et l'agglomération et la ville sont essentiellement tirés par le secteur tertiaire, avec en particulier le pôle universitaire (antenne de la faculté de Bordeaux et I.U.T.) et l'École nationale d'administration pénitentiaire (ENAP) créé en 2000. La ville s'est beaucoup développée notamment dans sa zone sud dans les années 1995. On y a construit, près des cressonnières et des serres des maraîchers, un lycée d'enseignement professionnel et un IUT. Puis a été proposé un projet pour créer une École d'Administration Pénitentiaire. L'architecture de l'ENAP et de l'IUT est très moderne avec notamment le "géodôme" du département "Sciences" de l'Université de Bordeaux, l'escalier en briques rouges et le parc de l'ENAP. Peu à peu, le lycée professionnel et l'université ont été entourés par une cité universitaire, une chapelle, une piscine d'été et d'hiver (Aquasud), puis des zones industrielles et artisanales (ZAC de Trenque, zone commerciale O'Green).

### Liste des maires

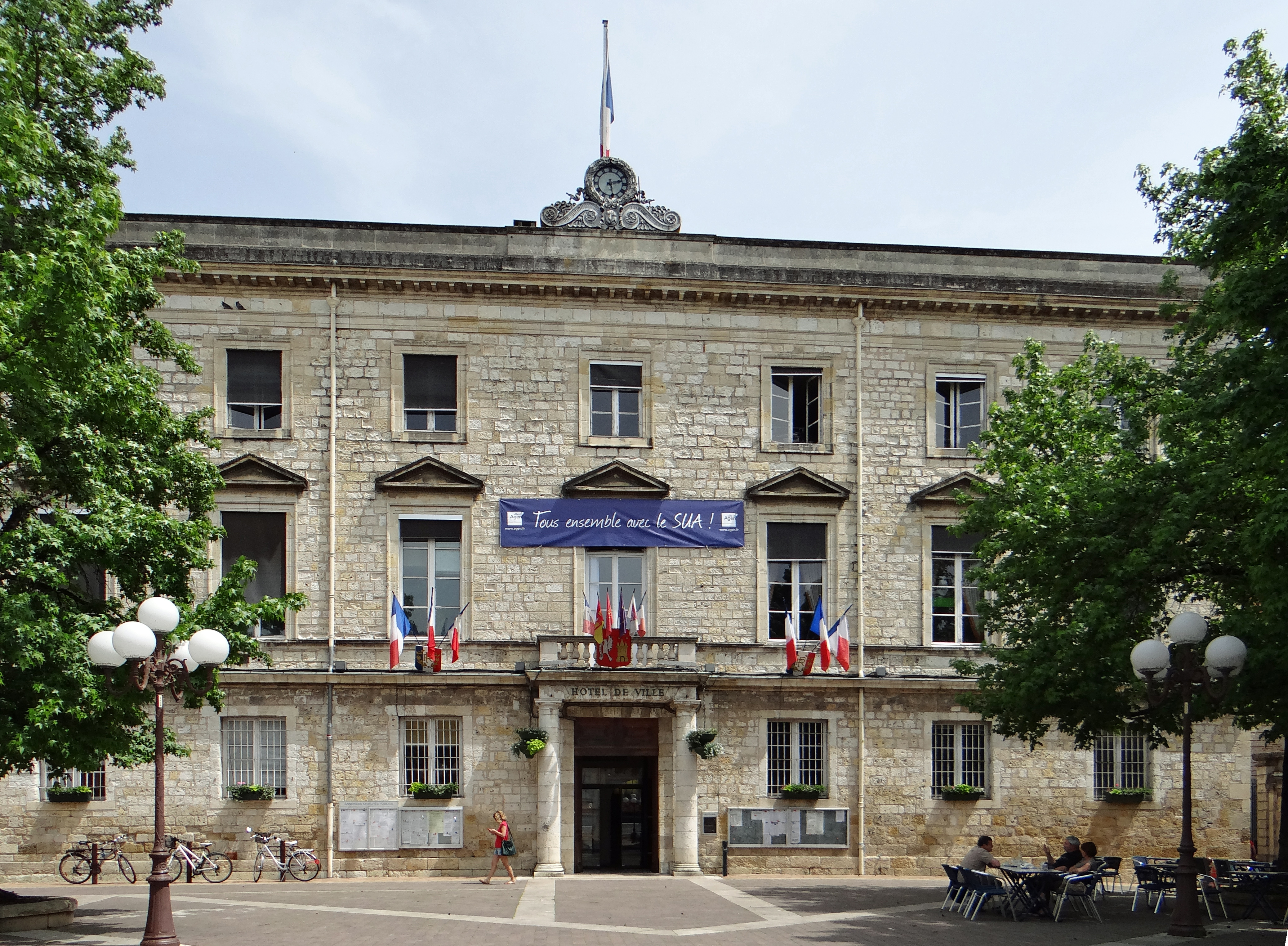
Hôtel de ville d'Agen.

## Politique et administration

### Résultats politiques aux élections nationales
Résultats politiques aux élections nationales
| Tour     | Candidat           | Parti   | Résultat (%) |
| -------- | ------------------ | ------- | ------------ |
| 1er tour | Paul Vo Van        | ECO-NFP | 34,10        |
| 1er tour | Sébastien Delbosq  | RN      | 33,20        |
| 1er tour | Michel Lauzzana    | EPR     | 29,69        |
| 1er tour | Patrice Cuquel     | REG     | 1,66         |
| 1er tour | Mohamed El Marbati | EX.G    | 1,35         |
| 2e tour  | Michel Lauzzana    | EPR     | 62,95        |
| 2e tour  | Sébastien Delbosq  | RN      | 37,05        |

| Tour   | Candidat/Liste          | Parti  | Résultat (%) |
| ------ | ----------------------- | ------ | ------------ |
| Unique | Jordan Bardella         | RN     | 27,64        |
| Unique | Raphaël Glucksmann      | PS-PP  | 15,77        |
| Unique | Valérie Hayer           | REN    | 14,41        |
| Unique | Manon Aubry             | LFI    | 12,16        |
| Unique | François-Xavier Bellamy | LR     | 6,17         |
| Unique | Marion Maréchal Le Pen  | REC    | 5,73         |
| Unique | Marie Toussaint         | ECO    | 5,51         |
| Unique | Autres                  | Divers | < 5,00       |

| Tour     | Candidat            | Parti      | Résultat (%) |
| -------- | ------------------- | ---------- | ------------ |
| 1er tour | Maryse Combres      | EELV-NUPES | 32,77        |
| 1er tour | Michel Lauzzana     | REN        | 30,79        |
| 1er tour | Sébastien Delbosq   | RN         | 19,81        |
| 1er tour | Bertrand Girardi    | LR         | 6,22         |
| 1er tour | Marie-Line Bruyères | REC        | 4,73         |
| 1er tour | Autres              | Divers     | < 4,00       |
| 2e tour  | Michel Lauzzana     | REN        | 60,19        |
| 2e tour  | Sébastien Delbosq   | RN         | 39,81        |

| Tour     | Candidat           | Parti      | Résultat (%) |
| -------- | ------------------ | ---------- | ------------ |
| 1er tour | Jean-Luc Mélenchon | LFI        | 26,24        |
| 1er tour | Emmanuel Macron    | REN        | 25,71        |
| 1er tour | Marine Le Pen      | RN         | 19,00        |
| 1er tour | Éric Zemmour       | Reconquête | 8,18         |
| 1er tour | Yannick Jadot      | EELV       | 4,68         |
| 1er tour | Jean Lassalle      | RES        | 4,47         |
| 1er tour | Valérie Pécresse   | LR         | 4,29         |
| 1er tour | Fabien Roussel     | PCF        | 2,55         |
| 1er tour | Autres             | Divers     | < 2,00       |
| 2e tour  | Emmanuel Macron    | REN        | 61,66        |
| 2e tour  | Marine Le Pen      | RN         | 38,34        |

| Tour     | Candidat/Liste         | Parti  | Résultat (%) |
| -------- | ---------------------- | ------ | ------------ |
| 1er tour | Geneviève Darrieussecq | LREM   | 24,44        |
| 1er tour | Alain Rousset          | PS     | 21,23        |
| 1er tour | Edwige Diaz            | RN     | 19,60        |
| 1er tour | Nicolas Thierry        | EELV   | 12,31        |
| 1er tour | Nicolas Florian        | LR     | 8,68         |
| 1er tour | Clémence Guetté        | LFI    | 6,66         |
| 1er tour | Autres                 | Divers | < 7,00       |
| 2e tour  | Alain Rousset          | PS     | 30,53        |
| 2e tour  | Geneviève Darrieussecq | LREM   | 25,97        |
| 2e tour  | Edwige Diaz            | RN     | 19,09        |
| 2e tour  | Nicolas Thierry        | EELV   | 14,18        |
| 2e tour  | Nicolas Florian        | LR     | 10,23        |

| Tour   | Candidat/Liste          | Parti  | Résultat (%) |
| ------ | ----------------------- | ------ | ------------ |
| Unique | Nathalie Loiseau        | LREM   | 22,37        |
| Unique | Jordan Bardella         | RN     | 21,29        |
| Unique | Yannick Jadot           | EELV   | 13,04        |
| Unique | Manon Aubry             | LFI    | 7,92         |
| Unique | François-Xavier Bellamy | LR     | 7,49         |
| Unique | Raphaël Glucksmann      | PS     | 7,22         |
| Unique | Autres                  | Divers | < 5,00       |

| Tour     | Candidat              | Parti  | Résultat (%) |
| -------- | --------------------- | ------ | ------------ |
| 1er tour | Michel Lauzzana       | LREM   | 29,76        |
| 1er tour | Jean Dionis du Séjour | UDI    | 25,39        |
| 1er tour | Catherine Lesné       | FN     | 12,40        |
| 1er tour | Céline Boussié        | LFI    | 11,94        |
| 1er tour | Lucette Lousteau      | PS     | 9,03         |
| 1er tour | Maryse Combres        | EELV   | 3,40         |
| 1er tour | Autres                | Divers | < 5,10       |
| 2e tour  | Michel Lauzzana       | LREM   | 51,02        |
| 2e tour  | Jean Dionis du Séjour | UDI    | 48,98        |

| Tour               | Candidat        | Parti  | Résultat (%) |
| ------------------ | --------------- | ------ | ------------ |
| 1er tour           |                 |        |              |
| Emmanuel Macron    | LREM            | 23,93  |              |
| Jean-Luc Mélenchon | LFI             | 21,60  |              |
| François Fillon    | LR              | 20,01  |              |
| Marine Le Pen      | FN              | 17,97  |              |
| Benoît Hamon       | PS              | 7,39   |              |
| Autres             | Divers          | < 5,70 |              |
| 2e tour            | Emmanuel Macron | LREM   | 69,73        |
| 2e tour            | Marine Le Pen   | FN     | 30,27        |

| Tour     | Candidat/Liste    | Parti  | Résultat (%) |
| -------- | ----------------- | ------ | ------------ |
| 1er tour | Virginie Calmels  | LR     | 28,64        |
| 1er tour | Alain Rousset     | PS     | 27,73        |
| 1er tour | Jacques Colombier | FN     | 25,10        |
| 1er tour | Françoise Coutant | EELV   | 5,44         |
| 1er tour | Autres            | Divers | < 5,00       |
| 2e tour  | Alain Rousset     | PS     | 42,57        |
| 2e tour  | Virginie Calmels  | LR     | 36,92        |
| 2e tour  | Jacques Colombier | FN     | 24,07        |

### Politique de développement durable
La ville a engagé une politique de développement durable en lançant une démarche d'Agenda 21 en 2008.

### Administration épiscopale
Agen est le siège d'un évêché dont le titulaire actuel est Monseigneur Hubert Herbreteau, depuis 2005.
Depuis sa fondation, au IVe siècle, le diocèse d'Agen a vu se succéder un très grand nombre d'évêques parmi lesquels :
- 350 - 400 : Saint Phébade, premier évêque ;
- 1291 - 1313 : Bertrand II de Goth ;
- 1487 - 1519 : Léonard de la Rovère, cardinal ;
- 1550 - 1555 : Mathieu Bandello ;
- 1679 - 1703 : Jules Mascaron ;
- 1735 - 1767 : Joseph de Gilbert de Chabannes ;
- 1767 - 1802 : Jean-Louis d'Usson de Bonnac ;
- 1802 - 1840 : Jean Jacoupy ;
- 1841 - 1867 : Jean-Aimé de Levezou de Vesins ;
- 1871 - 1874 : Hector-Albert Chaulet d'Outremont ;
- 1875 - 1885 : Jean-Émile Fonteneau ;
- 1885 - 1905 : Charles Ier Cœuret-Varin ;
- 1906 - 1937 : Charles-Paul Sagot du Vauroux ;
- 1938 - 1944 : René Martial Max Bonnat[45],[46] ;
- 1944 - 1956 : ?
- 1956 - 1976 : Roger Johan ;
- 1976 - 1996 : Sabin Saint-Gaudens ;
- 1997 - 2005 : Jean-Charles Descubes ;
- 2005 - : Hubert Herbreteau.

## Démographie
L'évolution du nombre d'habitants est connue à travers les recensements de la population effectués dans la commune depuis 1793. Pour les communes de plus de 10 000 habitants les recensements ont lieu chaque année à la suite d'une enquête par sondage auprès d'un échantillon d'adresses représentant 8 % de leurs logements, contrairement aux autres communes qui ont un recensement réel tous les cinq ans,.

En 2022, la commune comptait 32 193 habitants, en évolution de −4,1 % par rapport à 2016 (Lot-et-Garonne : −0,18 %, France hors Mayotte : +2,11 %).
| 1793   | 1800  | 1806   | 1821   | 1831   | 1836   | 1841   | 1846   | 1851   |
| ------ | ----- | ------ | ------ | ------ | ------ | ------ | ------ | ------ |
| 19 639 | 9 876 | 10 850 | 11 659 | 12 631 | 13 399 | 14 987 | 15 517 | 16 027 |

| 1856   | 1861   | 1866   | 1872   | 1876   | 1881   | 1886   | 1891   | 1896   |
| ------ | ------ | ------ | ------ | ------ | ------ | ------ | ------ | ------ |
| 17 667 | 17 263 | 18 222 | 18 887 | 19 503 | 20 485 | 22 055 | 23 234 | 22 730 |

| 1901   | 1906   | 1911   | 1921   | 1926   | 1931   | 1936   | 1946   | 1954   |
| ------ | ------ | ------ | ------ | ------ | ------ | ------ | ------ | ------ |
| 22 482 | 23 141 | 23 294 | 23 391 | 23 530 | 24 939 | 27 152 | 33 397 | 32 593 |

| 1962   | 1968   | 1975   | 1982   | 1990   | 1999   | 2006   | 2011   | 2016   |
| ------ | ------ | ------ | ------ | ------ | ------ | ------ | ------ | ------ |
| 32 800 | 34 949 | 34 039 | 31 593 | 30 553 | 30 170 | 33 728 | 33 620 | 33 569 |

| 2021   | 2022   | - | - | - | - | - | - | - |
| ------ | ------ | - | - | - | - | - | - | - |
| 32 485 | 32 193 | - | - | - | - | - | - | - |

## Économie
La ville est célèbre pour la culture du pruneau AOC.
Située au cœur d'une importante région agricole, l'industrie agro-alimentaire occupe une place de choix dans l'économie agenaise. L'Agropole, vaste zone industrielle dédiée à la transformation des produits alimentaires, occupe sur 70 hectares plus de 100 entreprises et emploie 1 700 personnes.
Elle est aussi le siège d'une grande entreprise de pharmaceutique, UPSA, filiale du groupe BMS. Cette entreprise possède deux unités de fabrication sur la communauté d'agglomération d'Agen : une dans la commune même et l'autre sur l'autre rive de la Garonne, au Passage. Elles rassemblent plus de 1 200 employés.
L'entreprise de découpe de viande Bigard est également implantée sur l'agglomération.
L'entreprise SATAR - PRIM@EVER, leader français du transport de fruit et légumes est aussi implantée sur l'agglomération d'Agen, au Marché d'Intérêt National (MIN).
Agen est en outre le siège de la Chambre de commerce et d'industrie de Lot-et-Garonne.

## Santé

### Centre hospitalier Saint-Esprit (nord d'Agen)
Le centre hospitalier est composé de trois établissements qui constituent un ensemble de 700 lits et places :
- le centre hospitalier Saint-Esprit avec ses services de médecine, chirurgie, gynécologie-obstétrique et ses services médico-techniques ; il comporte 371 lits et 26 postes d’hémodialyse ;
- l’hôpital de Monbran, établissement doté de 15 lits de court séjour gériatrique, 42 lits de soins de suite et réadaptation, et de 32 lits de psychiatrie ;
- le centre de gérontologie de Pompeyrie, avec un secteur long séjour et une maison de retraite, d'une capacité totale de 182 lits, répartis en 146 lits d’hébergement pour personnes âgées dépendantes et 36 lits de soins de longue durée[50].

### Clinique Esquirol Saint-Hilaire (Agen Sud)

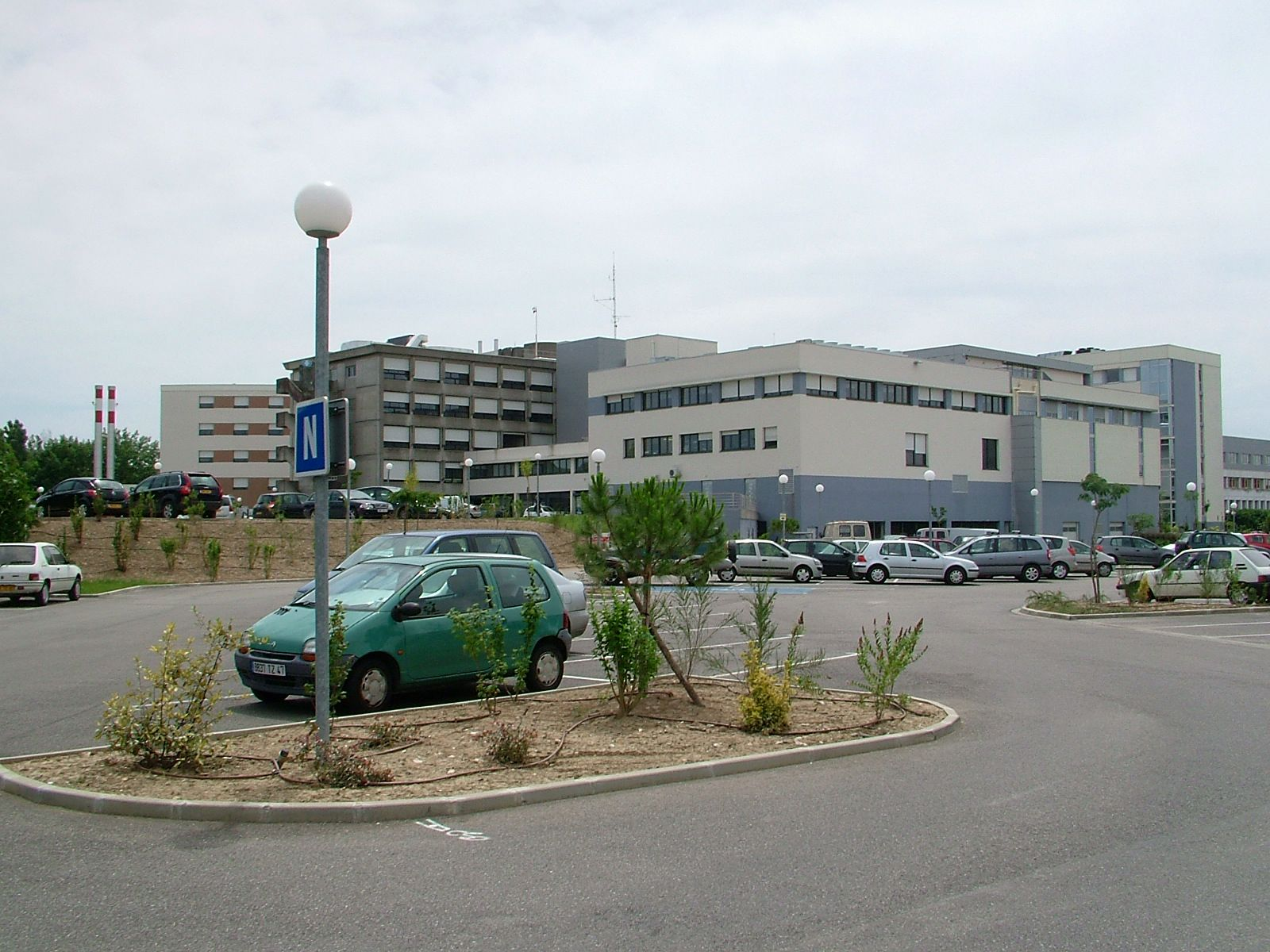
Clinique Esquirol Saint-Hilaire.

La clinique Esquirol est fondée en 1947 par le Docteur Pierre Esquirol dans les bâtiments de l’ancien Hôtel Central, en centre-ville d'Agen. Le docteur Esquirol, fort d'importants échanges avec des praticiens étrangers, pratique des actes chirurgicaux encore inconnus en France, et exerce la chirurgie à la clinique jusqu’en 1972.
Par la suite, une phase de transformation est lancée par Gérard Angotti. Les agrandissements et les rénovations sont alors menés par étapes successives et conduisirent à créer un nouvel établissement.
Dans les années 1990, la clinique Esquirol s’agrandit encore à l’occasion du regroupement des activités du pôle de santé agenais. À partir de 1996, elle intègre l’activité de chimiothérapie de la clinique Calabet et une partie de l’activité de la clinique Saint-Jean. Tous les services d’hospitalisation sont modernisés au niveau de la structure et des équipements.
La clinique Saint-Hilaire, fondée à Agen en 1904 dans le centre de la ville, s’installe sur le site actuel (à Agen Sud) en 1973. De nouvelles spécialités voient alors le jour. Des travaux d’extension et de restructuration sont réalisés en 1994, parallèlement au regroupement des lits et des équipes des établissements de soins d’Agen. Dès 1996, le regroupement des trois maternités privées de l’Agenais se fait sur son site. Le projet de création d’un très grand établissement regroupant toutes les cliniques privées agenaises est lancé en juin 2000.
Le 7 mars 2005 est créé un nouvel établissement de 27 000 m2 par la fusion des deux cliniques. Il devient une des plus importantes cliniques d’Aquitaine avec 335 lits pour 57 200 séjours, et près de 24 400 interventions en 2015. La clinique pointe en 2013 à la 30e position des 50 meilleurs établissements privés du territoire national.

## Enseignement supérieur
- Paris Flight Training (anciennement Airways College) - Ex École de formation de pilotes de ligne[53]. ;
- Départements de langues (Anglais et Espagnol) (Antenne de l'Université Bordeaux Montaigne) ;
- Département d'Études Juridiques d'Agen : droit, économie, AES (Antenne de l'Université de Bordeaux) ;
- Départements des sciences DUSA, (Département Universitaire des Sciences d'Agen) (Antenne de l'Université de Bordeaux) ;
- École Supérieure du Professorat et de l'Éducation d'Agen (Antenne de l'Université de Bordeaux) ;
- Département QLIO (Qualité, Logistique Industrielle et Organisation  et D épartement GACO (Gestion Administrative et Commerciale  des Organisations) (Antennes de l'Institut Universitaire de Technologie de Bordeaux)
- ENAP : École Nationale d'Administration Pénitentiaire ;
- Lycée Jean-Baptiste de Baudre notamment BTS Tertiaires et Industriels ;
- Lycée Bernard-Palissy BTS Communication ;
- Lycée Saint Caprais BTS NDRC (Négociation et digitalisation de la relation client), CG (Comptabilité et gestion) ;
- Sud Management (SUP IAA, École de gestion et de commerce) ;
- IFSI (institut de formation en soins infirmiers).

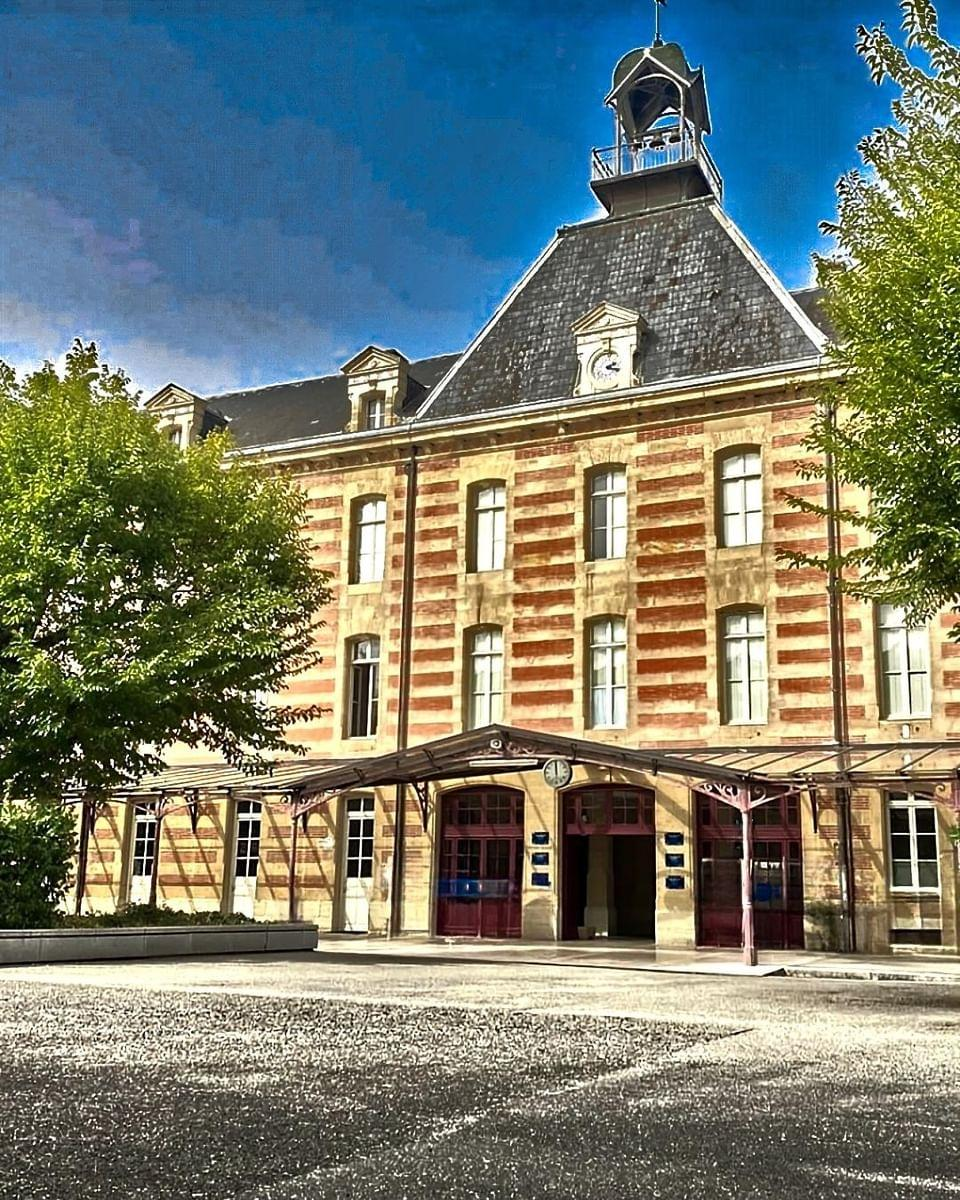
Lycée Bernard-Palissy
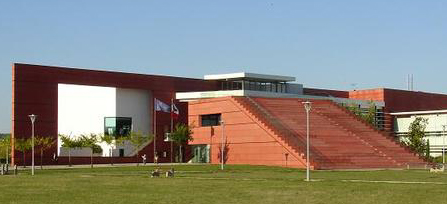
ENAP
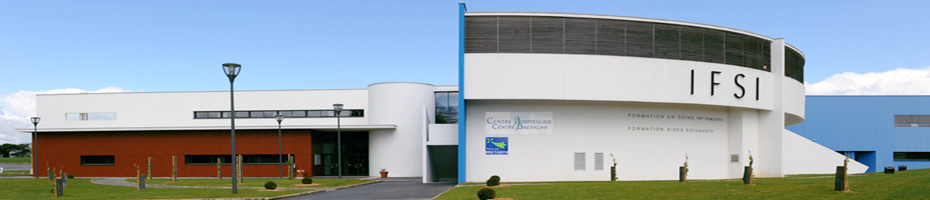
Institut de formation en soins infirmiers
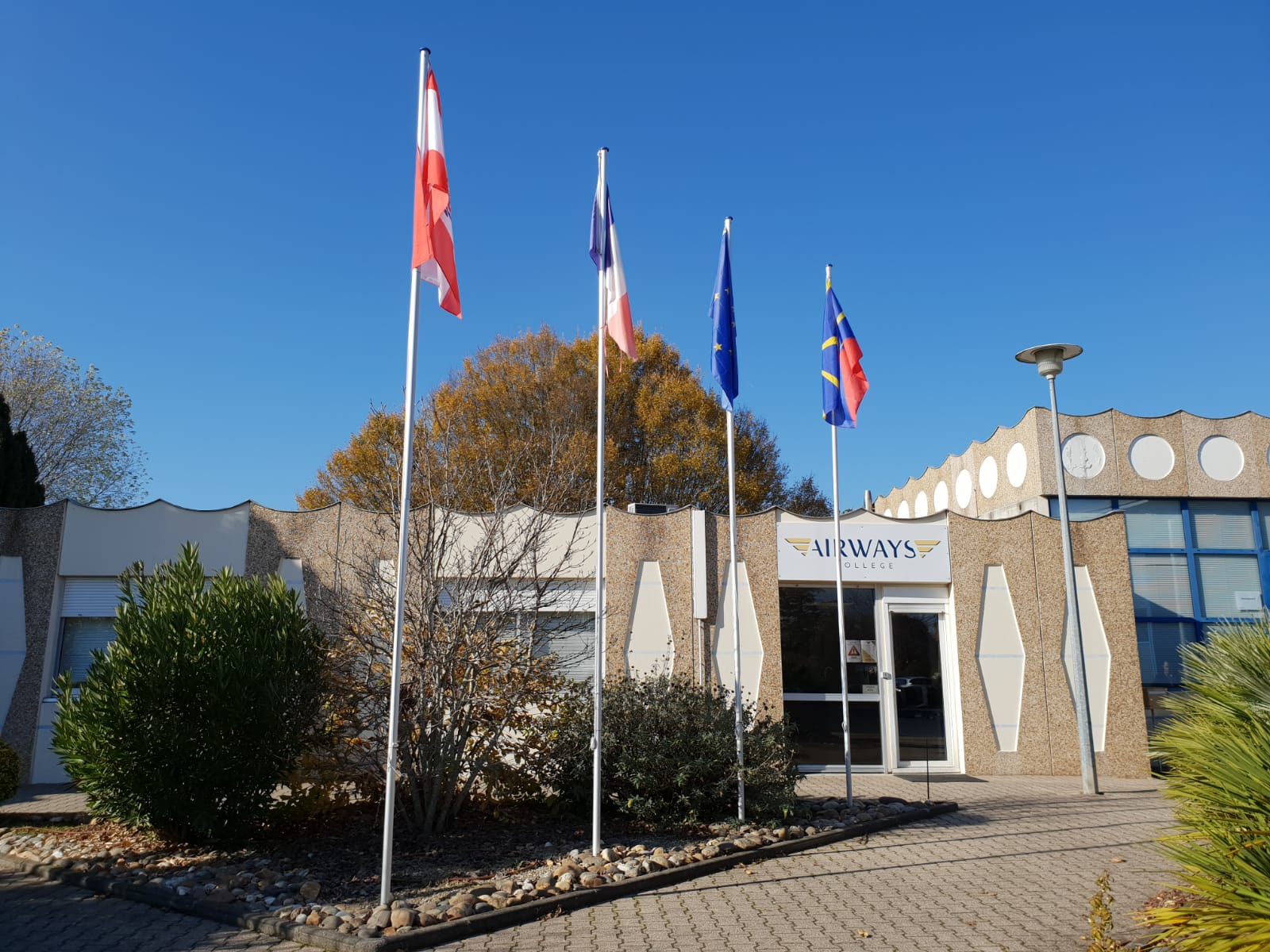
Paris Flight Training (Airways) : (école de pilotes d'avion).

## Vie militaire
Unités ayant été stationnées à Agen :
- 9e Régiment d'Infanterie, 1906 ;
- 17e Légion de Gendarmerie, 1906 ;
- École des Sous-Officiers d'Active des Transmissions ESOAT, jusqu'en 1993 ;
- 48e Régiment de Transmissions, actuellement.

## Médias

### Télévision
Agen a participé à l'émission Jeux sans frontières en 1976 (5e sur 7 avec 31 points).
France 3 Pau - Sud Aquitaine diffuse ses programmes sur Agen grâce au site TDF de Saint-Esprit. Il y a aussi un bureau permanent France 3 Agen se trouvant à l'Agropole.

### Radios locales
- 87.7 47 FM : radio commerciale à Agen et du Lot-et-Garonne[54] établie en 2007. Ses studios sont à Boé (depuis 2016) et diffusent aussi son programme sur Nérac (96.2 FM), Villeneuve sur Lot (100.6 FM) et Fumel (87.6 FM) ; elle appartient au groupe d'Astaffort Com'Presse de Julien Leclerq (depuis novembre 2022),
- 89.8 Virgin Radio Agen : déclinaison agenaise de Virgin Radio[55] ; son programme est aussi diffusé sur Villeneuve-sur-Lot (97.8 FM) ;
- 93.1 Espoir FM[56] : radio associative chrétienne agenaise[57] ;
- 93.6 Radio Bulle[58] : radio associative de l'agenais[59] ;
- 98.5 RFM Lot-et-Garonne : déclinaison agenaise de RFM ; c'est le programme local toulousain qui est entendu avec des informations et publicités agenaises[60] ; elle est aussi diffusée sur Nérac (même fréquence) et sur Villeneuve-sur-Lot (88.6 FM) ;
- 99.4 France Bleu Toulouse : radio locale publique ; avant 2013, le programme de France Bleu Périgord (station de Périgueux) était diffusé sur cette fréquence ;
- 100.3 Nova Bordeaux (ex-Radio Sauvagine) : déclinaison bordelaise de Radio Nova implantée sur Agen en 2007 ;

### Presse locale
- Le quotidien régional Sud Ouest possède une rédaction locale sur Agen ;
- Le Petit Bleu d'Agen.
- Quidam L'Hebdo, journal gratuit à rythme hebdomadaire

## Jumelages
- Dinslaken (Allemagne) depuis le 23 mars 1975 ;
- Llanelli (Royaume-Uni) depuis le 1er juillet 1989 ;
- Tolède (Espagne) depuis le 22 juin 1973 ;
- Nishinomiya (Japon) depuis Avril 1992 ;
- Corpus Christi (États-Unis) depuis le 1er janvier 1996 ;

### Jumelage annulé en mars 2022
- Touapsé (Russie) depuis le 19 octobre 1976 ; l'annulation a été votée à l'unanimité du conseil municipal d'Agen.

## Sports

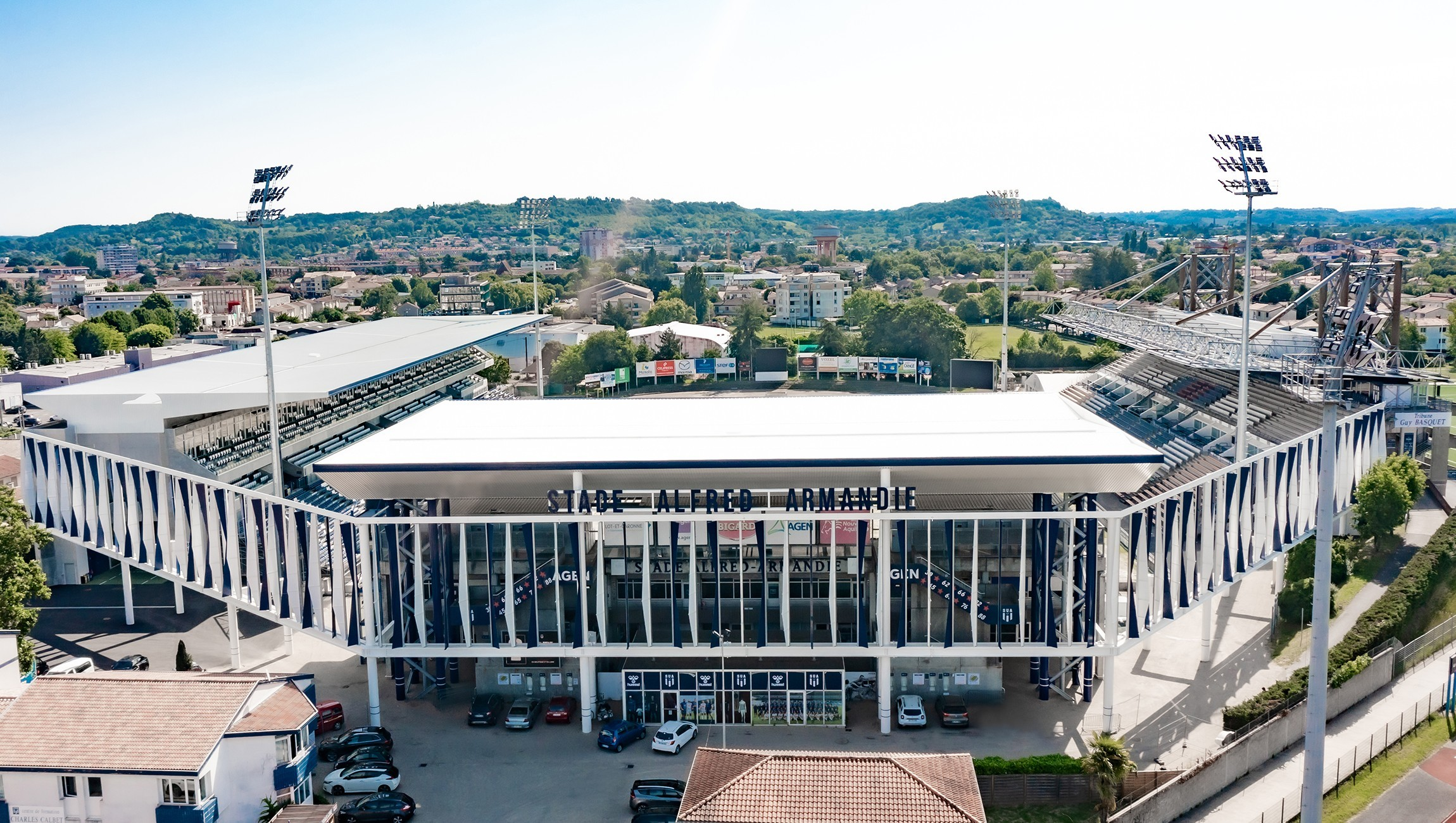
Stade Alfred Armandie

En mai 1896, Agen est choisi comme destination d'une des premières courses automobiles de l'histoire, le Bordeaux-Agen-Bordeaux. Gaston Bousquet s'impose sur une Peugeot.
Le Sporting Union agenais omnisports est le grand club omnisports de la ville. Le SUA comprend notamment une section de rugby à XV, le Sporting union Agen Lot-et-Garonne, dont l'équipe fanion évolue en Pro D2 pour la saison 2022-2023 et compte 8 titres de champion de France de première division (1930, 1945, 1962, 1965, 1966, 1976, 1982 et 1988) et un titre de Pro D2 (2010). Les rugbymen utilisent le stade Alfred-Armandie (14 000 places).
La section football du SUA (Sporting Union Agen Football) est plus modeste. Elle évolue cette saison en Division honneur.
Les courses hippiques se tiennent sur l'hippodrome de la Garenne.
Au Stadium d'Agen, le Full contact Agen compte environ 130 licenciés. Le club, entraîné par William Varnier, pratique le full contact, le kickboxing, le muay thai et le K-1. Ce club a eu de nombreux champions emblématiques, comme William Saidi (champion de France, d'Europe et du Monde amateur, puis champion de France et d'Europe professionnel), Adeline Varnier (10 fois championne de France), Mouim Issilahy (champion d'Europe professionnel en muay thaï), ainsi que de grands espoirs, comme Medhy Aissa (4 fois champion d'Europe semi-professionnel).
De plus, Agen possède l'un des plus grands clubs de kayak-polo d'Europe (Canoë-Kayak Club Agenais) dont plusieurs joueurs sont des joueurs classés haut niveau sur les listes nationales : Thibaud Chanuc, Manuel Courtin, Anthony Courtin, Martin Brodoux, Thibault Salbaing.

## Culture locale et patrimoine

### Lieux et monuments
Si Agen a été, sous l'Ancien Régime, une ville riche de monuments architecturaux, certains de ses monuments ont été démolis sous la Révolution et les municipalités successives.

#### Patrimoine religieux

##### Cathédrale Saint-Caprais

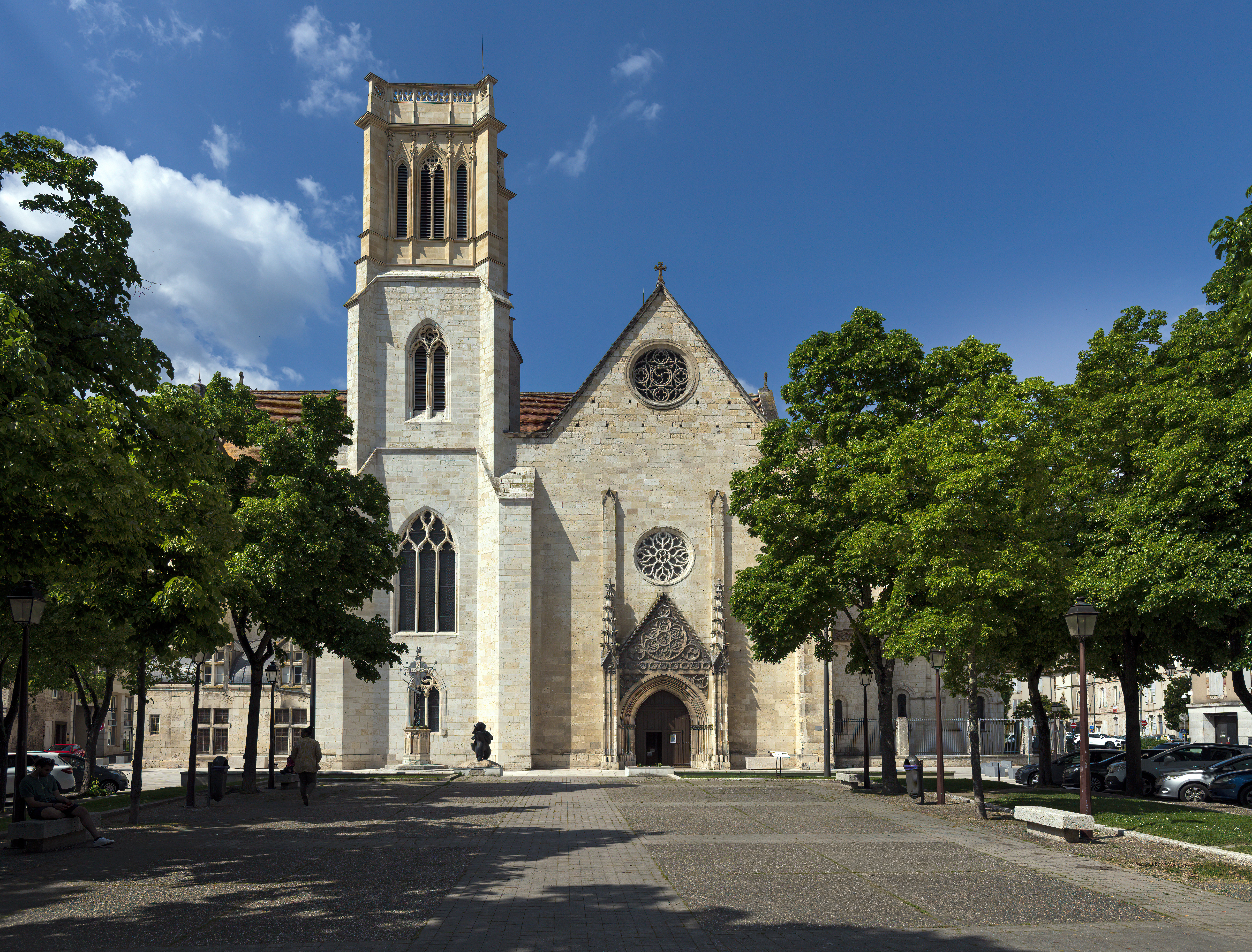
La façade de la cathédrale Saint-Caprais.

La cathédrale Saint-Caprais d'Agen, place Foch, a été édifiée au XIIe siècle sur l'emplacement d'une basilique épiscopale construite au VIe siècle. Saccagée par les Normands en 853 puis restaurée, elle constituait initialement une collégiale. Saccagée à nouveau en décembre 1561, elle devint en 1791 un magasin à fourrage, avant d'être rouverte en 1796, puis d'être élevée en 1802 au rang de cathédrale, en lieu et place de l'ancienne cathédrale Saint-Étienne, en ruines.
L'orgue principal fut offert par l'impératrice Eugénie en 1858.
La cathédrale Saint-Caprais d'Agen, présente plusieurs particularités architecturales : son abside romane est prolongée par un vaisseau gothique à une seule nef. Remplaçant un ancien campanile en bois, le clocher actuel fut édifié en 1835 à l'initiative de l'évêque Mgr de Levezou de Vezins et présente la particularité d'être composé des trois éléments stylistiques gothiques (gothique à lancettes, gothique rayonnant, gothique flamboyant) curieusement présentés dans leur ordre chronologique inverse.
À côté de la cathédrale se trouve une croix de mission de 1816.

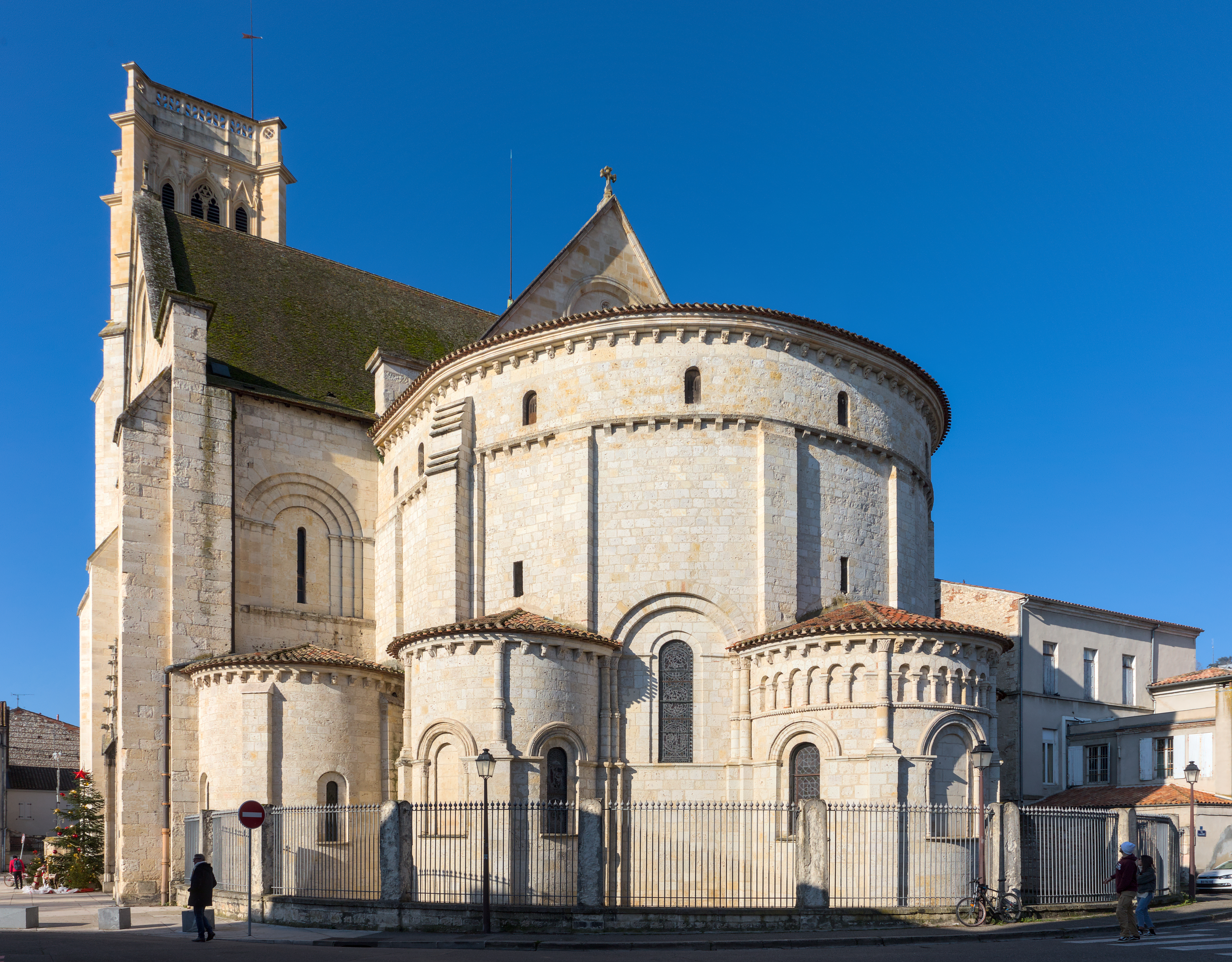
L'abside romane.
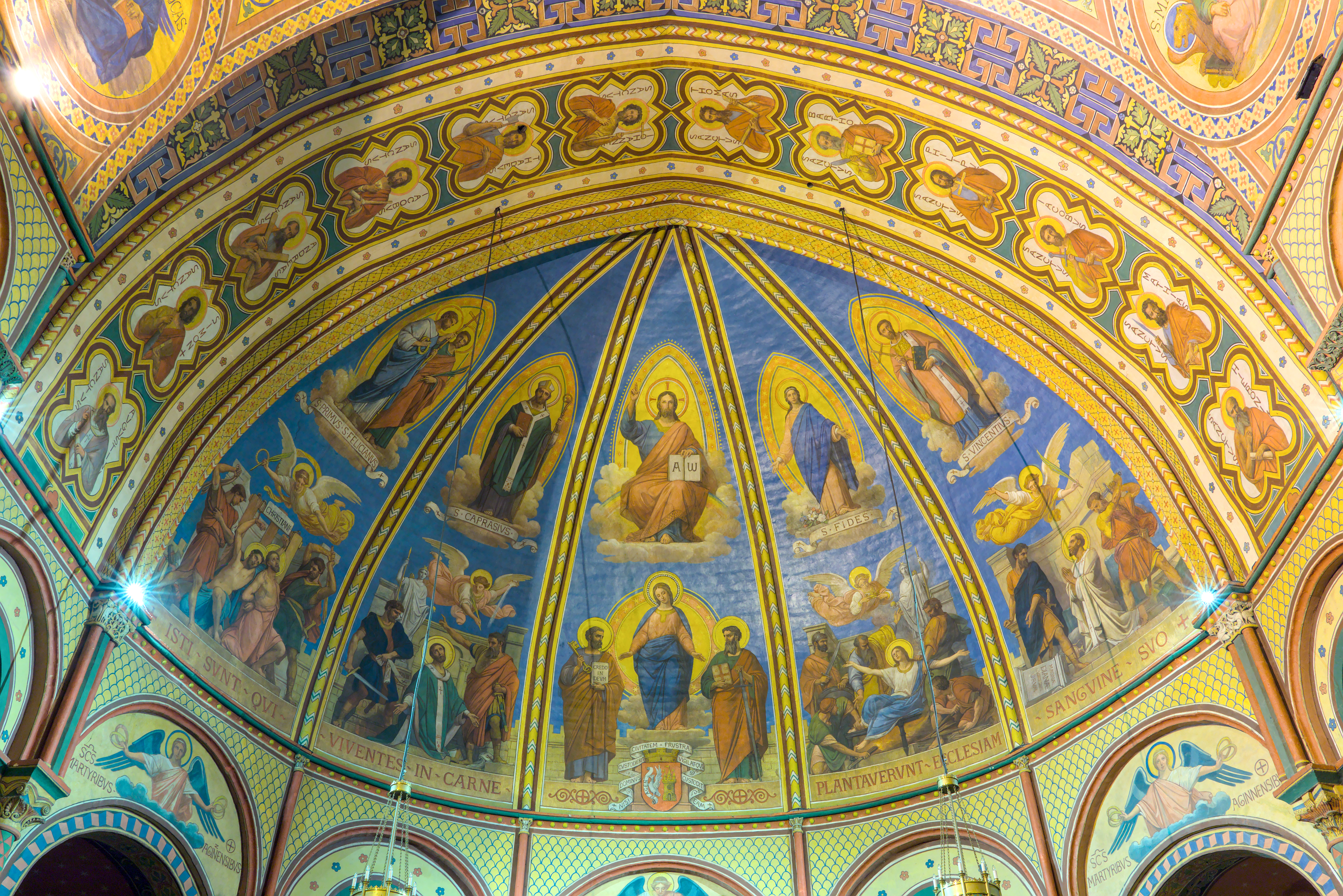
Le plafond semi-circulaire de l'abside par Jean-Louis Bézard.
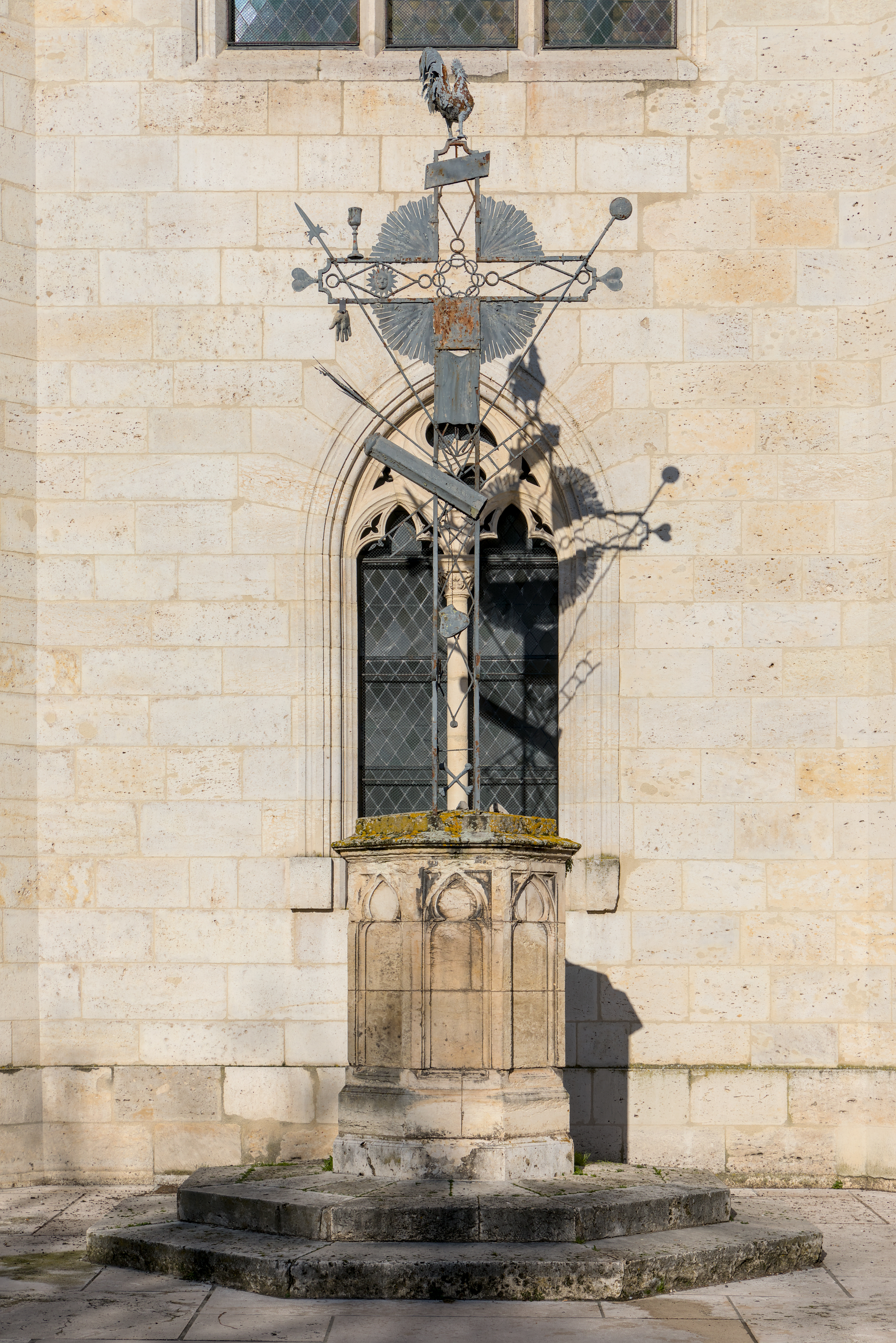
Croix de mission.

##### Église Notre-Dame des Jacobins

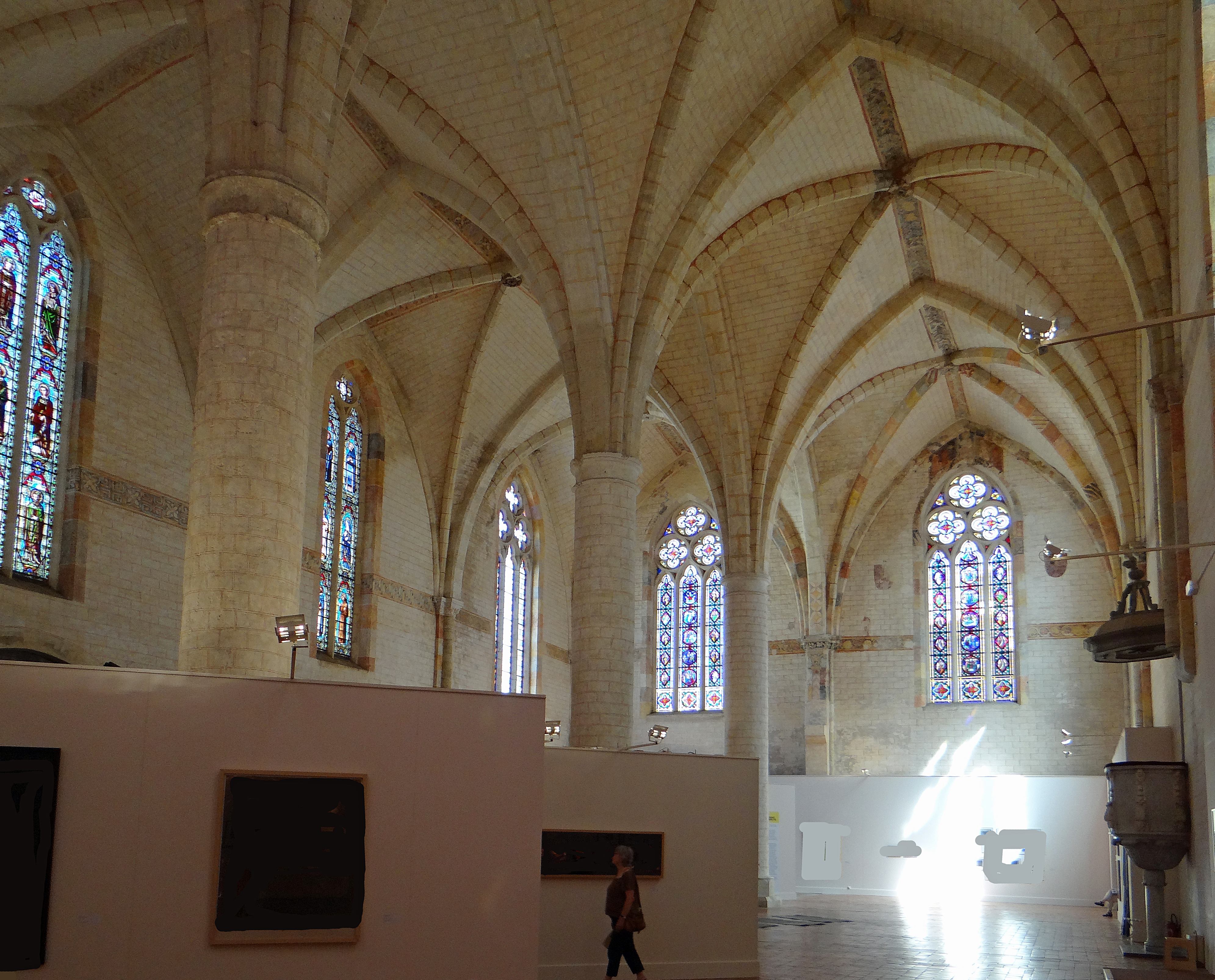
L'église des Jacobins et sa colonnade centrale.

Également connue sous le nom de Notre-Dame d'Agen, l'église des Jacobins, place des Jacobins, est le seul vestige de l'ancien couvent des Dominicains, appelés également Jacobins. Construite au XIIIe siècle, elle se présente sous la forme d'un vaisseau rectangulaire divisé en deux nefs égales et surmonté d'un clocher octogonal.
Elle est liée à de grands évènements de l'histoire agenaise. Le 9 août 1279, elle est le témoin de la cérémonie au cours de laquelle l'Agenais est officiellement restitué à l'Angleterre par Philippe III, fils du roi de France Louis IX. En 1585, Marguerite de Navarre, désavouée par son frère Henri III de France, arrive à Agen qu'elle essaie d'entraîner dans le sillage de la Ligue. Elle transforme alors le couvent des Jacobins en citadelle. Le 12 mars 1789, l'église des Jacobins est le théâtre de la réunion des trois ordres de la sénéchaussée d'Agen, afin de rédiger les cahiers de doléances en vue de la réunion des États généraux.
À la Révolution française, le couvent des Jacobins fut fermé et démoli tandis que l'église fut sauvegardée et transformée en écurie. Elle sera réaffectée au culte catholique en 1807.
L'église a été restaurée, désacralisée, et sert désormais de salle d'exposition temporaire pour le musée des Beaux-Arts.

##### Chapelle Notre-Dame du Bourg
La chapelle Notre-Dame du Bourg, rue des Droits de l'Homme, est une église ogivale en brique dont la construction remonte au XIIe siècle. Après 1339, elle prend le nom de Notre-Dame du Bourg et sert tout d'abord d'annexe à la cathédrale Saint-Étienne, avant d'être rattachée à l'église Notre-Dame des Jacobins. Elle fut entourée d'un cimetière, réservé aux grandes familles de la ville et supprimé en 1802.

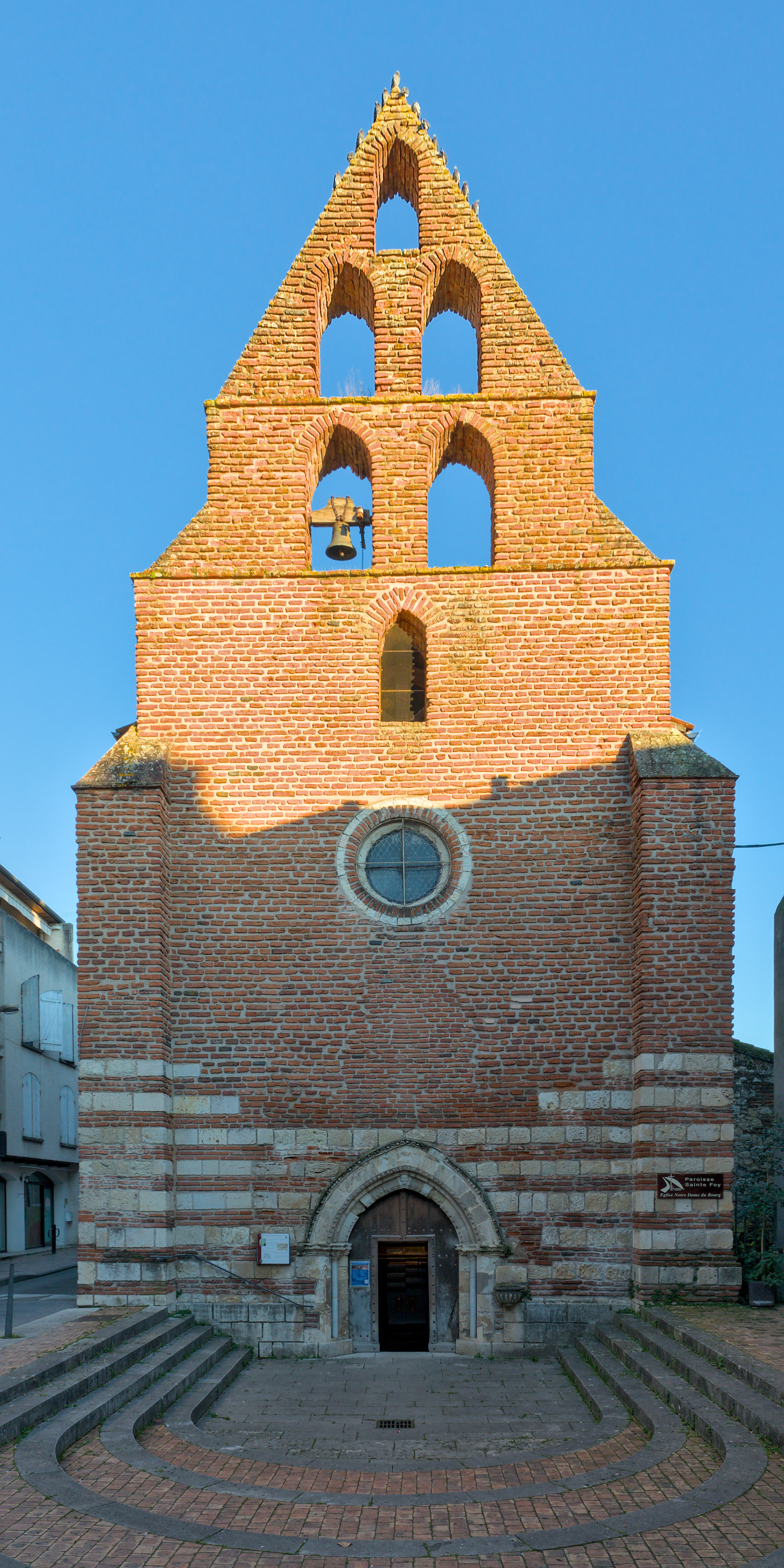
La chapelle Notre-Dame du Bourg.

Elle se présente sous la forme d'un long édifice de briques, le portail surmonté d'un clocher-mur, typique de l'architecture religieuse du Sud-Ouest de la France.
En 1874, son chevet est remplacé par un chœur à cinq pans tandis qu'en 1962, l'auvent recouvrant le portail est démoli.

##### Église des Cordeliers

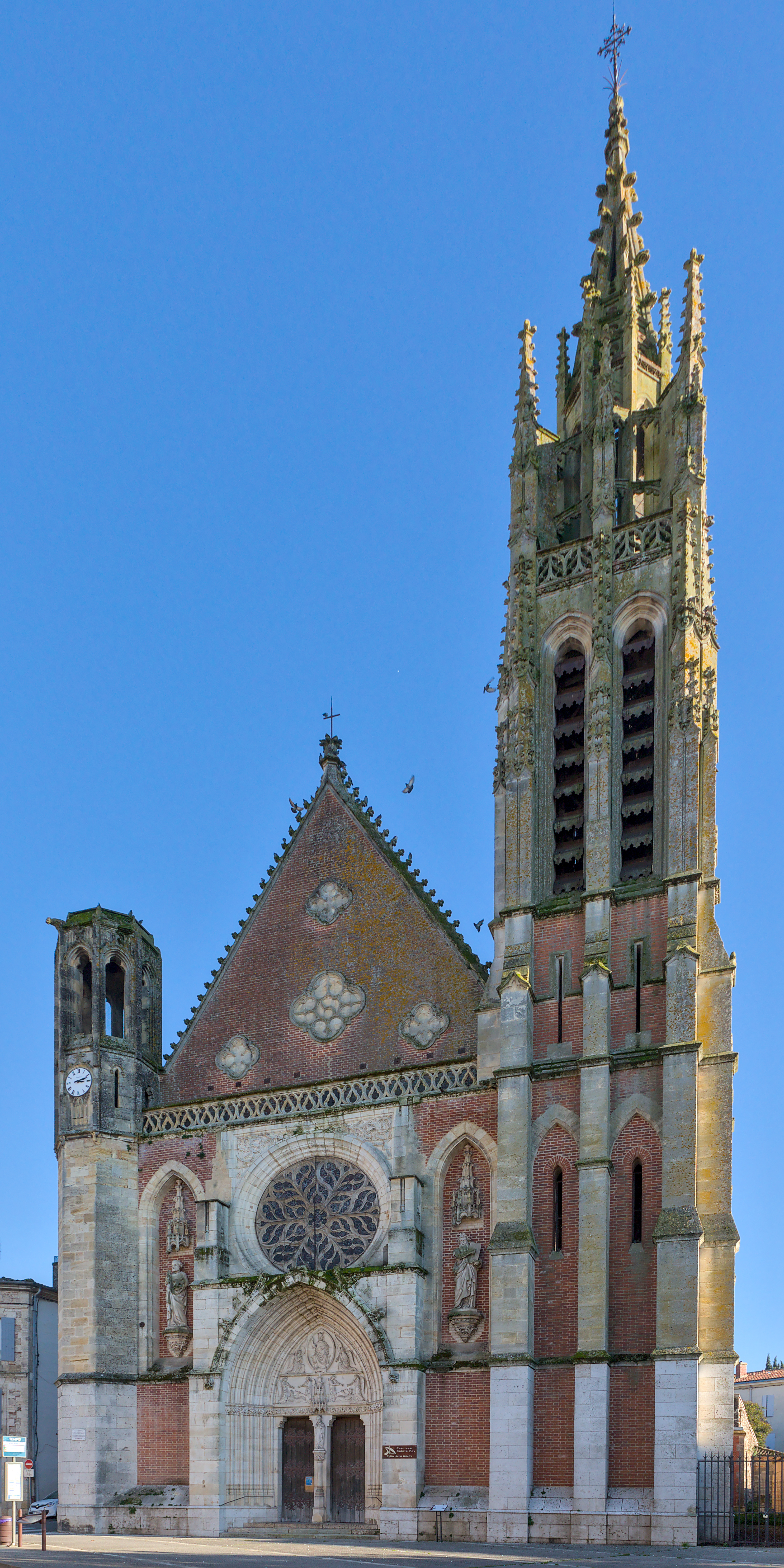
L'église Saint-Hilaire.

L'église Saint-Hilaire, boulevard Scaliger, est le seul vestige de l'ancien couvent des Frères cordeliers : achevée en 1348, elle fut augmentée de deux campaniles en 1892, dont l'un fut découronné en 1963. Désaffectée à la Révolution, elle fut rendue au culte en 1827, alors que l'ancien couvent des Cordeliers avait été démoli et remplacé par une gendarmerie.
Vaste vaisseau gothique à une seule nef, elle doit sa notoriété à sa charpente qui prend la forme d'une carène de navire renversée.
Notables sont les deux statues sur sa façade - à gauche saint Pierre, à droite Moïse portant les tables de la loi. Sur les vitraux à l'intérieur, on voit saint Hilaire et, en face de lui, à l'autre bout de l'église, une représentation de la Trinité (car saint Hilaire était très actif dans la défense de la doctrine de la Trinité, critiquée à son époque).

##### Église du Martrou
L'église du Martrou, rue des Martyrs, a été construite à l'emplacement où les corps des martyrs chrétiens ont été ensevelis au début du IVe siècle. Elle possède une crypte réalisée peu après. La chapelle a été construite au XIIe siècle et modifiée jusqu'au XXe siècle.

##### Tour des Pénitents
La tour des Pénitents,  rue Georges-Thomas, est le vestige de l'« Ancienne église Saint-Hilaire », édifiée au XIIe siècle et aujourd'hui en ruines.

##### Autres lieux de culte

###### Culte catholique
- Église Sainte-Foy, place Sainte-Foy.
- Église Saint-Paul, rue Jean-Gabriel-Domergue.
- Église Notre-Dame, cimetière de Lacapelette, avenue du Général-Leclerc.
- Église Notre-Dame-de-la-Paix, 41 D 305.
- Église Notre-Dame-de-Vie, avenue Joseph-Amouroux.
- Église Saint-Jacques, avenue d'Italie.
- Église Saint-Phébade, rue Montaigne, datant de 1911 et dédiée à Saint Phébade, évêque d'Agen ami de Saint Hilaire au IVe siècle.
- Église du Sacré-Cœur, monument historique[64], avenue Jean-Jaurès.
- Vestiges de l'ancienne chapelle du lycée Saint-Caprais, rue Raspail.
- Chapelle du lycée Bernard-Palissy, avenue Maurice-Luxembourg.
- Chapelle Saint-Pierre, place du Repos (Gaillard).
- Chapelle Sainte-Foy de l'Institution Sainte-Foy, rue Lakanal.
- Chapelle Sainte-Jeanne-Jugan de l'hospice des Petites Sœurs des Pauvres, avenue Georges-Delpech.
- Communauté des Filles de la Charité de Saint Vincent de Paul, rue de Rodrigues
- Communauté des Filles de Marie Immaculée, rue des Augustins

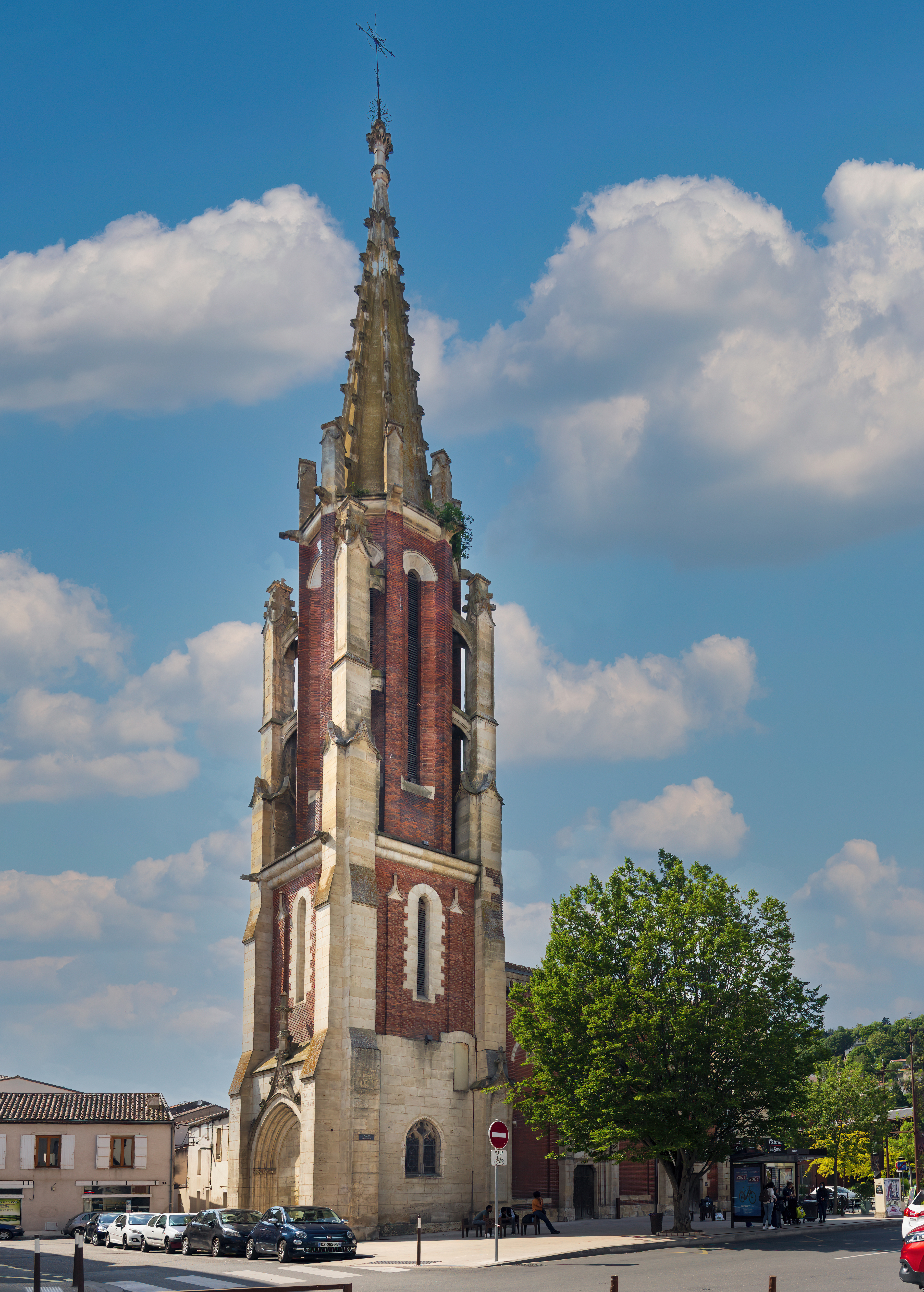
Clocher de l'église Sainte-Foy.
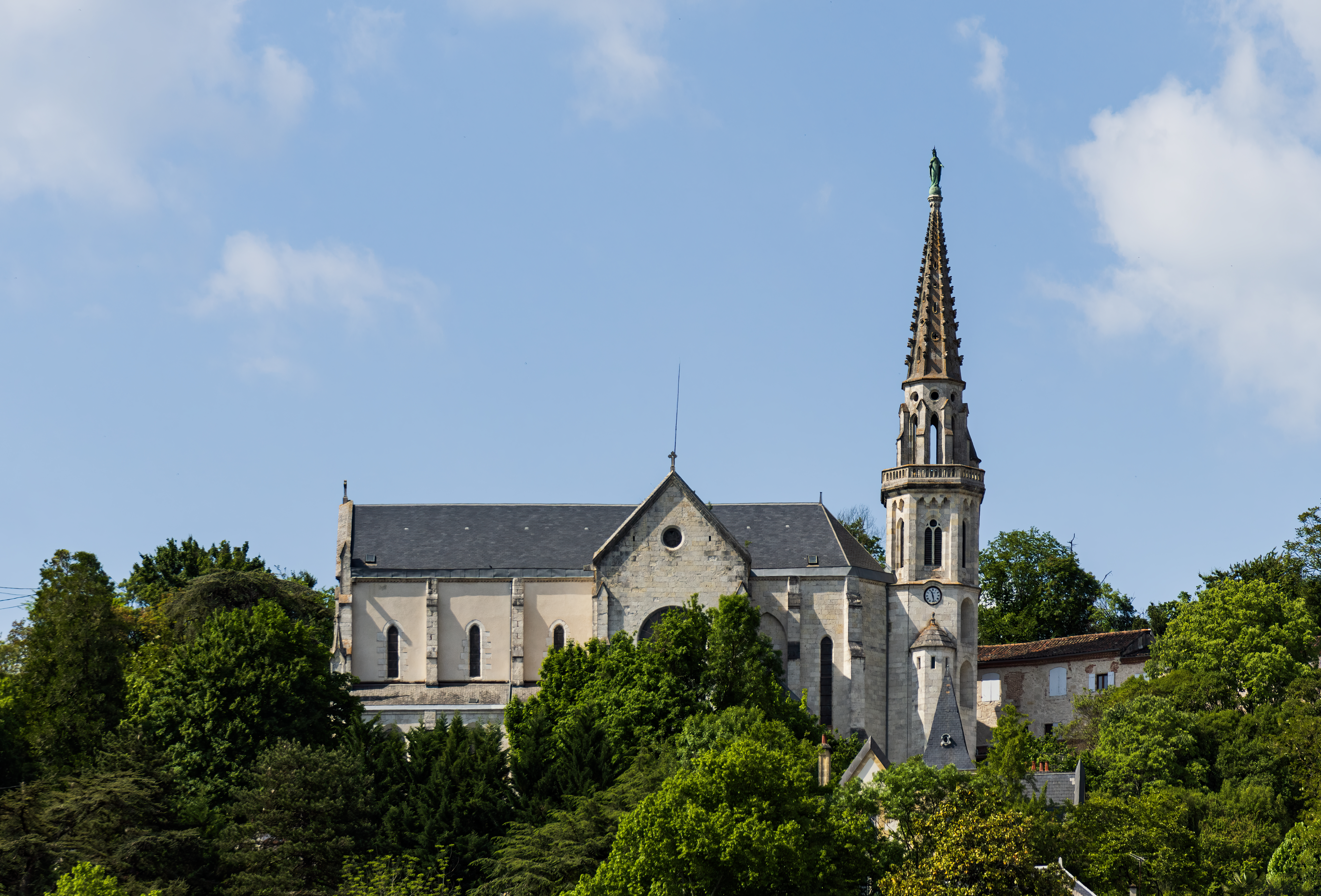
Église Notre-Dame-de-Vie.
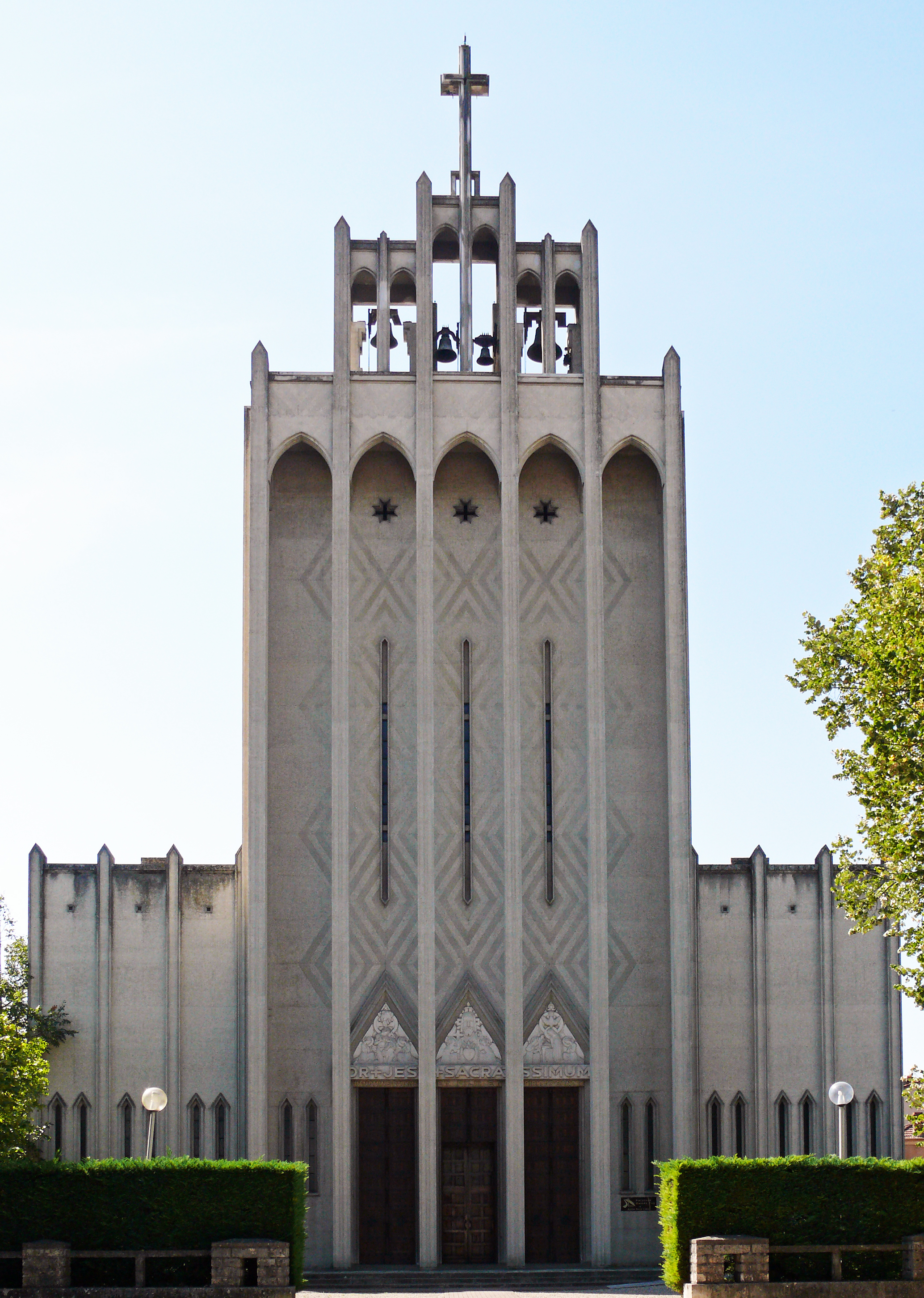
Église du Sacré-Cœur.
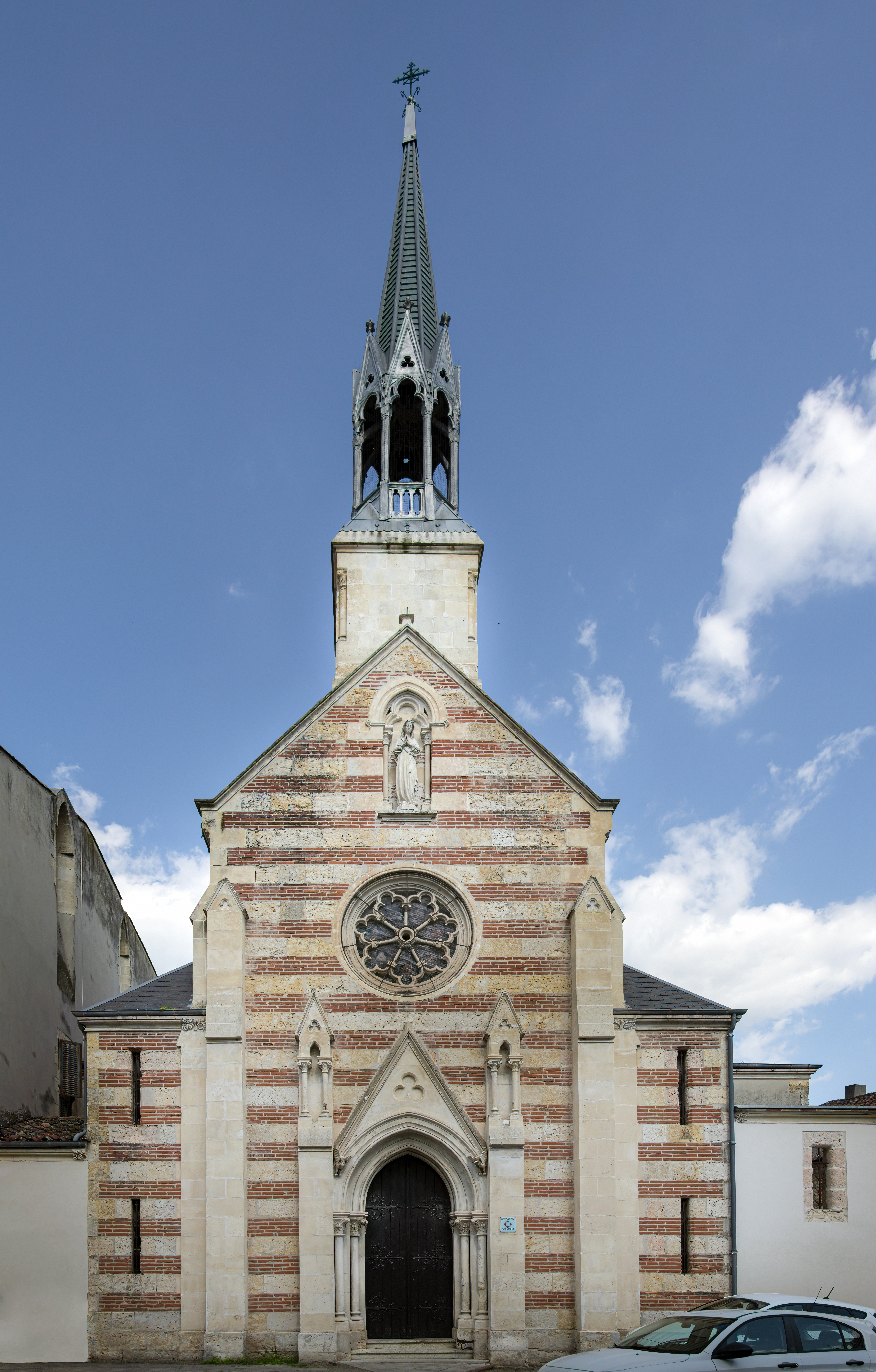
Chapelle Sainte-Foy.

###### Culte protestant

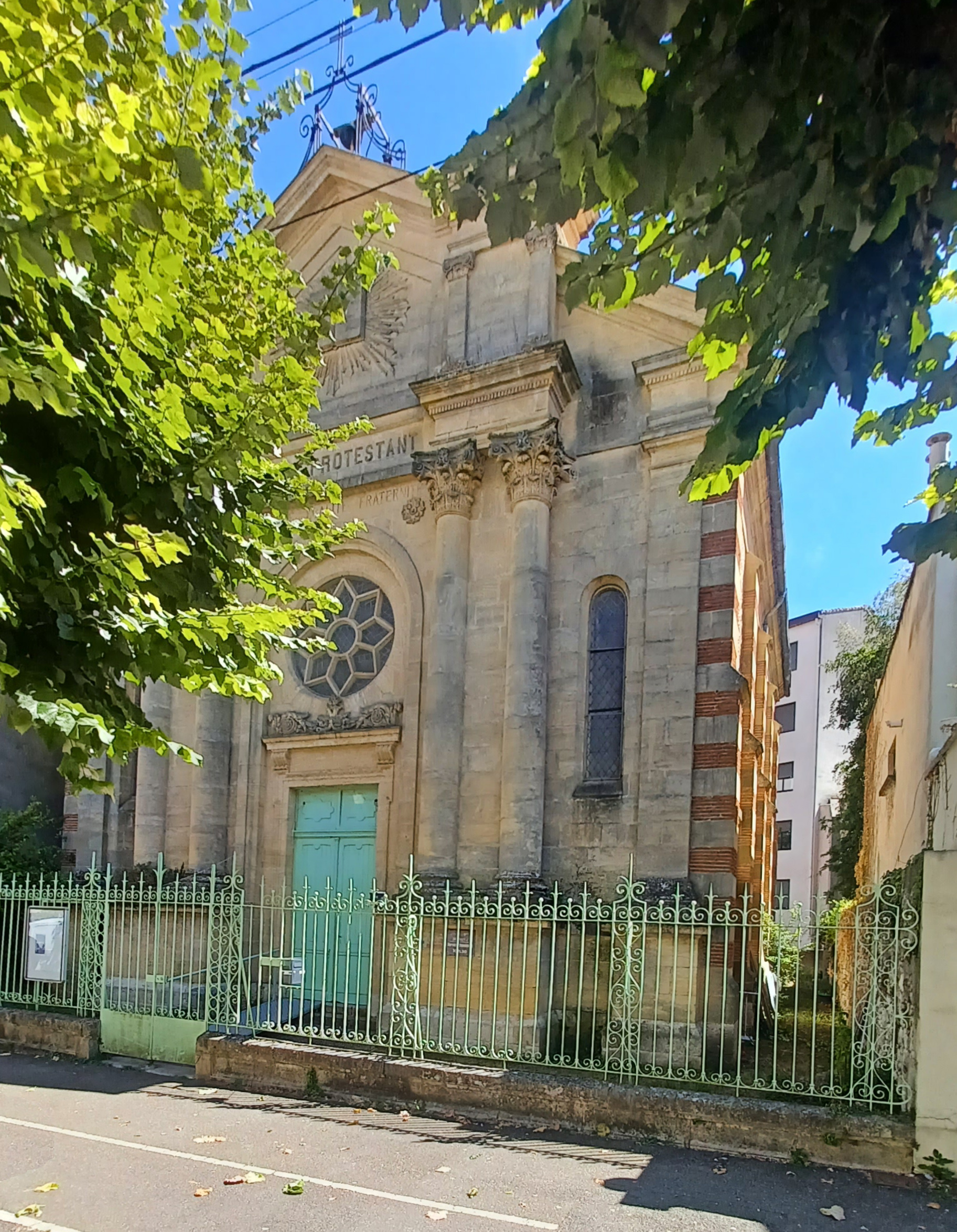
Le temple protestant, cours Victor Hugo.

- Temple protestant d'Agen, relevant de l'Église protestante unie de France, situé cours Victor Hugo et inauguré en 1865[65], et maison presbytérale, rue Gabriel Griffon.
- Église évangélique - Assemblée de Dieu d'Agen, rue Pierre Paul Riquet[66].
- Église protestante évangélique méthodiste, avenue du Général-Leclerc[67].
- Église Novation, avenue Gaillard[68].
- Église adventiste du septième jour, rue de Lille.

###### Culte musulman
- Mosquée d'Agen[69]

###### Culte millénariste
- Salle du royaume des témoins de Jéhovah, allée des Cressonnières.

###### Culte israélite
- Synagogue ACI, rue Montesquieu.

#### Patrimoine civil

##### Musée des Beaux-Arts d'Agen
Fondé en 1876, le musée des beaux-arts d'Agen, situé au cœur historique de la ville, est logé dans quatre superbes hôtels particuliers de la Renaissance, ouverts sur de belles cours intérieures. Il est l’un des musées les plus riches du Sud-Ouest et présente, dans un agréable parcours évoquant l’intérieur d’un riche collectionneur, un ensemble de peintures et de sculptures, de meubles et de faïences européennes du Moyen Âge au XXe siècle.

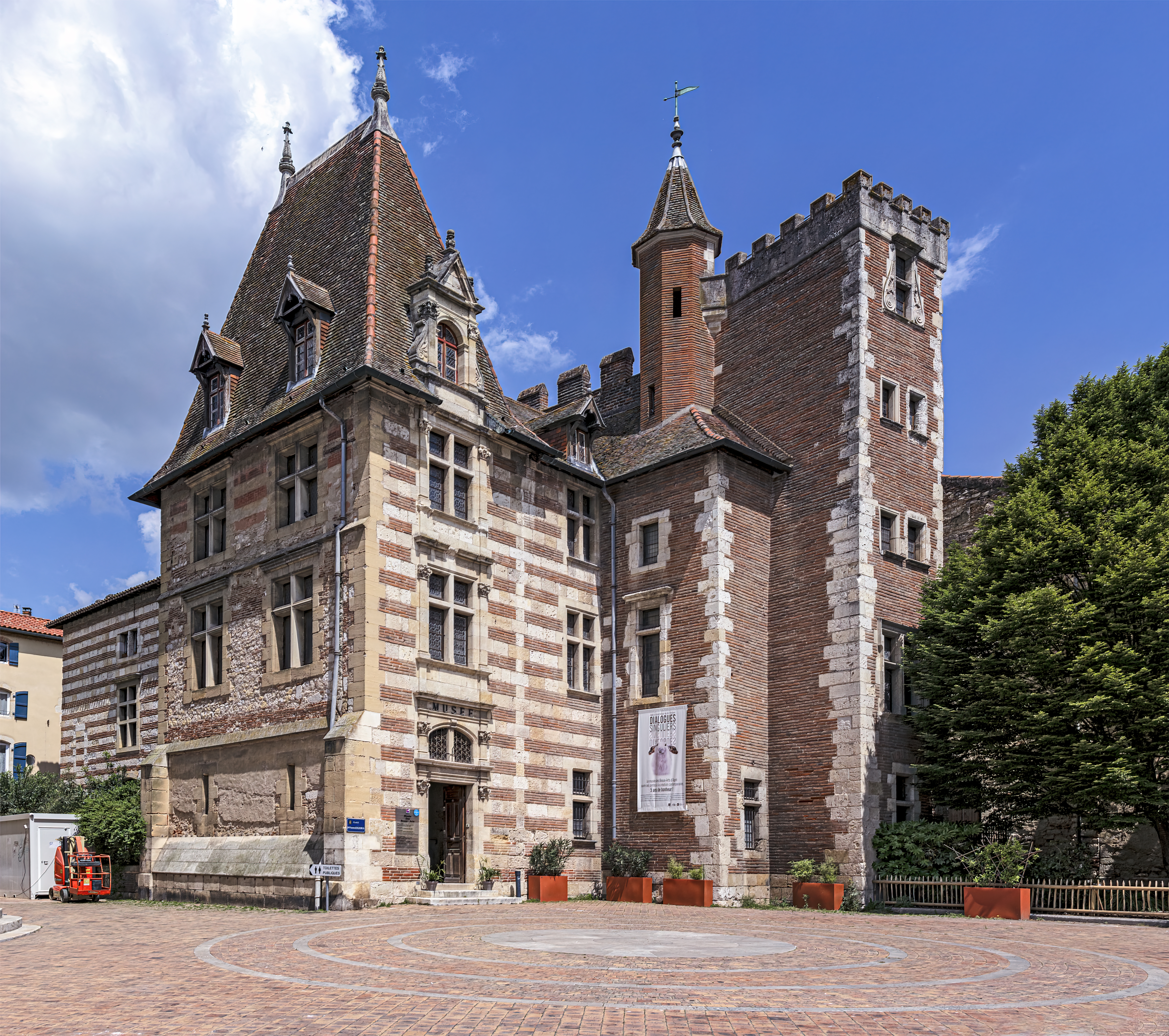
Musée des Beaux-Arts d'Agen.

Le musée est particulièrement réputé pour son riche ensemble d’œuvres espagnoles des XVIIIe et XIXe siècles, parmi lesquelles cinq exceptionnels tableaux de Goya. Parmi les collections les plus remarquables, il faut aussi citer des natures mortes flamandes et hollandaises, des peintures du XVIIe siècle français (Champaigne) et italien (Le Tintoret), la collection de portraits des ducs d’Aiguillon (Greuze, Oudry, Drouais, de Troy, van Loo, Nattier…).
Le XIXe siècle français est représenté par les grands maîtres de la peinture (Courbet, Millet), les paysagistes de l’École de Barbizon (Corot) et les peintres impressionnistes (Boudin, Sisley, Caillebotte, A. Lebourg).
Enfin des œuvres du XXe siècle sont présentées avec deux fonds remarquables du peintre français Roger Bissière d’une part, et de Claude et François-Xavier Lalanne, d’autre part.
La section archéologique du musée est constituée d'objets provenant de sites Lot-et-Garonne : la collection des époques celtique et gallo-romaine en constitue un des aspects majeurs. Enfin, une très belle donation d’archéologie orientale (objets de l’âge du bronze jusqu’à l’époque des Croisades, provenant du Liban et de Syrie) est venue enrichir le musée.

##### Préfecture

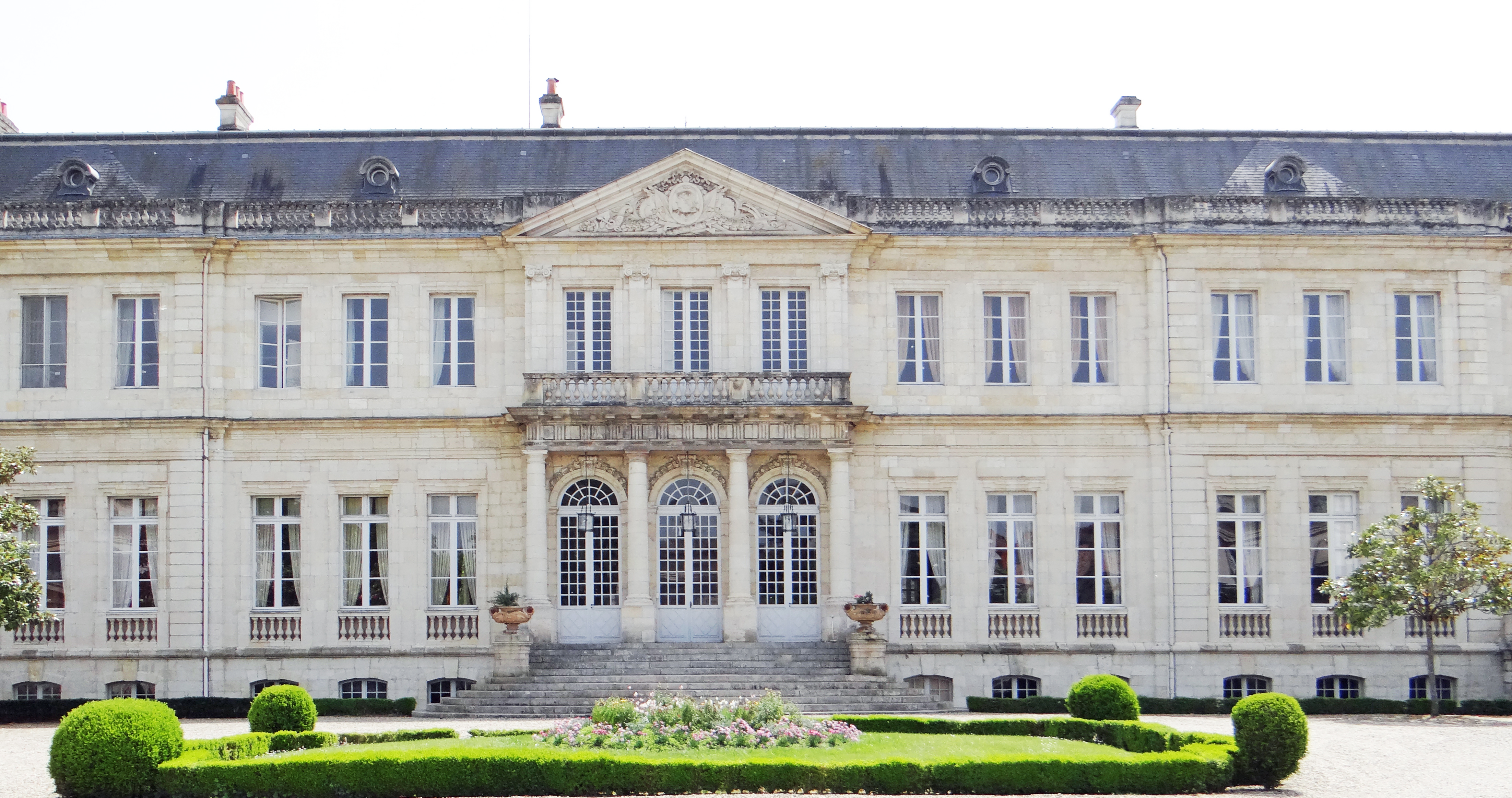
La préfecture du Lot-et-Garonne.

La préfecture d'Agen est installée dans l'ancien palais épiscopal d'Agen, construit de 1775 à 1783 pour l'évêque Jean-Louis d'Usson de Bonnac afin de remplacer le précédent évêché, vieille construction féodale tombée en ruines. Elle fut construite sur les plans de l'architecte et ingénieur Charles Le Roy qui a terminé la construction du château d'Aiguillon. On en a fait, à tort, un élève de Jacques-Germain Soufflot.
Ravagée par un incendie accidentel le 21 octobre 1904, elle fut reconstruite en 1909.

##### Hôtel du département

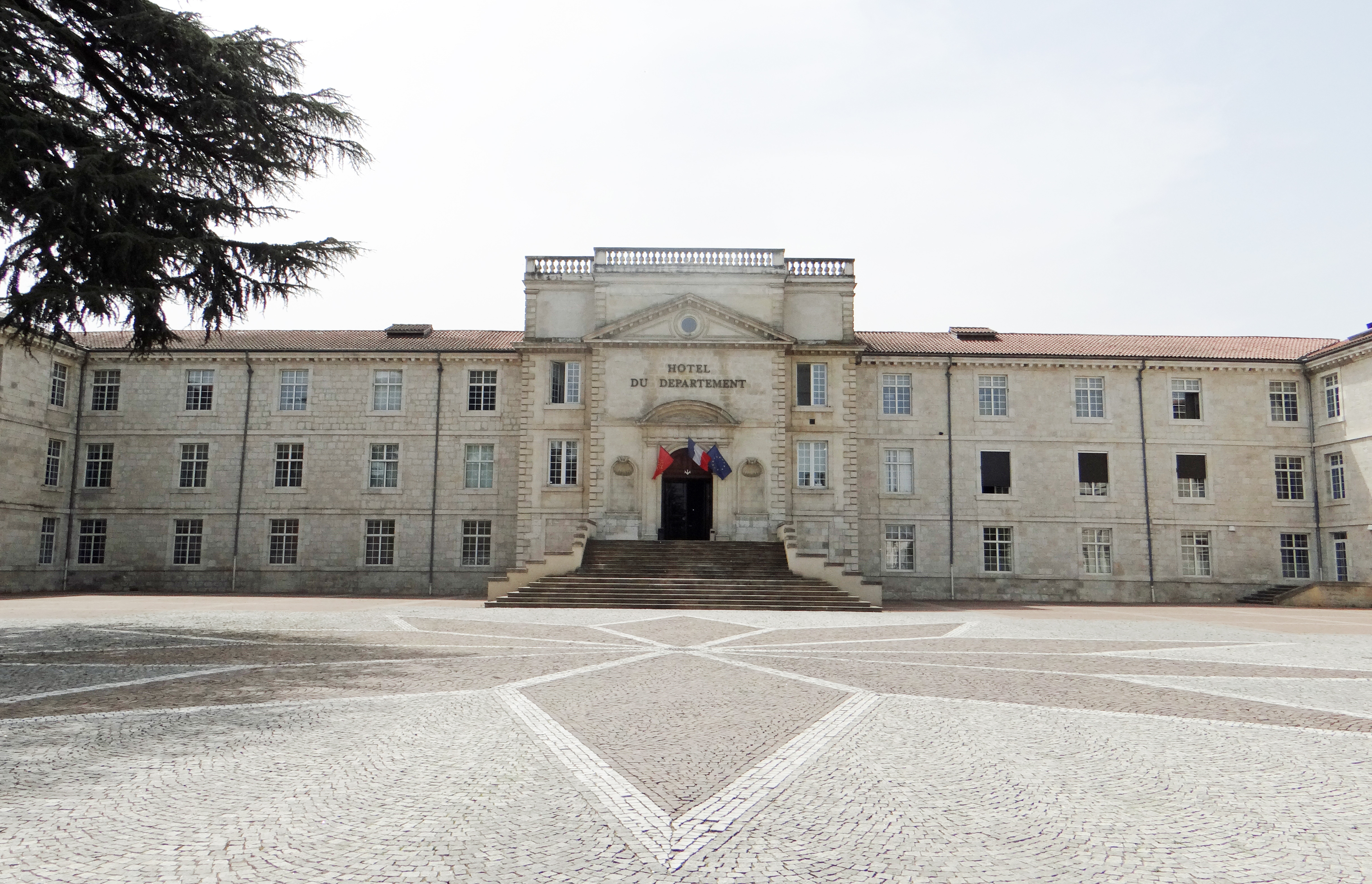
L'hôtel du département.

L'hôtel du département de Lot-et-Garonne a été installé en 1992 dans les anciens bâtiments de l'hôpital Saint-Jacques, fondé en 1686 comme hôpital général des Pauvres.

##### Marché couvert
Épaisse construction de béton abritant une galerie marchande surmontée d'un parking automobile à étages, le marché couvert d'Agen n'offre d'intérêt que par les deux monuments auxquels il a succédé :
1- La cathédrale Saint-Étienne d'Agen, vaste basilique commencée au XIIIe siècle et dont la construction, sans cesse interrompue par le manque d'argent et les guerres de religion, ne fut jamais véritablement achevée. Son manque de grâce extérieure était compensé par une très grande richesse intérieure.
Reconstruite à neuf par l'évêque Jean-Louis d'Usson de Bonnac, elle fut démantelée à la Révolution française et ses ruines définitivement abattues en 1835, sous la municipalité du comte Adolphe de Raymond.
Saint-Étienne d'Agen fut assortie d'un campanile d'architecture fort curieuse : non adjacent à la cathédrale, construit sur une ancienne tour de la première enceinte d'Agen connue sous le nom de tour de l'Escuragno, il se présentait sous la forme d'une épaisse flèche en bois et en ardoise, à hourds, flanquée de quatre clochetons et surmontée d'une girouette. Cette flèche fut abattue en septembre 1793 tandis que la tour, vieille construction romane, fut abattue en 1885.
2- Le marché couvert d'Agen fut édifié en 1882, à l'initiative du maire Jean-Baptiste Durand sur l'emplacement de l'ancienne cathédrale Saint-Étienne d'Agen. Inauguré en 1884, il était l'œuvre de l'architecte Lhéritier et se présentait sous la forme d'une vaste construction de pierre et de métal, inspirée des halles de Paris construites par Baltard.
Particulièrement aimé des Agenais, qui le jugeaient décoratif et bien adapté aux nécessités du marché local, il fut abattu sous la municipalité de Pierre Pomarède en 1970.

##### Tour du Chapelet

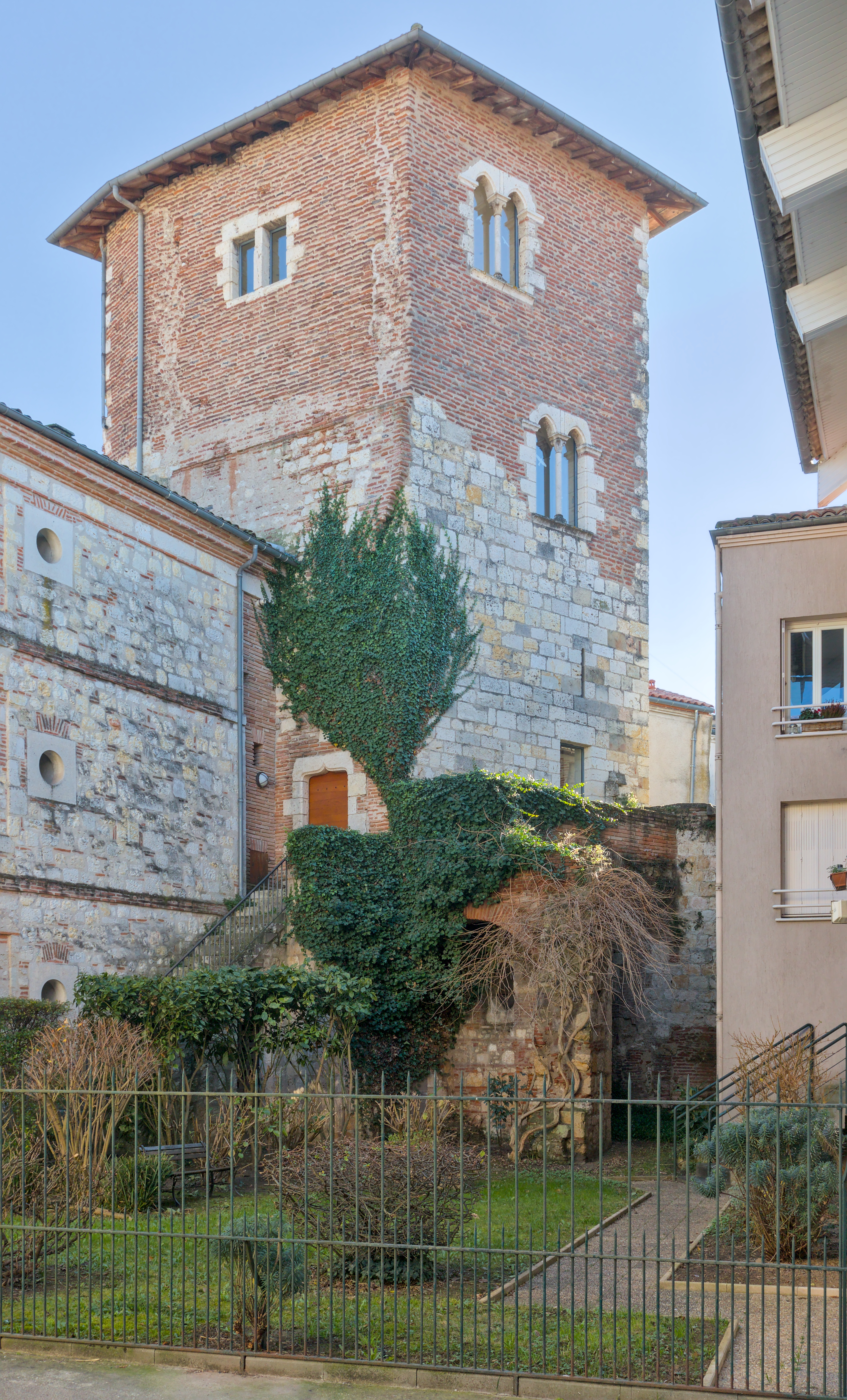
La tour du Chapelet.

Située dans le voisinage immédiat de la cathédrale Saint-Caprais, cette tour est le dernier vestige de la deuxième enceinte d'Agen. Construite au XIIIe siècle, elle fut incorporée au XVIe siècle dans le couvent du Chapelet, auquel elle servit de campanile. Le couvent fut rasé après la Révolution française et cette tour servit de prison à partir de 1815.
À peu près carrée, bâtie en pierres de moyen appareil, elle comprend une vaste salle voûtée en berceau, surmontée de trois étages ajourés de fenêtres géminées et de fenêtres à meneaux.
Longtemps laissée à l'abandon, elle a été restaurée et abrite aujourd'hui un cabinet d'architecture.

##### Centre des archives départementales

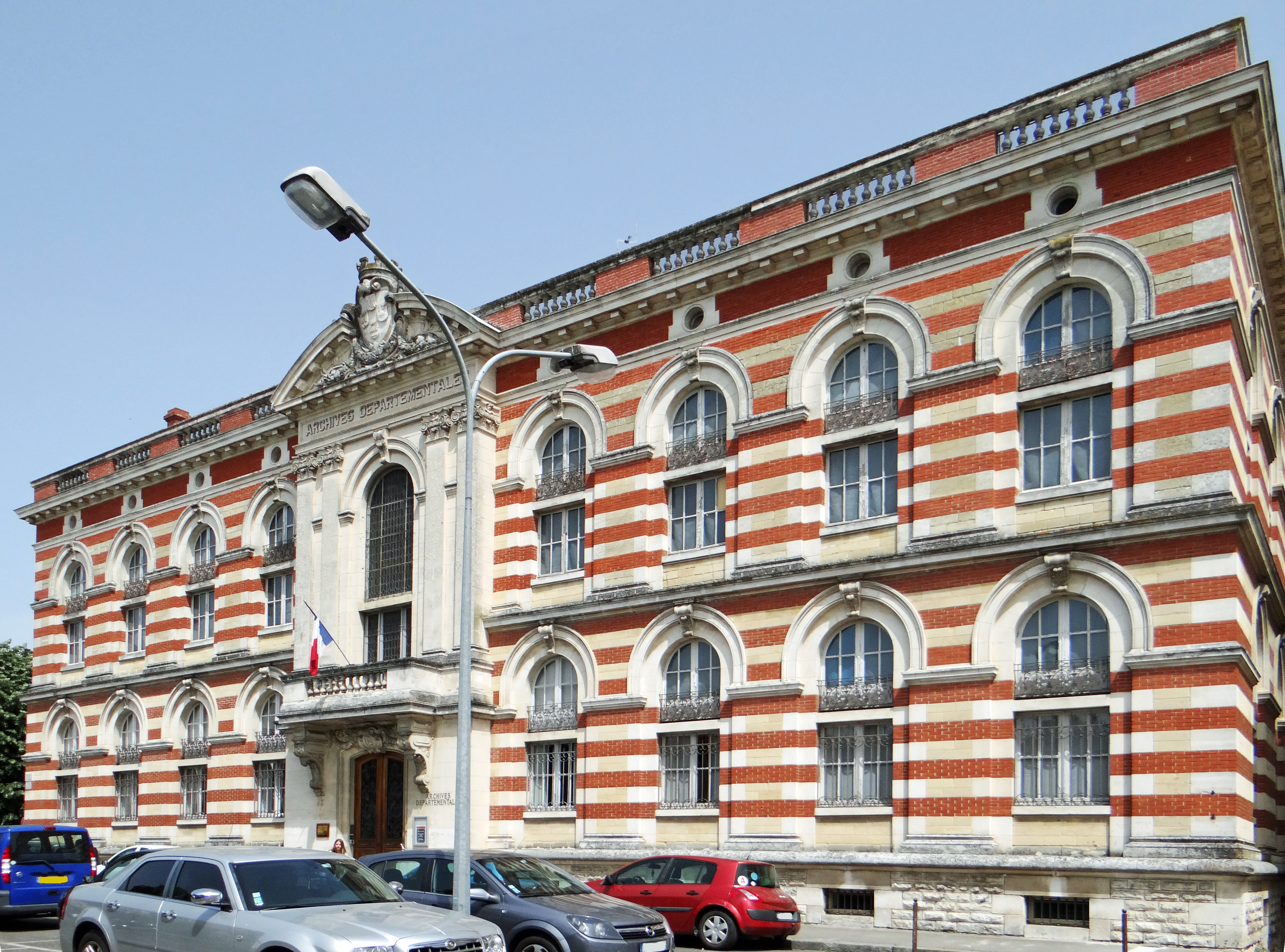
Le Centre des archives départementales de Lot-et-Garonne.

Le Centre des archives départementales de Lot-et-Garonne, situé 3 place de Verdun, conçu en 1907 par l'architecte Albert Courau, architecte départemental de Lot-et-Garonne, a reçu le label « Patrimoine du XXe siècle » en 2007.

##### Maisons remarquables et hôtels particuliers
Agen compte plusieurs maisons remarquables et hôtels particuliers dont certains sont des monuments historiques. Parmi eux se trouvent l'hôtel Lacépède (devenu la bibliothèque municipale), l'hôtel Amblard, l'hôtel d'Escouloubre, les hôtels d'Estrades et de Vaurs (devenus le musée des Beaux-Arts), l'hôtel Monluc, les hôtels Hutot de Latour et Saint-Martin, l'hôtel de Saint-Philip, l'hôtel de Sevin, la maison Art Nouveau, la maison Jailles, la maison du Sénéchal, ou encore quelques maisons à pans de bois.

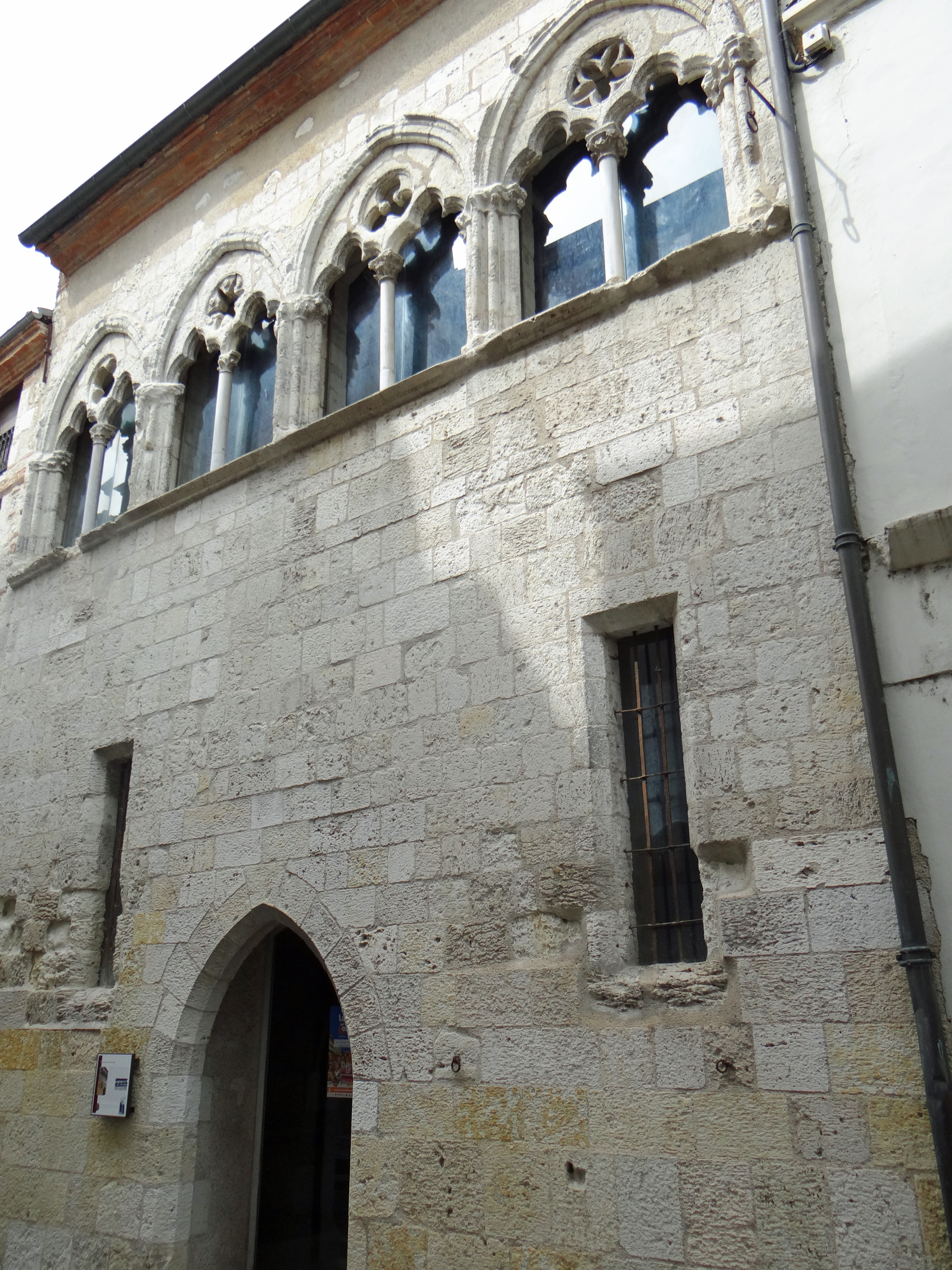
La maison du Sénéchal.
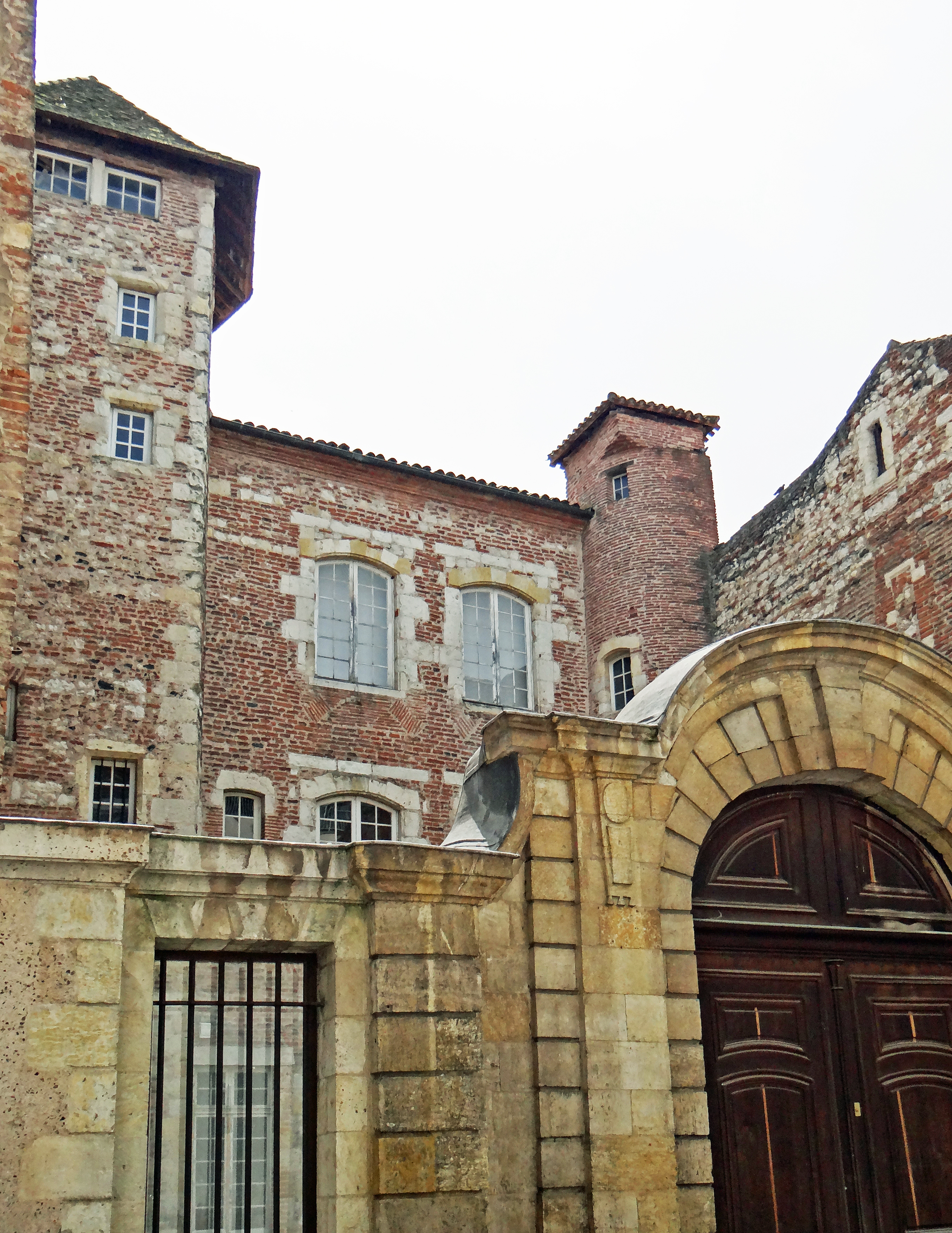
L'hôtel Monluc.
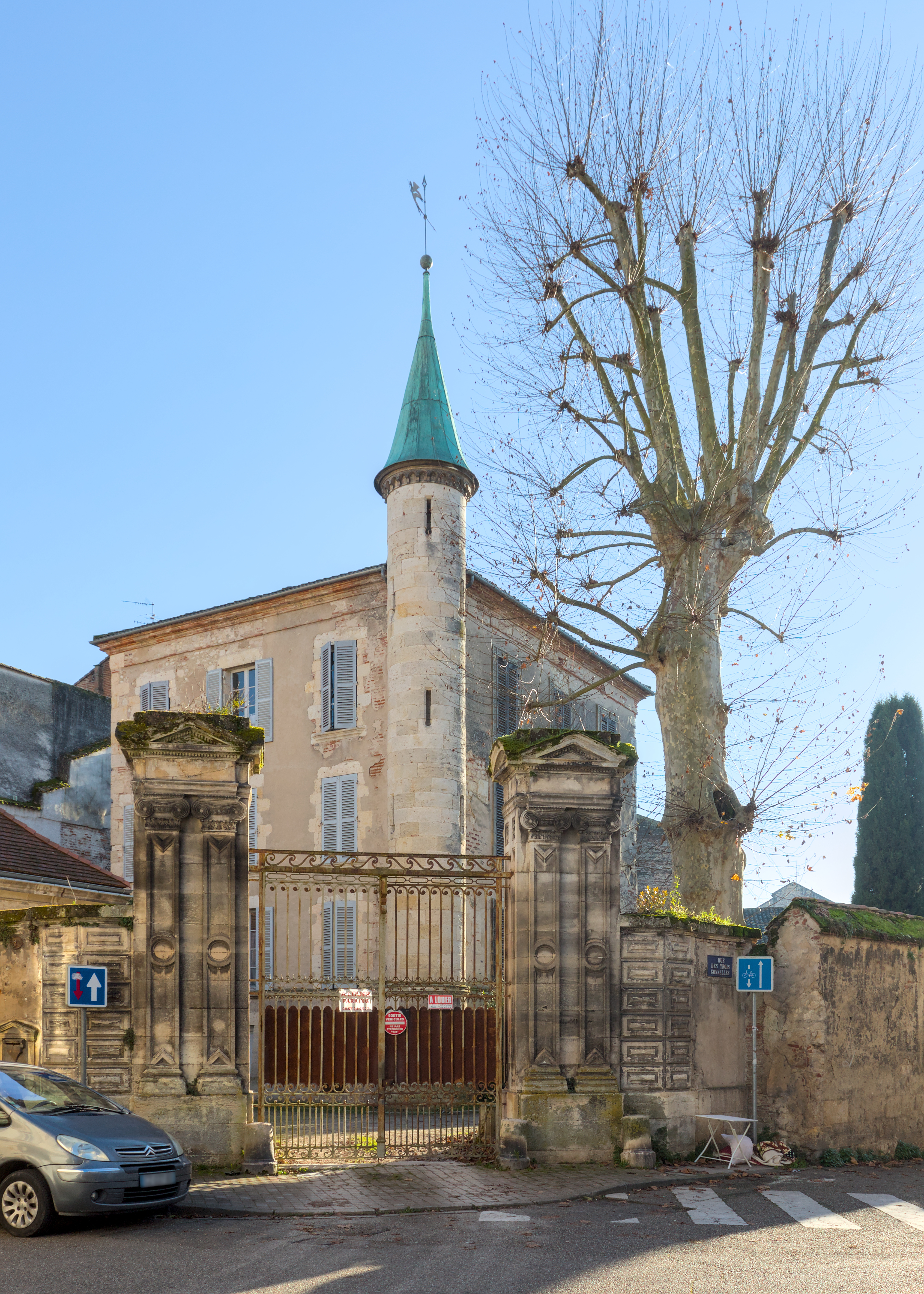
L'hôtel de Sevin.
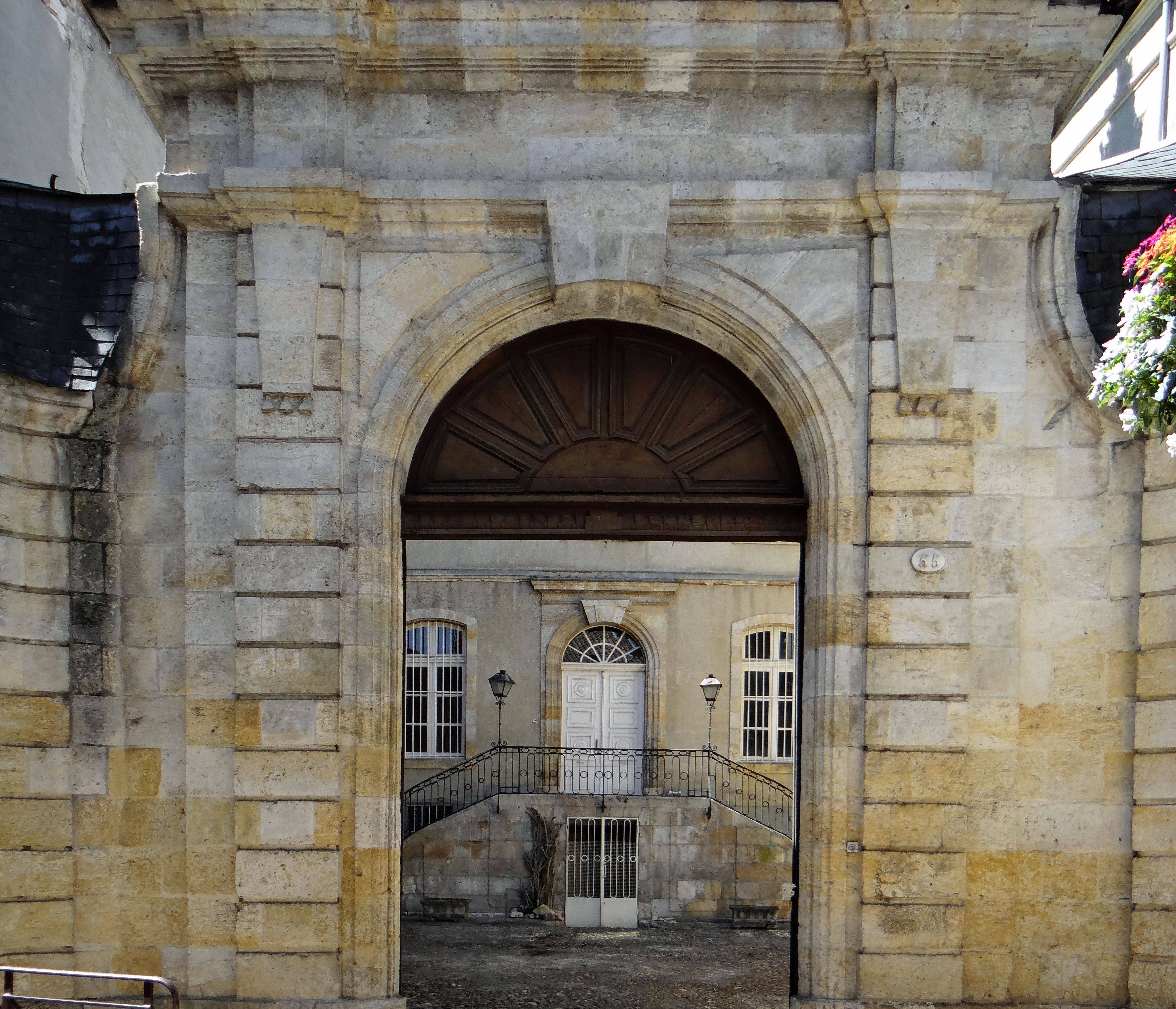
L'hôtel de Saint-Philip.
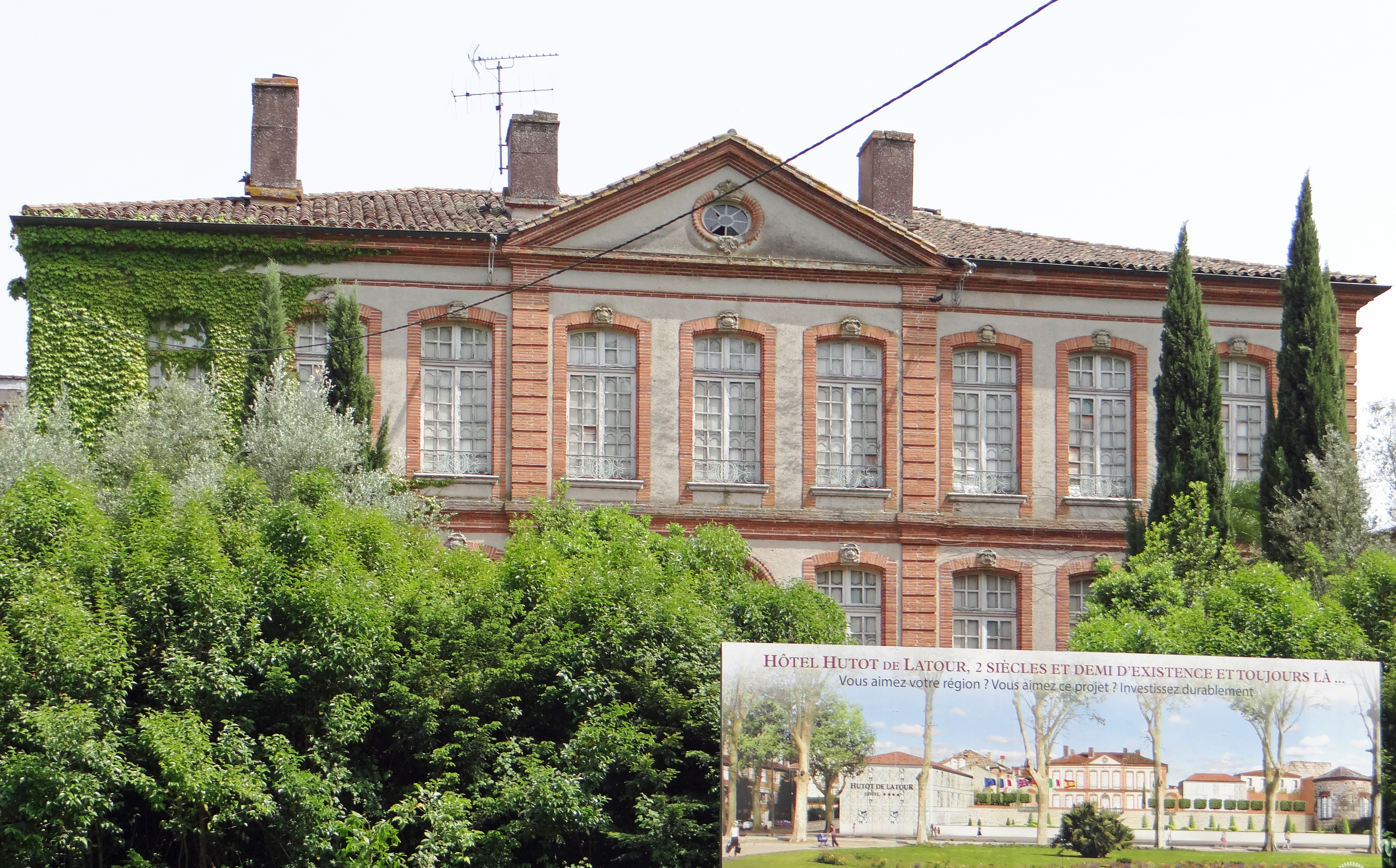
L'hôtel Hutot de Latour.
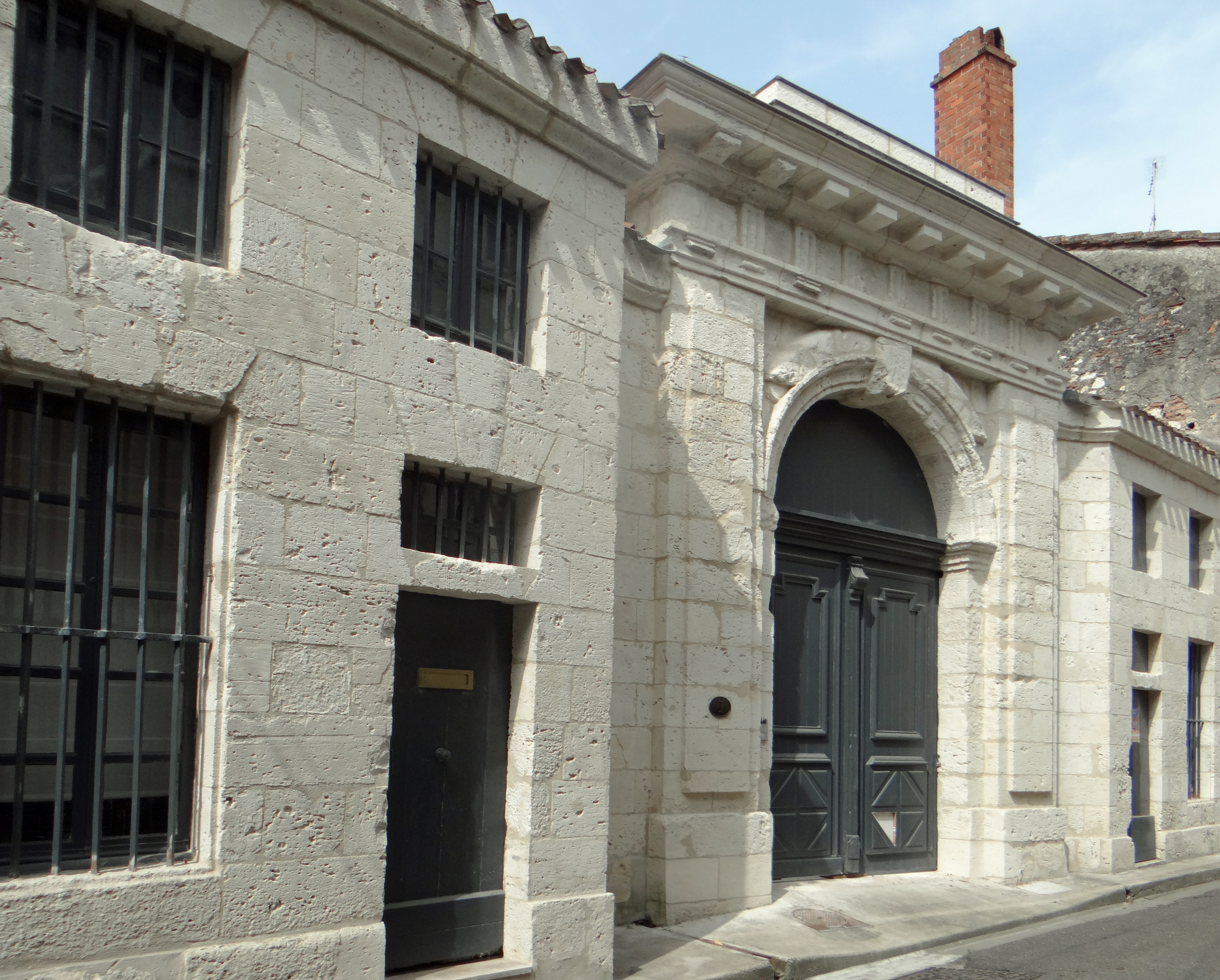
L'hôtel d'Amblard.
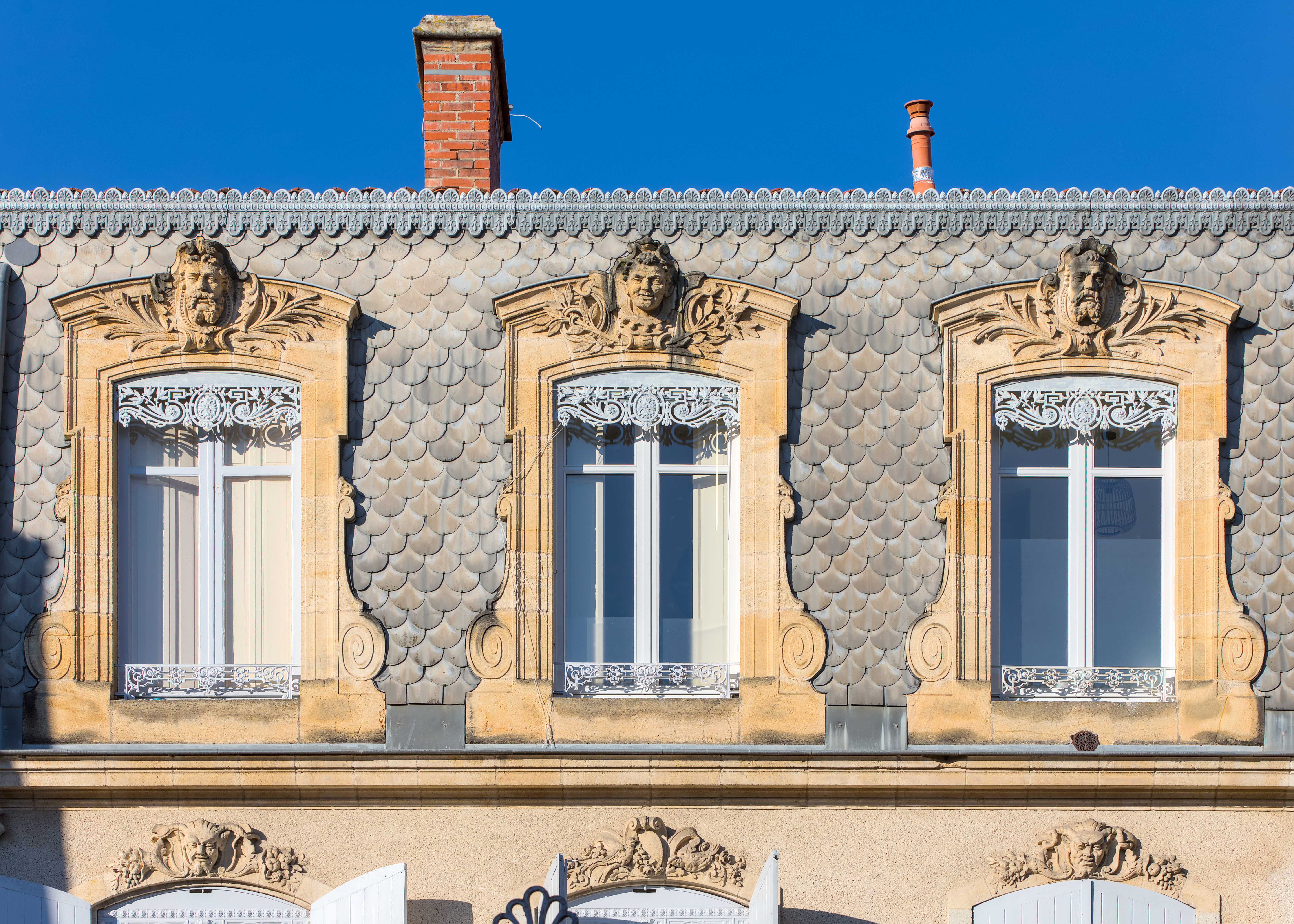
Partie haute de la façade de la maison Jailles.
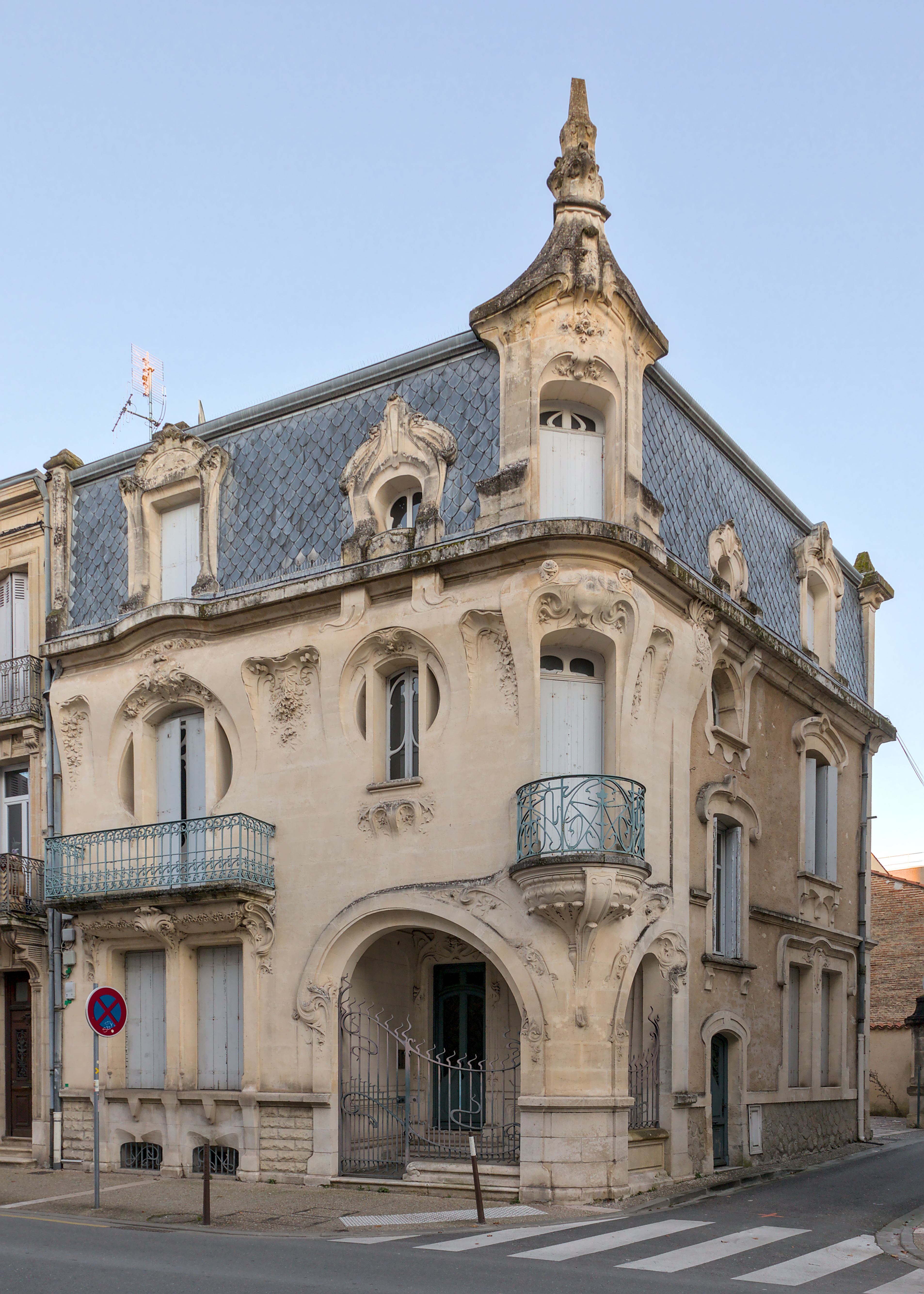
La maison Art Nouveau.

#### Ponts et passerelles

##### La passerelle suspendue

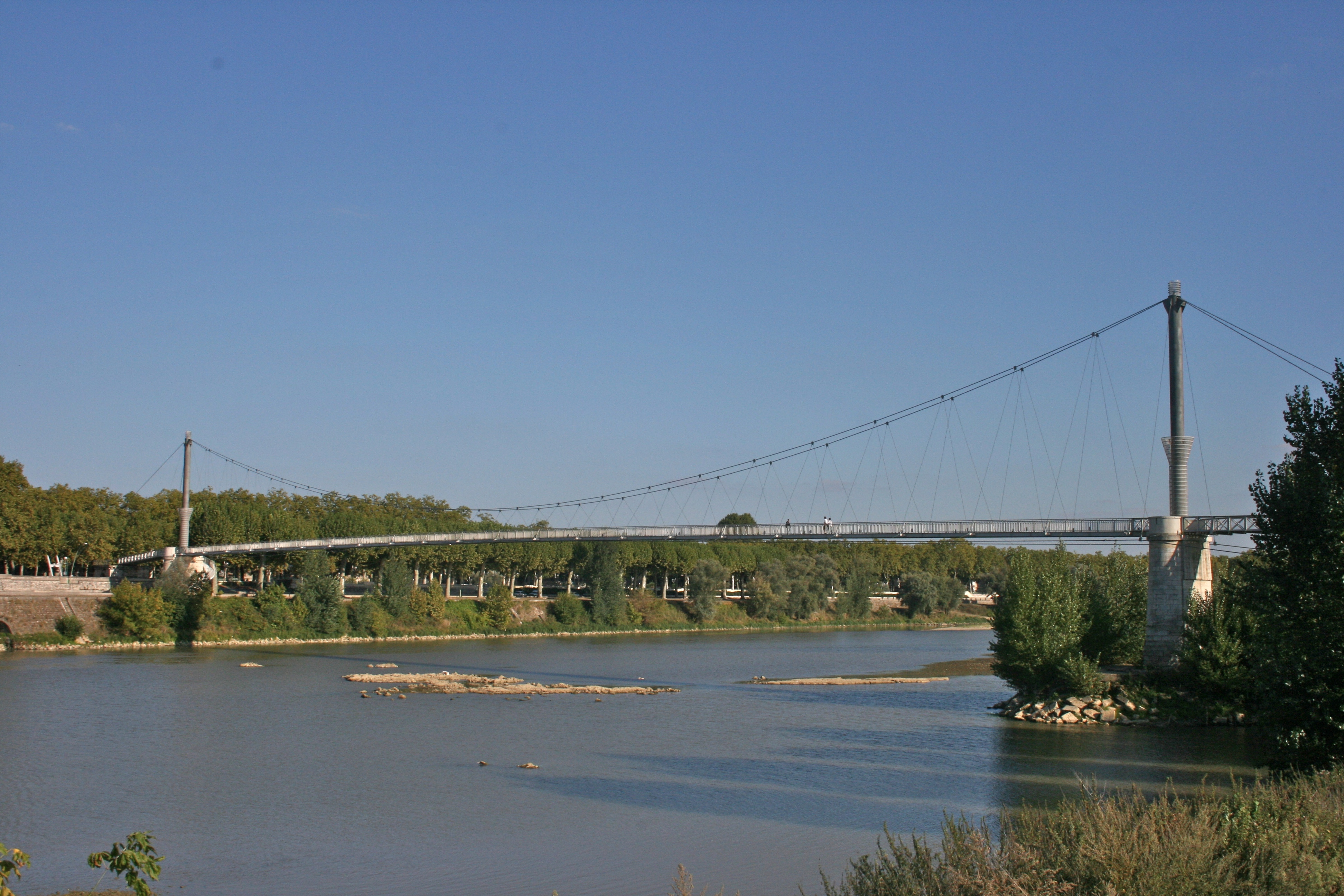
Le passerelle suspendue sur la Garonne.

La passerelle d'Agen est un pont suspendu construit au XIXe siècle et qui permet de traverser la Garonne à pied en reliant la ville d'Agen, située sur la rive droite, à celle du Passage située sur la rive gauche.
Elle a été restaurée en 2001-2002. Les pylônes d'origine en pierres ont été remplacés par des pylônes métalliques.

##### Pont-canal d'Agen
Le pont-canal d'Agen permet au canal latéral à la Garonne (appelé également « canal des deux mers ») de franchir la Garonne. Sa construction s'est étalée entre 1839 et 1843. L'ouvrage comporte 23 arches et sa longueur atteint 550 mètres ce qui en fait le deuxième plus long pont-canal de France.

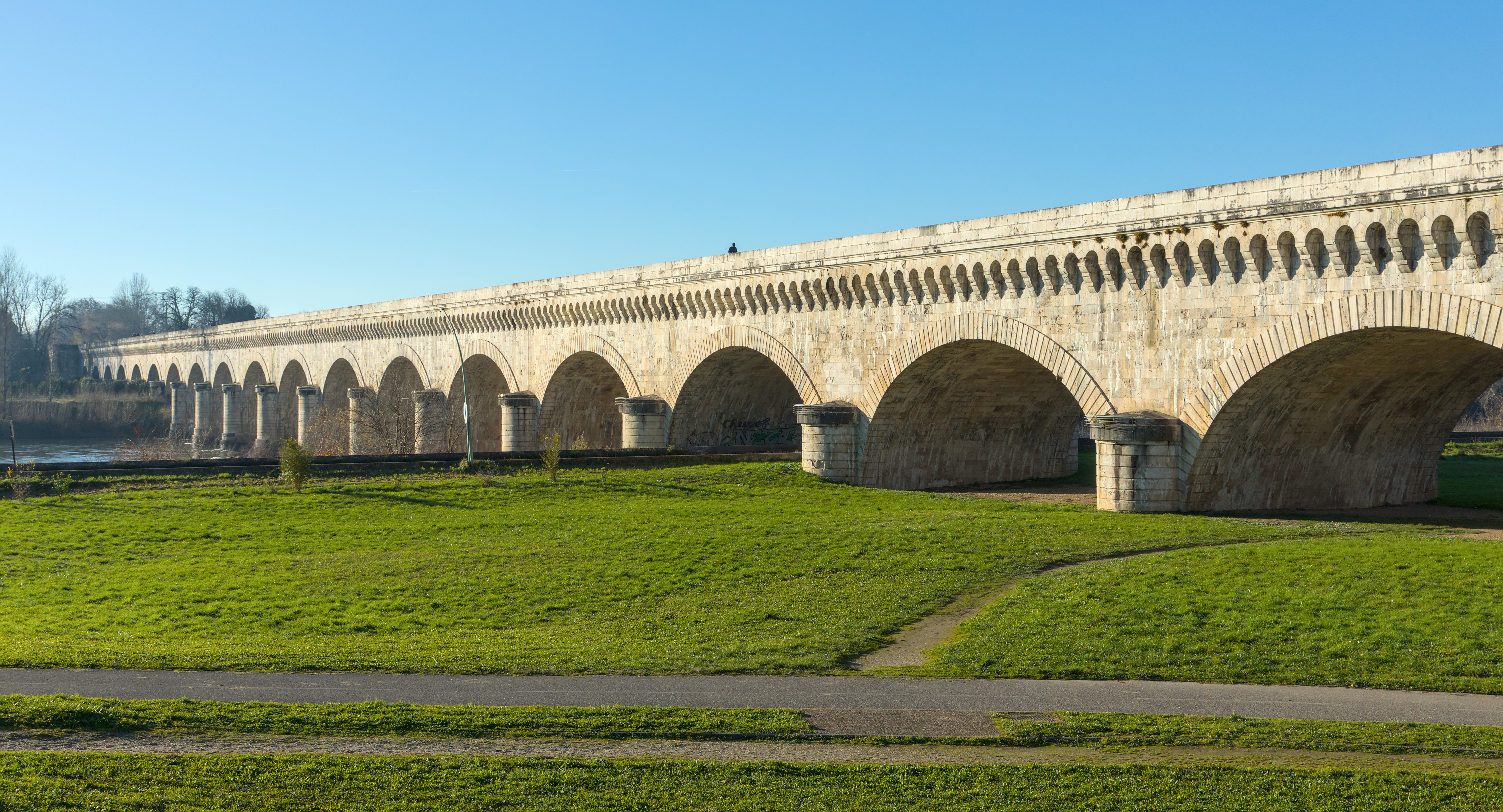
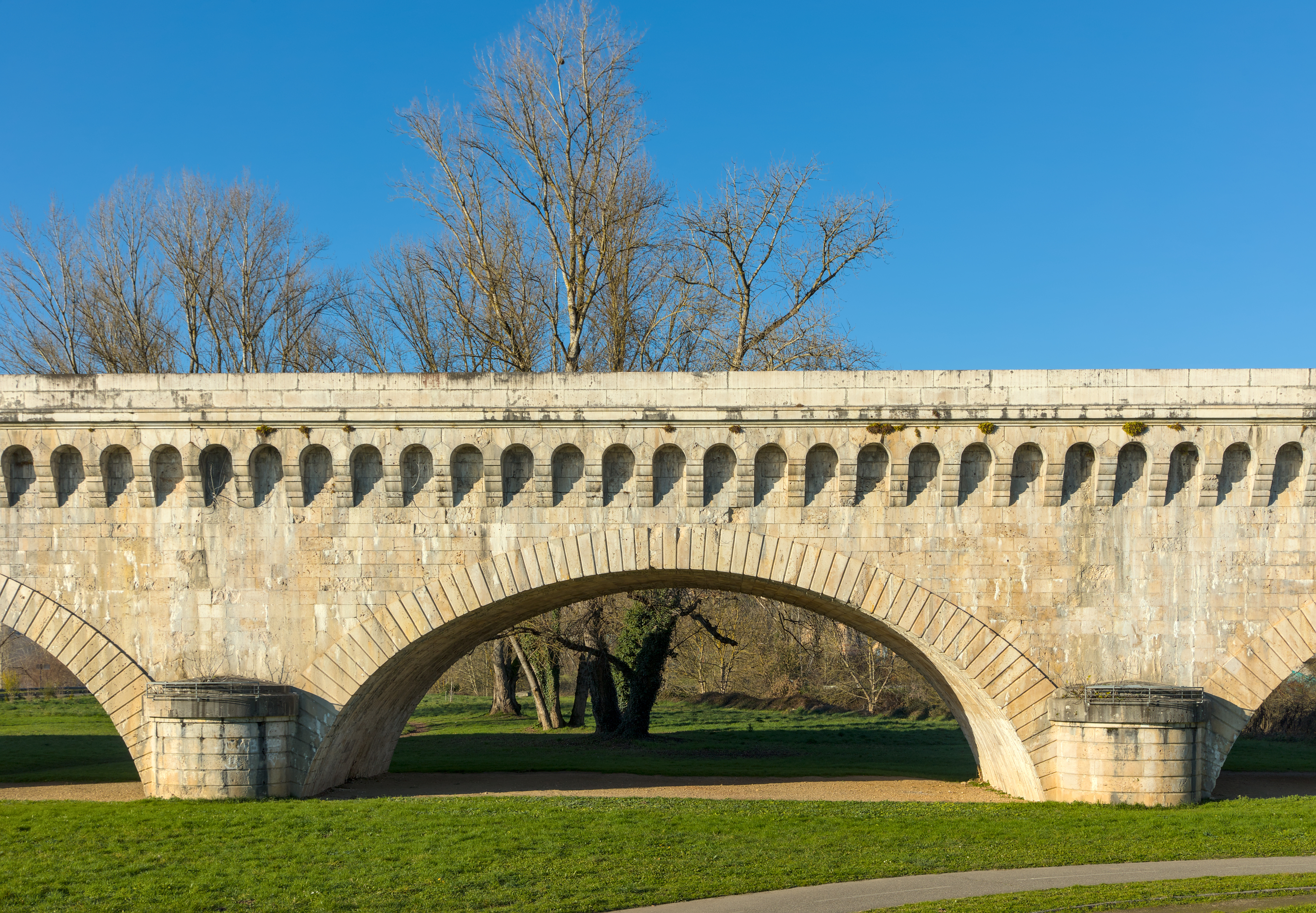
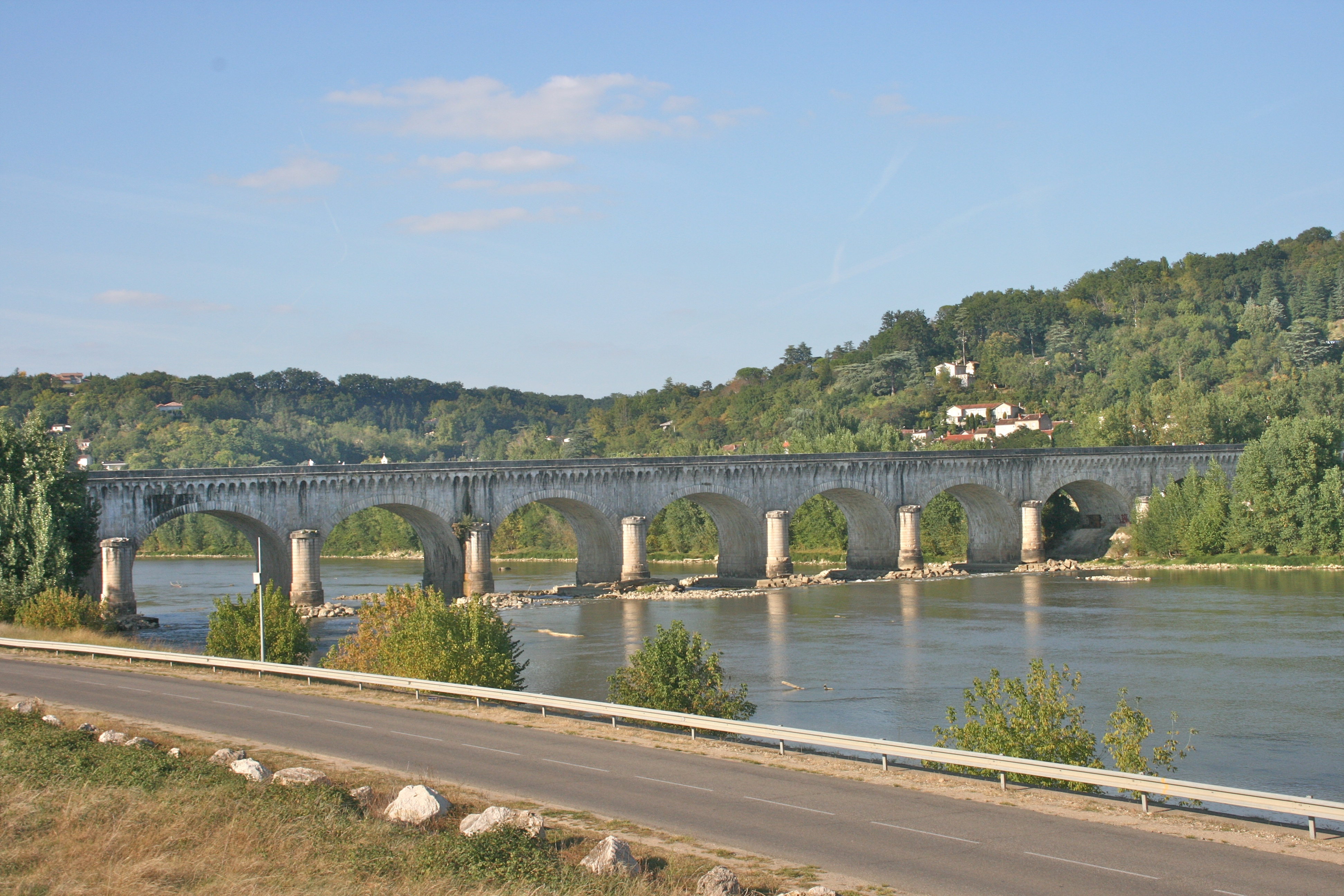
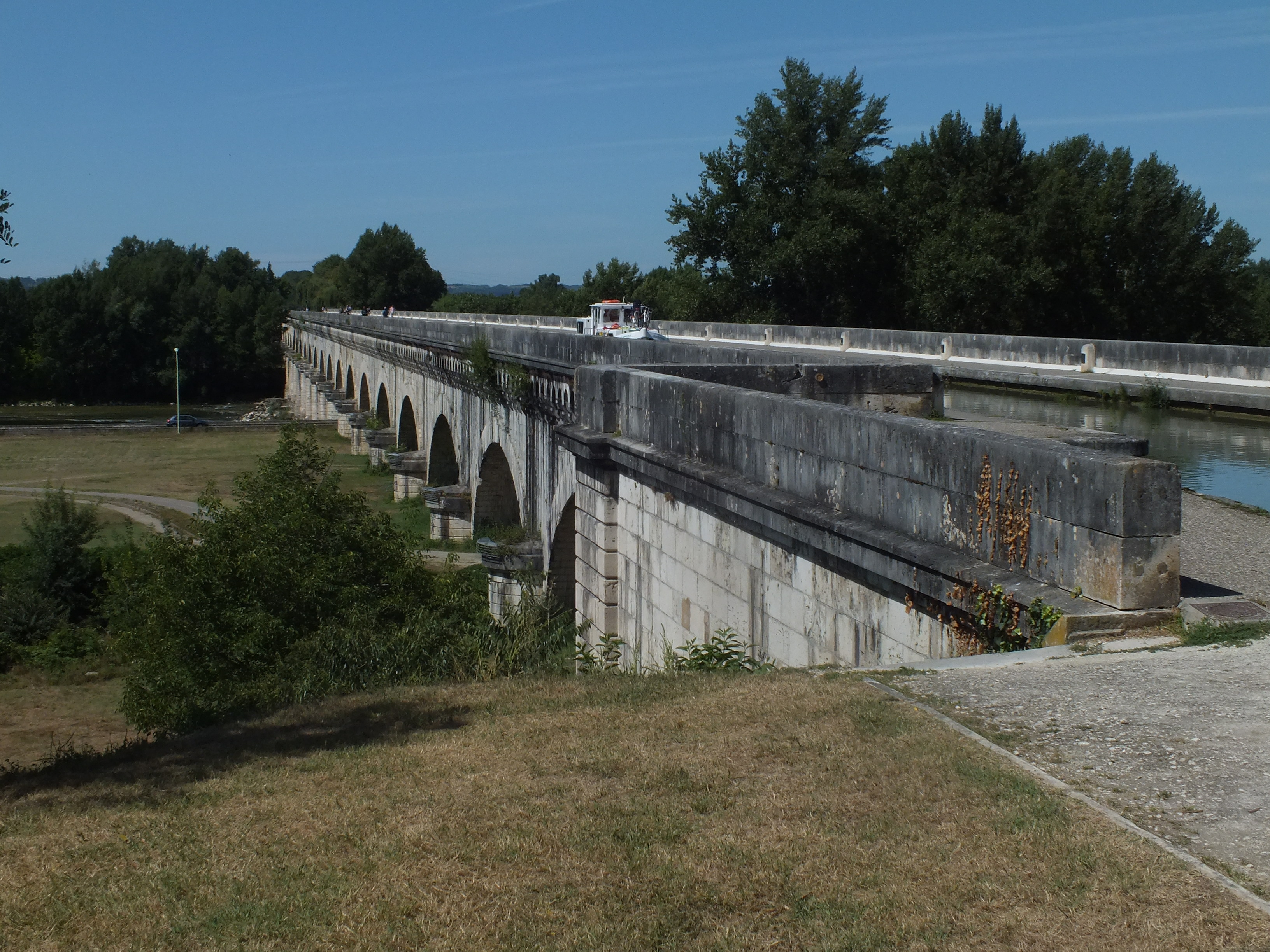
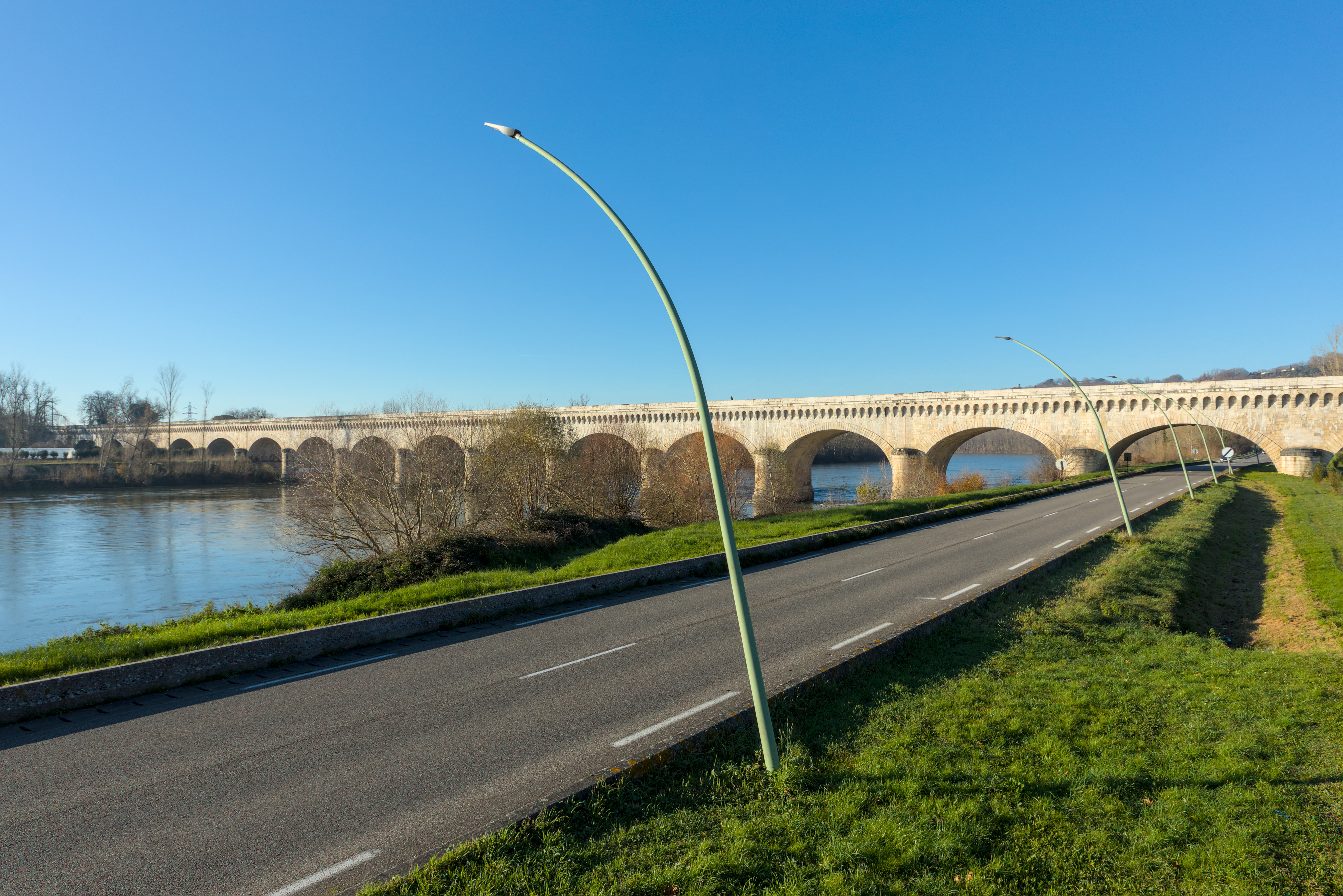

##### Pont de pierre d'Agen

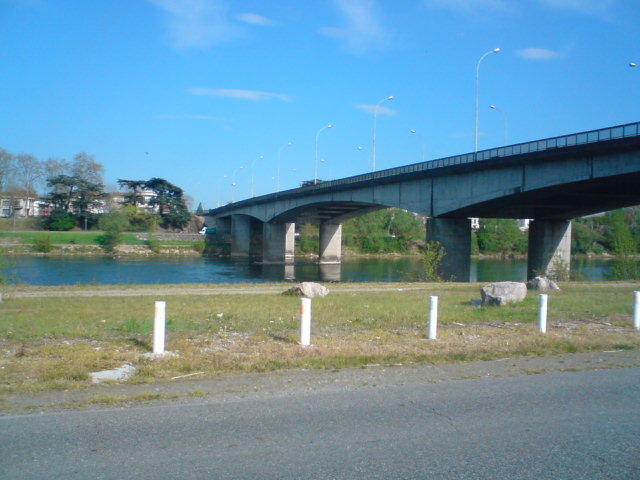
Le pont dit « de pierre », désormais en béton précontraint.

Un premier pont sur la Garonne est construit sur ordre de Napoléon Ier, en visite à Agen le 30 juillet 1808, par un décret. Les travaux débutèrent en 1812 et finirent en 1827.
Une reconstruction en béton précontraint du pont en 1970, à vocation d'élargissement de celui-ci, conduit à la destruction des anciennes piles en pierre.

### Patrimoine culturel

#### Théâtres

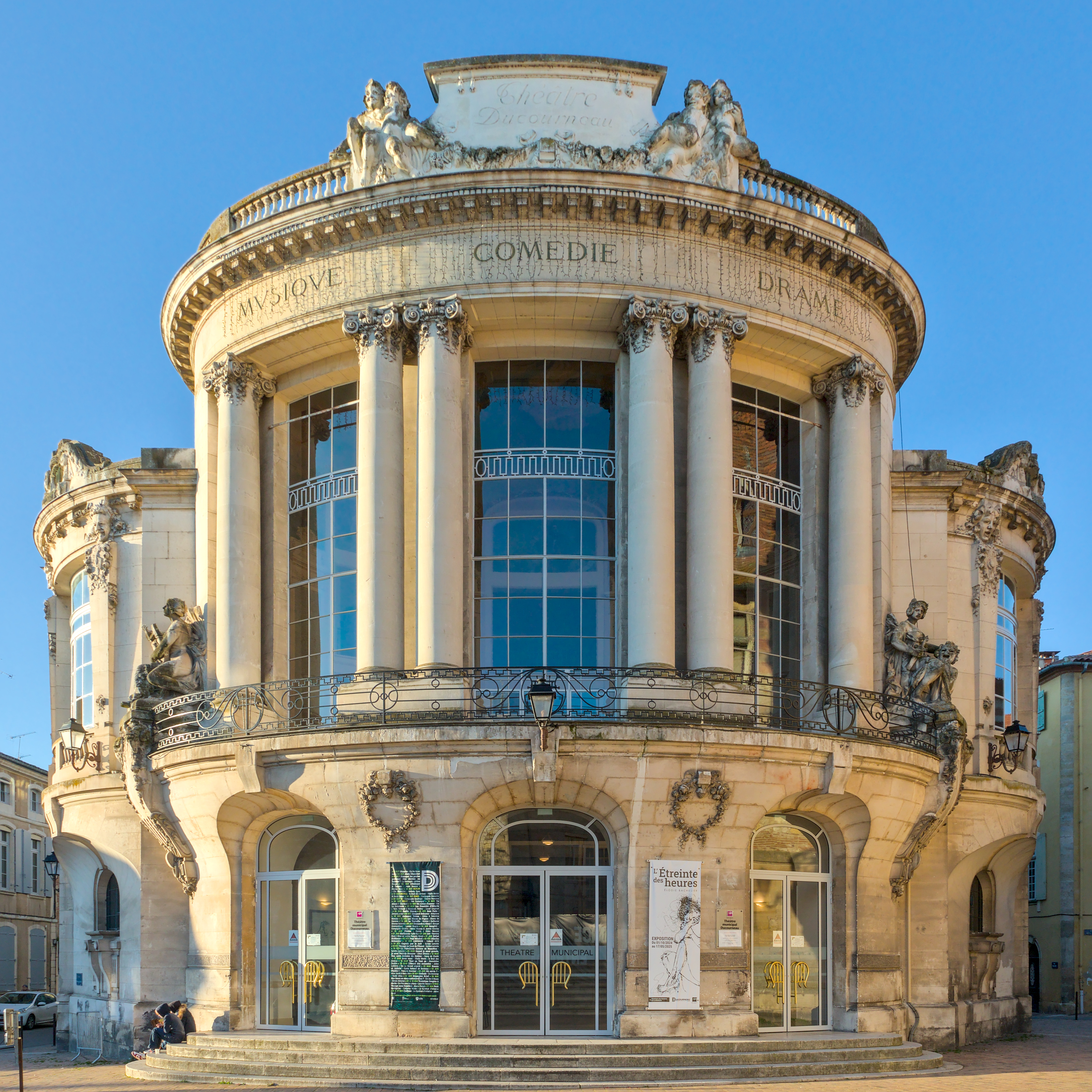
Le théâtre Ducourneau.

Le théâtre Ducourneau est un théâtre à l'italienne, œuvre de Guillaume Tronchet achevée en 1906. La première pierre a été posée par le président de la République Armand Fallières, originaire de Lot-et-Garonne. Ce théâtre fut le premier à être construit en ciment armé.
Deux autres théâtres complètent l'offre culturelle : Le théâtre du Jour, fondé en 1994 par Pierre Debauche, qui réunit une compagnie théâtrale ainsi qu'une école supérieure d'art dramatique et de comédie musicale, et La Tannerie qui propose des spectacles tous publics.

#### Cinéma
En ce qui concerne le grand écran, deux établissements se partagent la programmation : le nouveau multiplexe « CGR » (Anciennement Cap'Cinéma) (10 salles, 1600 fauteuils) qui a ouvert ses portes en 2013 et le cinéma art et essai « Studio Ferry » (2 salles, 288 fauteuils) géré par l'association Les Montreurs d'images.

#### Musique et spectacles
Le Centre de congrès d'Agen, dont l'inauguration était prévue en juin 2014, est une salle de spectacles modulable dont la capacité maximale atteint 4 562 places.
L'ancien music-hall Le Florida a été transformé en une salle de concert et en studios de répétition. Ce centre national de création et de diffusion des musiques amplifiées, structure unique en France, accueille régulièrement des artistes en résidence. Ils disposent dans des locaux municipaux de quatre studios de répétitions, d'une salle de spectacle de 800 places et d'un espace multimédia.

#### Festivals
- Les Folies Vocales d'Agen
- Le festival de la Prairie
- Les Fêtes d'Agen (anciennement Le Grand Pruneau Show)

#### Médiathèque municipale Lacépède

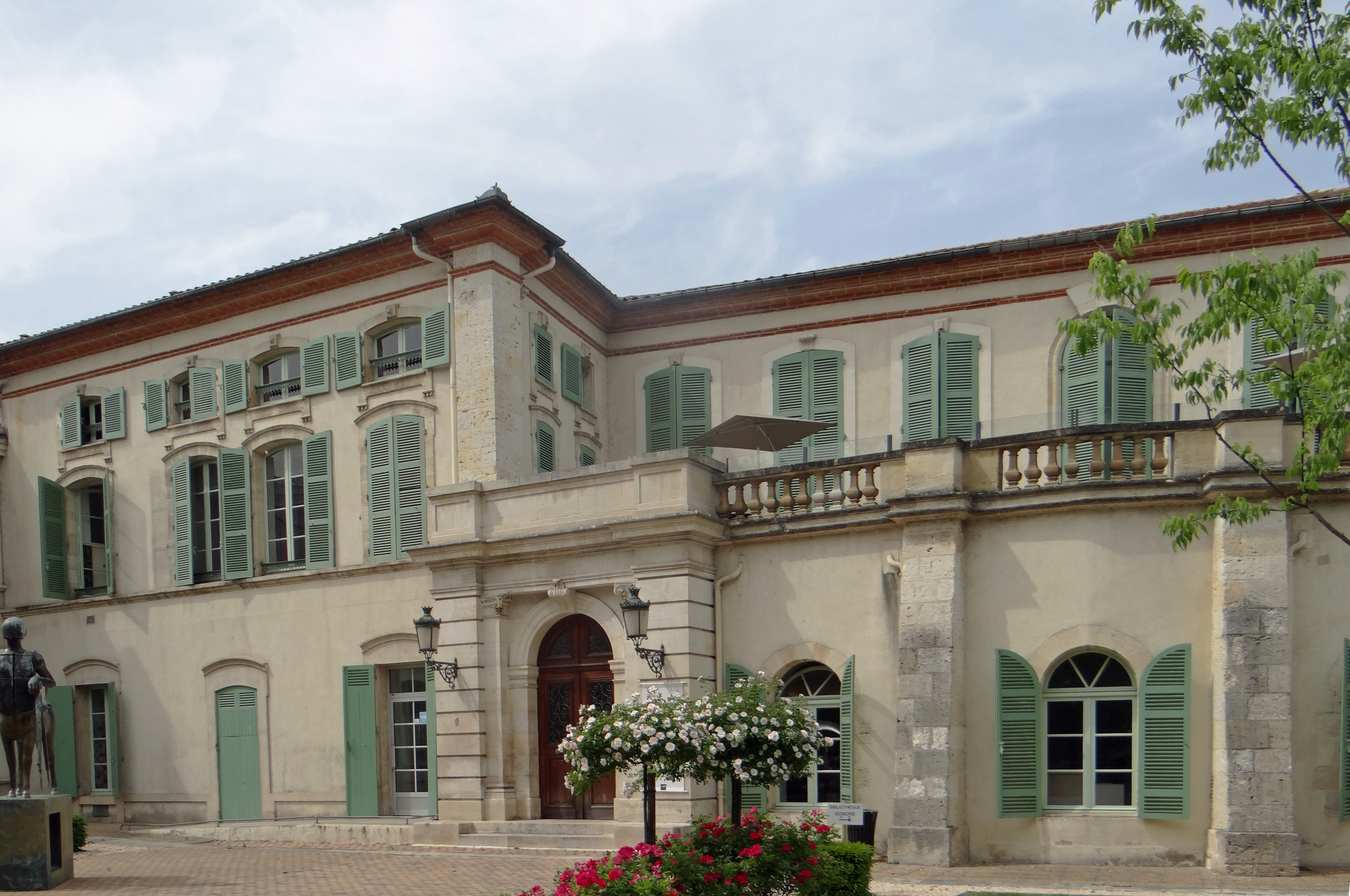
La bibliothèque municipale située dans l'ancien hôtel Lacépède.

La médiathèque municipale a été installée dans l'ancien hôtel Lacépède.

#### Philatélie
- En 1957, un timbre de 12 francs surtaxé de 3 francs, vert-noir et bleu, figurant à l'effigie de Bernard Palissy est émis. Il fait partie de la série  Célébrités du XIIe au XIXe siècle et est vendu le 15 juin à Agen, avec une oblitération 1er jour. Il porte le n° YT 1109.
- En 1964, un timbre de 12 centimes, rouge, jaune et noir, figurant les vraies armoiries d'Agen est émis. Il fait partie de la 4e série des armoiries de villes et est vendu le 16 mai à Agen, avec une oblitération 1er jour. Il porte le n° YT 1353A[75].

### Patrimoine environnemental

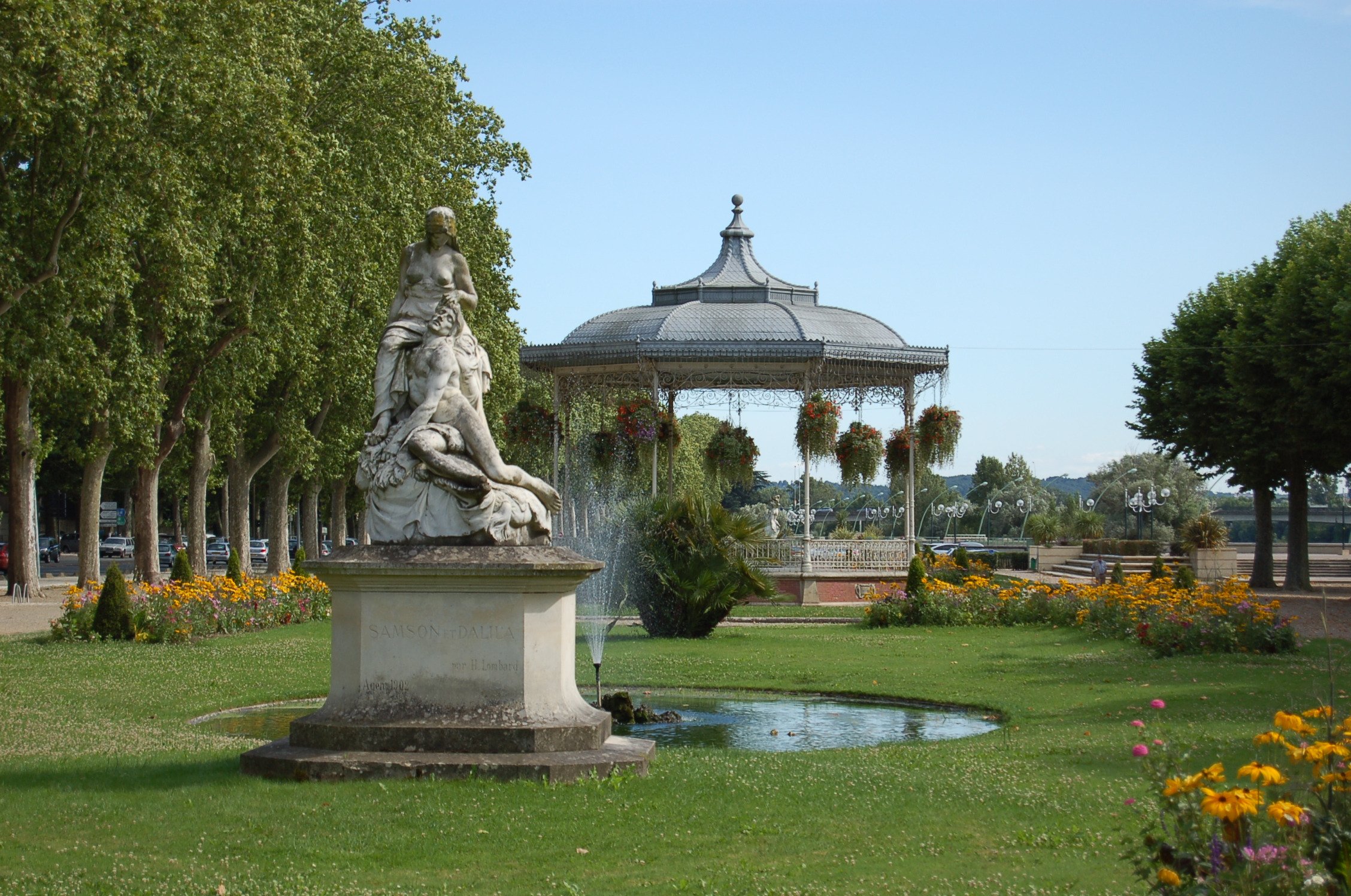
L'esplanade du Gravier.

La réserve naturelle nationale de la frayère d'Alose se trouve en partie sur le territoire d'Agen.
Dans son palmarès 2024, le Conseil national de villes et villages fleuris de France a attribué trois fleurs à la commune.

### Personnalités liées à la commune
- Saint Vincent, dit Vincent d'Agen (IIIe siècle), diacre chrétien et mort martyr sous Dioclétien.
- Sainte Alberte, (IIIe siècle), sainte chrétienne et morte martyr sous Dioclétien avec sa sœur Sainte Foy.
- Raymond de Barennes (1739-1800), homme politique, député de la Gironde à l'Assemblée législative.
- Alfred Armandie (1884-1915), dentiste et fondateur du club de rugby sporting union agenais.
- Alain Aspect (né le 15/06/1947) à Agen, physicien, co-lauréat du prix Nobel de physique en 2022.
- Jacques Augarde (1908-2006), homme politique.
- Adèle de Batz de Trenquelléon (1789-1828), née à Feugarolles, fondatrice à Agen, en 1816, de la congrégation des Filles de Marie Immaculée.
- Abdelatif Benazzi (né le 20/08/1968) à Oujda au Maroc, international de rugby au poste de deuxième et troisième ligne, il a été capitaine de l'équipe de France.
- Gaston Cabannes (1882-1950), homme politique.
- Francis Cabrel (né le 23/11/1953), auteur compositeur interprète.
- Jean Cadéac d'Arbaud (1927-2003), Officier de la Marine Nationale, Compagnon de la Libération[77]
- Henri Caillavet (1914-2013), homme politique.
- Bernard Campan (né à Agen le 4/4/1958), acteur, humoriste, réalisateur et scénariste, membre du trio Les Inconnus.
- Jean-Baptiste Alexandre Damase de Chaudordy (1826-1899), diplomate français et député de Lot-et-Garonne en 1871.
- Joseph Chaumié (1849-1919), homme politique.
- Jacques Chaumié (1877-1920), homme politique, député de Lot-et-Garonne de 1906 à 1910 et de 1914 à 1920.
- Pierre Chaumié (1880-1966), homme politique.
- Luigi Comencini (1916 - 2007) réalisateur italien. Au début des années 1920, ses parents émigrés, quittent les rives du lac de Garde pour le Lot-et-Garonne où ils s'installent à Colayrac-Saint-Cirq. Luigi passera une partie de sa scolarité au lycée Bernard Palissy d'Agen.
- Raymond Contrastin (1925-1985), joueur international de Rugby à XIII.
- Gabriel Coquelin (1907-1996), sculpteur et peintre.
- Jean-Bernard Cunin (né le 8 avril 1954), homme d'affaires et navigateur.
- Philippe Dauzon (1860-1918), député d'Agen (1893-1910) et président du conseil général de Lot-et-Garonne (1899-1913).
- Scali Delpeyrat  (né à Agen en 1966) Acteur, auteur et metteur en scène.
- Jean-Bernard Descomps (1872-1948), peintre et sculpteur français.
- Daniel Dubroca (né le 25/04/1954), international de rugby au poste de pilier et surtout talonneur, capitaine de l'équipe de France puis entraîneur du XV de France.
- Louis Ducos du Hauron (1838-1920), inventeur de la photographie couleur.
- Brice Dulin (né le 13/04/1990 à Agen), joueur de rugby, formé au SUA, évoluant actuellement au Racing 92 au poste de numéro 15.
- Jean-Baptiste Dumon (1820-1900), homme politique né à Agen.
- Pierre Duprat (né le 26 novembre 1989), International de Judo.
- Godefroi, comte d'Estrades (1607-1686), né à Agen, diplomate français et maréchal de France, maire perpétuel de Bordeaux, vice-roi de la Nouvelle-France.
- Armand Fallières (1841-1931), né à Villeneuve-de-Mézin à quelques kilomètres d'Agen, y étudia.
- Michel Fau (né à Agen en 1964 ) acteur et metteur en scène.
- Christian Fechner (1944-2008), réalisateur, scénariste et producteur.
- Jean-Guy Fechner (né le 2 mars 1947), acteur et producteur.
- Albert Ferrasse (1917-2011), joueur de rugby au poste de deuxième ligne, président du SUA de 1965 à 1985, président de la Fédération française de rugby et de l'International Rugby Board.
- Jacques Fort (né le 16 janvier 1938), international de rugby au poste de deuxième ligne et capitaine de l'équipe de France.
- Jean François-Poncet (1928-2012), homme politique, ministre, président du conseil général de Lot-et-Garonne.
- Jacqueline Frédéric-Frié (1922-2009), poétesse française.
- Jasmin (1798-1864), poète et conteur de langue occitane.
- Bernard Germain de Lacépède (1756-1825), zoologiste et homme politique.
- François-Xavier Lalanne (1927-2008), sculpteur.
- Aymeric Laporte (né le 27 mai 1994), joueur de football (Manchester City et Équipe de France moins de 19 ans).
- Ferdinand Laulanié (1850-1906), chimiste.
- Marcel-Frédéric Lubin-Lebrère (1891-1972), rugbyman international éborgné durant la Première Guerre mondiale[78].
- Eloïse Lièvre (née le 10/01/1974-), écrivaine
- Jean-Claude Malbet (1937-2021), international de rugby au poste de talonneur.
- Maurin d'Agen (VIe s.), saint catholique
- Jean-Baptiste Pierre Menne (1774-1839), général des armées de la République et de l'Empire.
- Monteil (XVIe s.), poète huguenot, ami d'Agrippa d'Aubigné.
- Montesquieu (1689-1755), passa son enfance à Agen, dans l'hôtel particulier qui porte son nom.
- Christian Noël (1945-), escrimeur, champion olympique, né à Agen.
- Michel de Nostre Dame dit Nostradamus vécut à Agen de 1533 à 1534.
- Raymond Noubel (1822-1898), homme politique né à Agen, maire d'Agen,  député bonapartiste de 1852 à 1870, puis sénateur de Lot-et-Garonne.
- Bernard Palissy (né vers 1510 à Agen et mort à Paris en 1589 ou 1590), céramiste, verrier, écrivain, savant.
- Candice Pascal (née le 2/12/1984), danseuse.
- Saint Phébade (IVe siècle), premier évêque certain.
- Georgette Plana, (1917-2013) chanteuse.
- Joseph Poncet (1791-1866), ancien député de Vaucluse.
- Victor Rabu (1834-1907), architecte en Uruguay.
- Fanny Riberot (1983-), coureuse cycliste française.
- Stéphane Rideau (né le 25/07/1976), acteur.
- Stéphan Rizon (né le 24/02/1987), chanteur, gagnant de The Voice France en mai 2012.
- Antoine Rigau (1758-1820), général d'Empire, y est né.
- René Rodes (1896-1971), peintre né à Agen.
- Pauline Roland, illustratrice et dessinée de bande dessinée née en 1987.
- Jean-Chrysostôme de Sevin (24 novembre 1756, Agen - 12 février 1834, Agen), homme politique, maire de la ville d'Agen.
- Joseph-Barnabé Saint-Sevin dit L'Abbé le Fils (1727-1803), violoniste, compositeur.
- Joseph Juste Scaliger (1540-1609), érudit du XVIIe siècle.
- Jules César Scaliger (1484-1558), philosophe italien, décédé à Agen.
- Philippe Sella (né le 14 février 1962), international de rugby au poste de trois quarts, capitaine de l'équipe de France, recordman mondial des sélections en équipe nationale (111).
- Michel Serres (1930-2019), philosophe et académicien.
- Jean-Baptiste Cyrus de Timbrune de Thiembronne (1757-1822), comte de Valence, général de la Révolution française, y est né.
- François Tosquelles (1912-1994), médecin psychiatre, chef de l'hôpital psychiatrique « La Candelie » d'Agen.
- Béatrice Uria-Monzon (née le 28/12/1963 à Agen), mezzo-soprano française
- Francesco Zani (né le 24 octobre 1938 à Iseo), international de rugby italien au poste de troisième ligne.
- Eloise Lievre (née le 10/01/1974) à Agen, écrivain.

### Symboles et blasons

#### Héraldique
| Blason de Agen | Blason  | Parti : au premier de gueules à l'aigle essorante d'argent tenant dans ses serres un listel du même chargé du nom AGEN en lettres onciales de sable, au second aussi de gueules au château donjonné de trois tourelles pavillonnées d'or, maçonné, ajouré et ouvert de sable. Devise / Cri« Nisi dominus custodierit civitatem frustra vigilat qui custodit eam » (Si le Seigneur ne protégeait pas la cité, c'est en vain que veillerait celui qui la garde) |
| Blason de Agen | Détails | Le statut officiel du blason reste à déterminer. |

Ce blason n'illustre pas le timbre poste de 12c émis le 16 mai 1964 (Armoiries de villes, 4e série 1962-65).

#### Autres symboles
| Logo | Outre le blason, Agen utilise un logo et un drapeau portant le blason. | Drapeau d'Agen |